# Arquitectura bizantina

Basílica de Santa Sofía de Constantinopla, obra cumbre de la arquitectura bizantina.

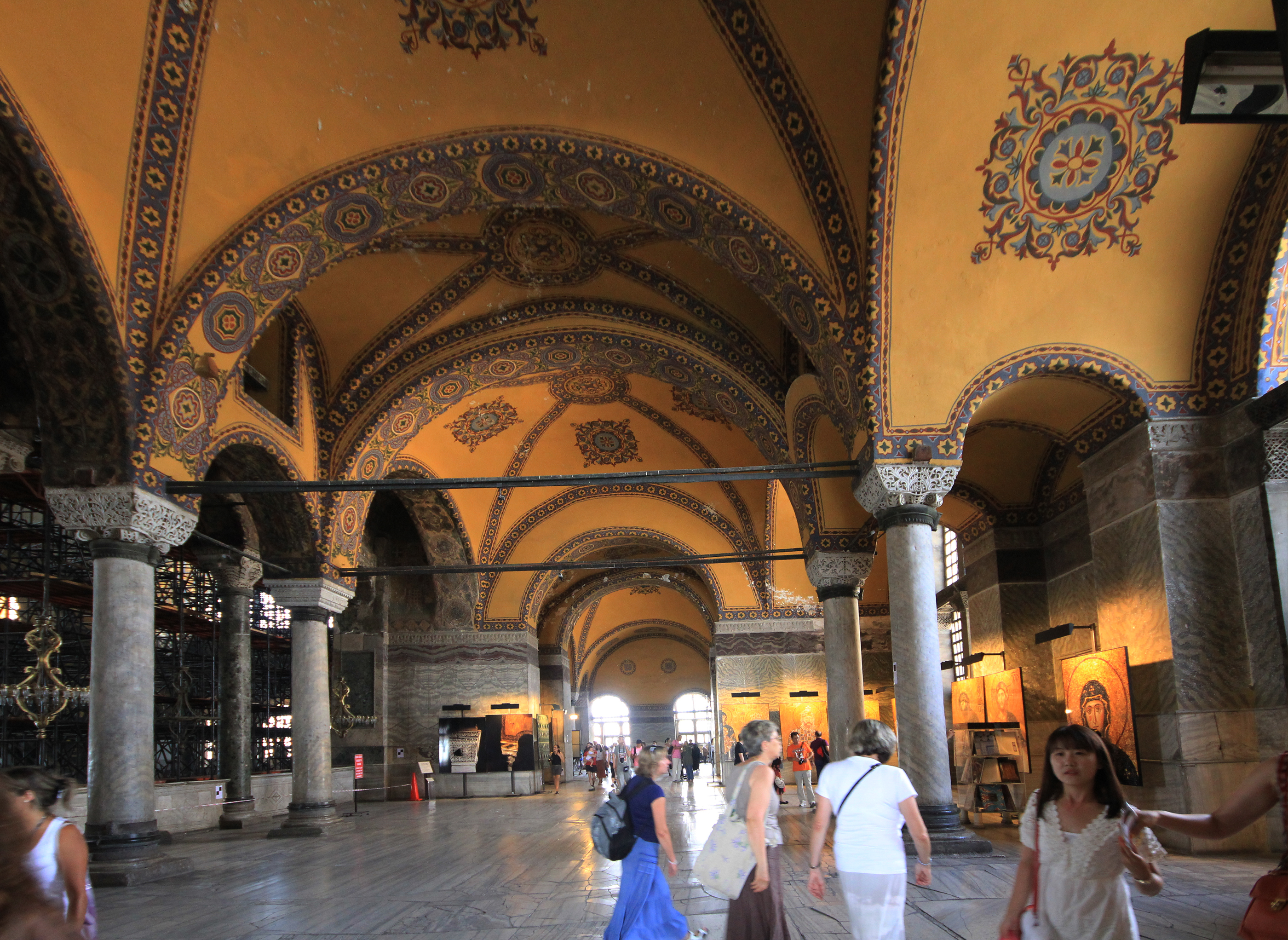
Columnas de la galería superior de la iglesia de Santa Sofía.

Se denomina arquitectura bizantina al estilo arquitectónico que estuvo vigente durante el Imperio bizantino (Imperio romano de Oriente) desde la caída del Imperio romano de Occidente en el siglo V, si bien algunos autores consideran como punto de partida el siglo IV, cuando el emperador Constantino decidió trasladar la capital a la antigua Bizancio, rebautizándola como Constantinopla (actual Estambul). 
La arquitectura bizantina se inscribe dentro del marco del arte bizantino, y abarca un largo espacio de tiempo, que se inicia en el siglo IV y al que pone fin abruptamente la caída de Constantinopla en manos de los turcos otomanos en 1453, ya en el siglo XV. Debido a su dilatada duración en el tiempo, suele dividirse para su estudio en tres períodos diferenciados: un período inicial, un período intermedio y un período final.
Por lo que respecta al marco geográfico en el que se produce el estilo arquitectónico bizantino, este coincide en líneas generales con la extensión geográfica del Imperio bizantino, con lo que fue cambiante en el tiempo en razón de las circunstancias históricas y políticas de dicho reino a lo largo de los más de diez siglos de vigencia de dicho estilo. No obstante, las zonas de mayor presencia de la arquitectura bizantina se corresponden con los territorios de las actuales Turquía y Grecia, sin olvidar Bulgaria, Rumania y amplias partes de Italia, junto con Siria y Palestina. Además, como resultado de la expansión del cristianismo entre los pueblos eslavos llevada a cabo a partir del siglo VIII por la Iglesia ortodoxa bizantina, la arquitectura bizantina se extendió por las actuales Ucrania, Rusia y Bielorrusia, pasando algunos de sus elementos arquitectónicos (como por ejemplo las cúpulas bulbosas) a convertirse en una seña de identidad de las iglesias ortodoxas, que han sido mantenidas hasta la actualidad.
Por otro lado, el arte bizantino fue un arte de tipo oficial, en función de las relaciones del poder eclesiástico con el poder civil, que se sustentaba con el apoyo de la Iglesia. Y la propia existencia del Imperio bizantino se vinculó a la expansión de la fe ortodoxa y del arte bizantino.
En razón de las circunstancias históricas y de la propia zona geográfica en que se generó y en la que tuvo presencia, la arquitectura bizantina recibió, sobre una base formada esencialmente por la arquitectura romana, fuertes influencias de otros estilos arquitectónicos, especialmente de estilos procedentes de la zona de Oriente Medio. Por otro lado, además de la ya apuntada influencia en los estilos arquitectónicos de países relacionados con la Iglesia ortodoxa, debe destacarse que desde la zona de Rávena, en Italia, en su extremo occidental de distribución, influyó en la arquitectura carolingia y, a través de ésta, en la arquitectura románica, a la vez que desde el sur de Italia, especialmente en la zona de Sicilia, aportó alguna de sus características a la versión adaptada en la zona de la arquitectura normanda, que era una de las variantes de la arquitectura románica.
Algunas de las características distintivas de la arquitectura bizantina son, además de la forma ya indicada de las cúpulas, el uso del ladrillo como material constructivo en sustitución de la piedra, el uso masivo de los mosaicos como elemento decorativo en sustitución de las esculturas, la mayor elevación de los edificios como resultado del realce de las cúpulas, y el hallazgo de un sistema que permite conjugar el uso constructivo para dichas cúpulas, de un soporte de planta cuadrada, pero que permite el remate mediante un tambor en una cúpula redonda, en muchas ocasiones con prolongación de un alero ondulado.

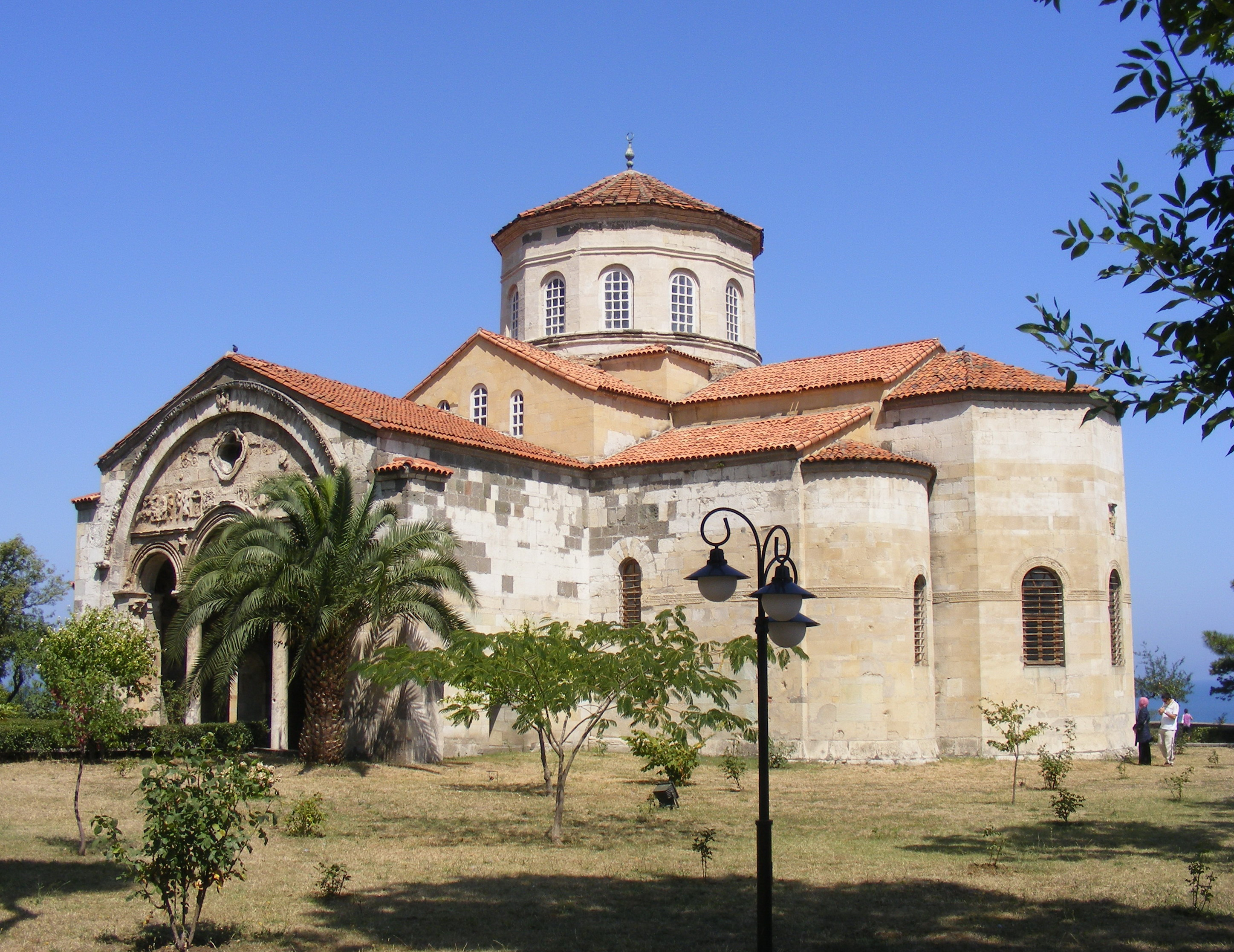
Iglesia de Santa Sofía de Trebisonda
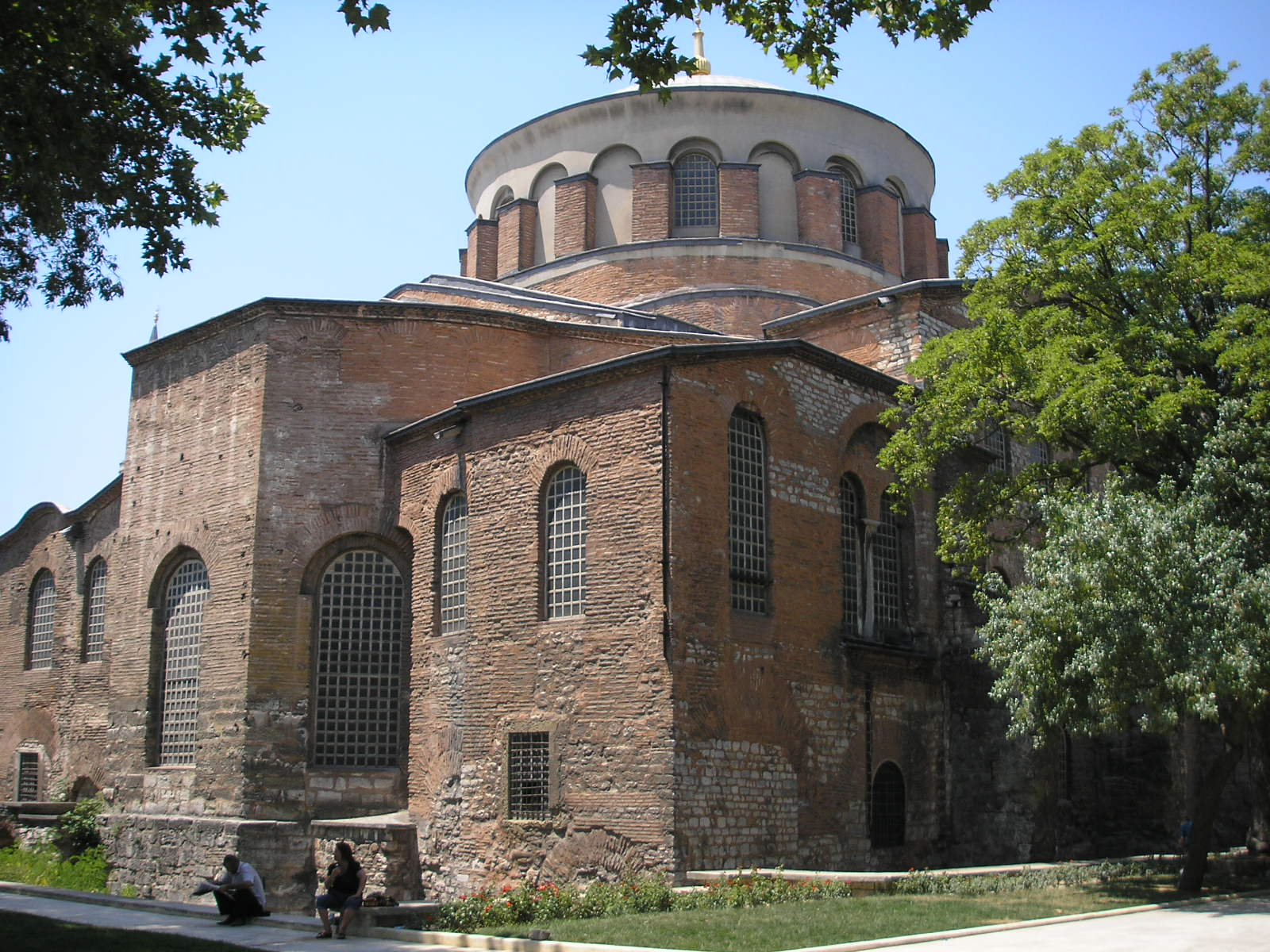
Iglesia de Santa Irene, en Constantinopla
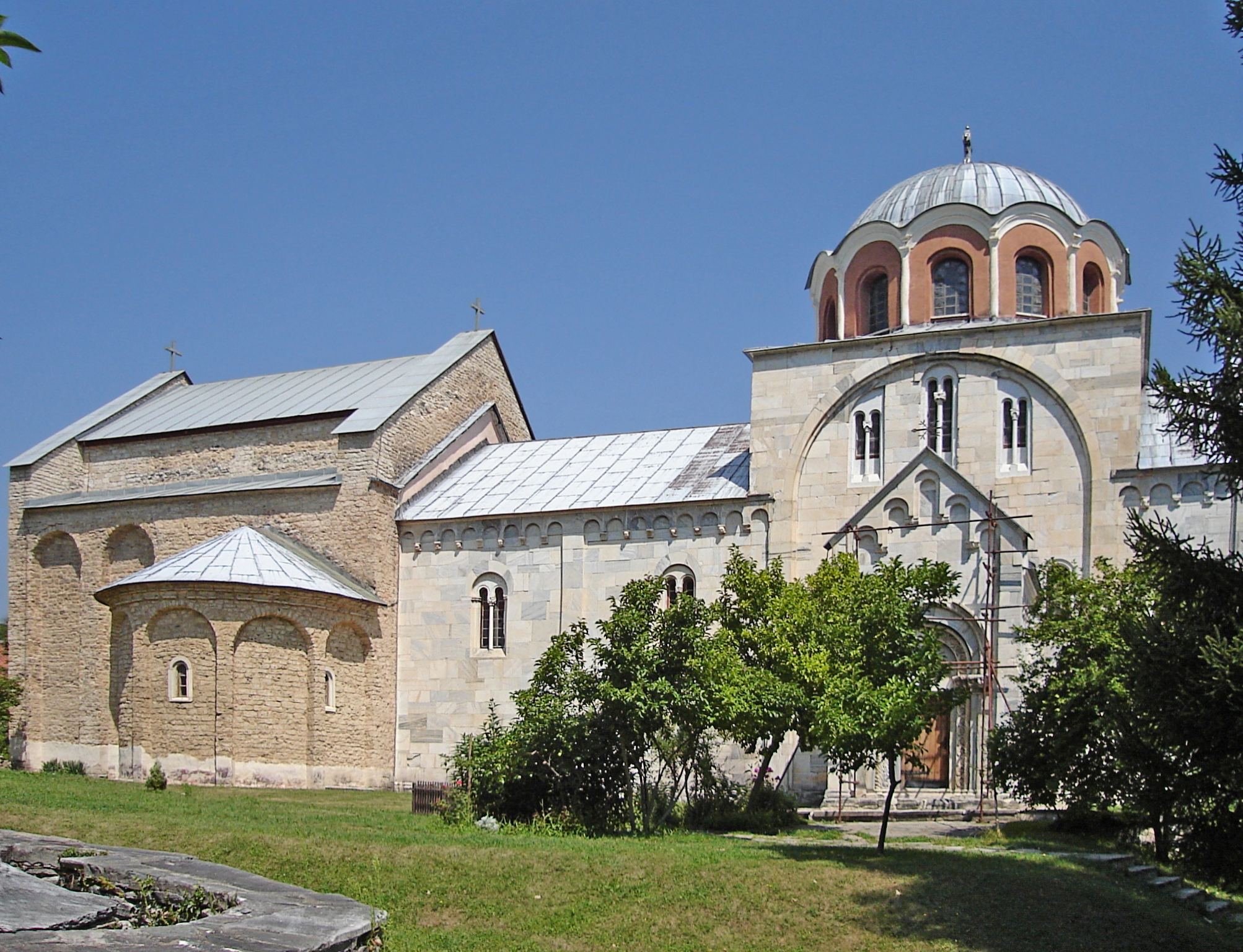
Monasterio de Studenica, en Serbia

## Periodos
El largo período de tiempo abarcado por la arquitectura bizantina suele dividirse en tres subperíodos claramente diferenciados:  
- primer periodo o primera Edad de Oro  (siglo V a X), que corresponde a la emergencia del estilo muy influido por las arquitecturas orientales, a partir de una primera etapa que no se distinguía especialmente de la arquitectura romana —de la que constituía solo una mera derivación regional— y de la paleocristiana. Se caracteriza por el uso del ladrillo en las iglesias —, que sustituyó a la piedra, utilizada en la época romana—, por una interpretación más libre de los órdenes clásicos, por el uso de mosaicos que sustituyen a las esculturas como elementos decorativos y por el realce de las cúpulas, que se elevan a más altura que en estilos anteriores. El momento más destacado corresponde al reinado del emperador Justiniano (r. 527-565) y algunas de las construcciones más famosas y que fijaron las características del estilo fueron:

- en Constantinopla, el recinto defensivo  bajo Teodosio II (siglo V) y las iglesias de Santa Sofía, de los Santos Sergio y Baco, de Santa Irene y de los Santos Apóstoles (hoy desaparecida) (todas del siglo VI) y el Gran palacio de Constantinopla (siglos VI-X).
- en Rávena, las basílicas de San Vital, San Apolinar Nuovo y San Apolinar in Clase (todas del siglo VI).

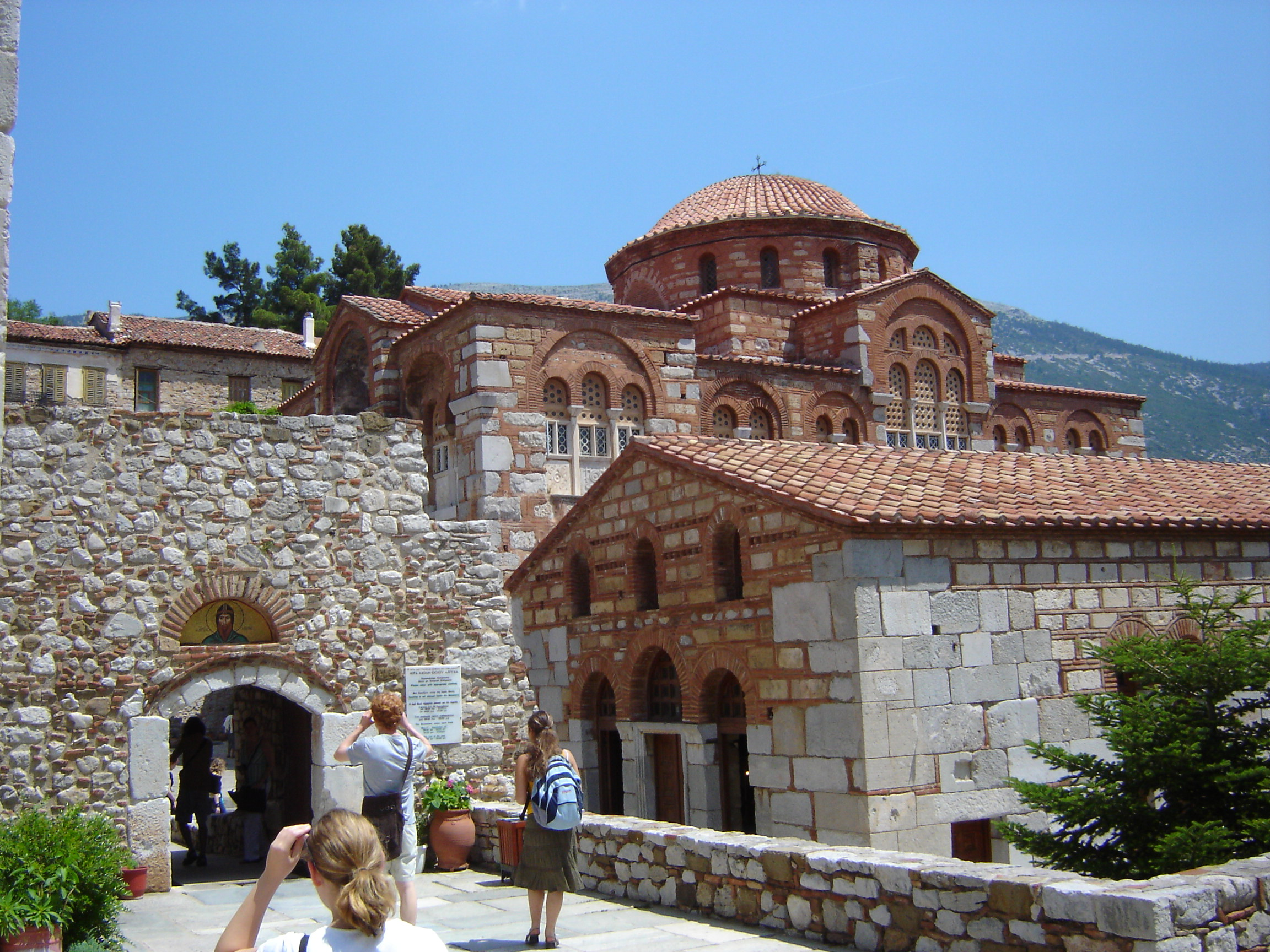
El monasterio de Ossios Loukas en Grecia, representativo de la arquitectura bizantina en época de la dinastía macedónica.

- periodo intermedio o segunda Edad de Oro, que tras la crisis de la iconoclasia (siglos VIII y IX), es el período más característico o acusadamente bizantino (siglos X y XI), que acaba con la toma de la capital por los cruzados venecianos en 1204. Se caracteriza por la predominancia de las iglesias de planta en cruz griega con cubierta de cúpulas realzadas sobre tambor y con una prominente cornisa ondulada en la base exterior —como la catedral de Atenas, la iglesia del monasterio de Dafni (que usa trompas en lugar de pechinas), la desaparecida iglesia de Nea de Constantinopla (881, construida por Basilio I) y los conjuntos monásticos del monte Athos en Grecia.

La crisis de la iconoclasia arruinó muchas de las edificaciones de los inicios del período y apenas quedan la basílica de Santa Sofía, en Salónica (Grecia) y la iglesia de la Asunción en Nicea, que sobrevivió hasta el siglo XX aunque luego fue destruida en los años 1920 en la guerra greco-turca (1919-1922).
De la época de la dinastía macedónica tampoco quedan grandes realizaciones: se presume que la desaparecida Theotokos Panachrantos de Constantinopla, obra de Basilio I, haya servido como modelo para muchas edificaciones con planta en forma de cruz inscrita en un círculo, como la del monasterio de Ossios Loukas (en Grecia, año 1000), el monasterio de Néa Moní (en la isla de Quíos, un proyecto largamente acariciado por Constantino IX) o el monasterio de Dafni (Chaidari, localidad en el Ática próxima a Atenas). La planta de cruz inscrita fue la más difundida cuando los misioneros bizantinos recorrieron los territorios de los pueblos eslavos para proceder a su cristianización. La catedral de Santa Sofía de Ohrid (en la actual Macedonia del Norte) o la iglesia de Santa Sofía de Kiev (en la actual Ucrania) son testimonio elocuente del uso de la cúpula de tambor, que con el tiempo serán cada vez más altas y más esbeltas.
Algunas de las principales obras del periodo no se encuentran en Constantinopla sino en la península itálica, como San Marcos de Venecia (siglo XI) y en el sur, en el siglo XII, las catedrales Cefalú y Monreale y la capilla palatina de Palermo.
- periodo final o tercera Edad de Oro, que comprende del siglo XIII al XV, coincidiendo con el gobierno de las dinastías de los Comnenos y los Paleólogos, en que las formas bizantinas se difunden hacia el norte (Rusia); en este periodo predominan las plantas de iglesias cubiertas mediante cúpulas abulbadas sobre tambores circulares o poligonales. Destacan:

- en el período de los Comnenos, la Elmali kilise en Capadocia; en Constantinopla, la iglesia del Pantocrátor (hoy conocida como mezquita de Zeyrek) y la iglesia de la Theotokos Kyriotissa (Virgen del Trono) (hoy conocida como Kalenderhane Camii). Se han conservado además numerosas iglesias en el Cáucaso, Rusia, Bulgaria, Serbia y otros países eslavos, al igual que en Sicilia (capilla Palatina del Palacio de los Normandos de Palermo) o en Venecia (basílica de San Marcos, catedral de Santa María de la Asunción en Torcello).

- en el período de los Paleólogos hay una docena de iglesias en Constantinopla, especialmente San Salvador de Chora (hoy Kahriye Camii) y Theotokos Pammakaristos (Santa Madre de Dios) (hoy Fetiye Camii). Una característica de todas ellas es la de no acentuar la verticalidad, primando la horizontal, que les resta la magnificencia de otras iglesias de Constantinopla. La única que no cumple la regla es la iglesia de Santa Sofía de Trebisonda. A esta etapa corresponden, en el siglo XIV en Grecia, la iglesia de los Santos Apóstoles de Salónica, la iglesia de Mistra, en el Peloponeso, y algunos monasterios del Monte Athos, como la Gran Lavra.

### Época primitiva (527-843)

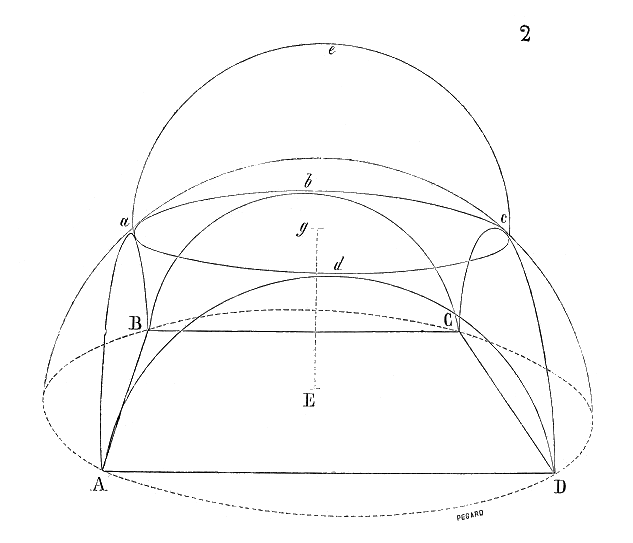
Las pechinas son cuatro porciones "triangulares" de una gran cúpula inferior seccionada por cuatro arcos de medio punto verticales y por el arco circular horizontal de la cúpula superior. El peso del sistema reposa así sobre cuatro puntos en las esquinas de un espacio de planta cuadrada.

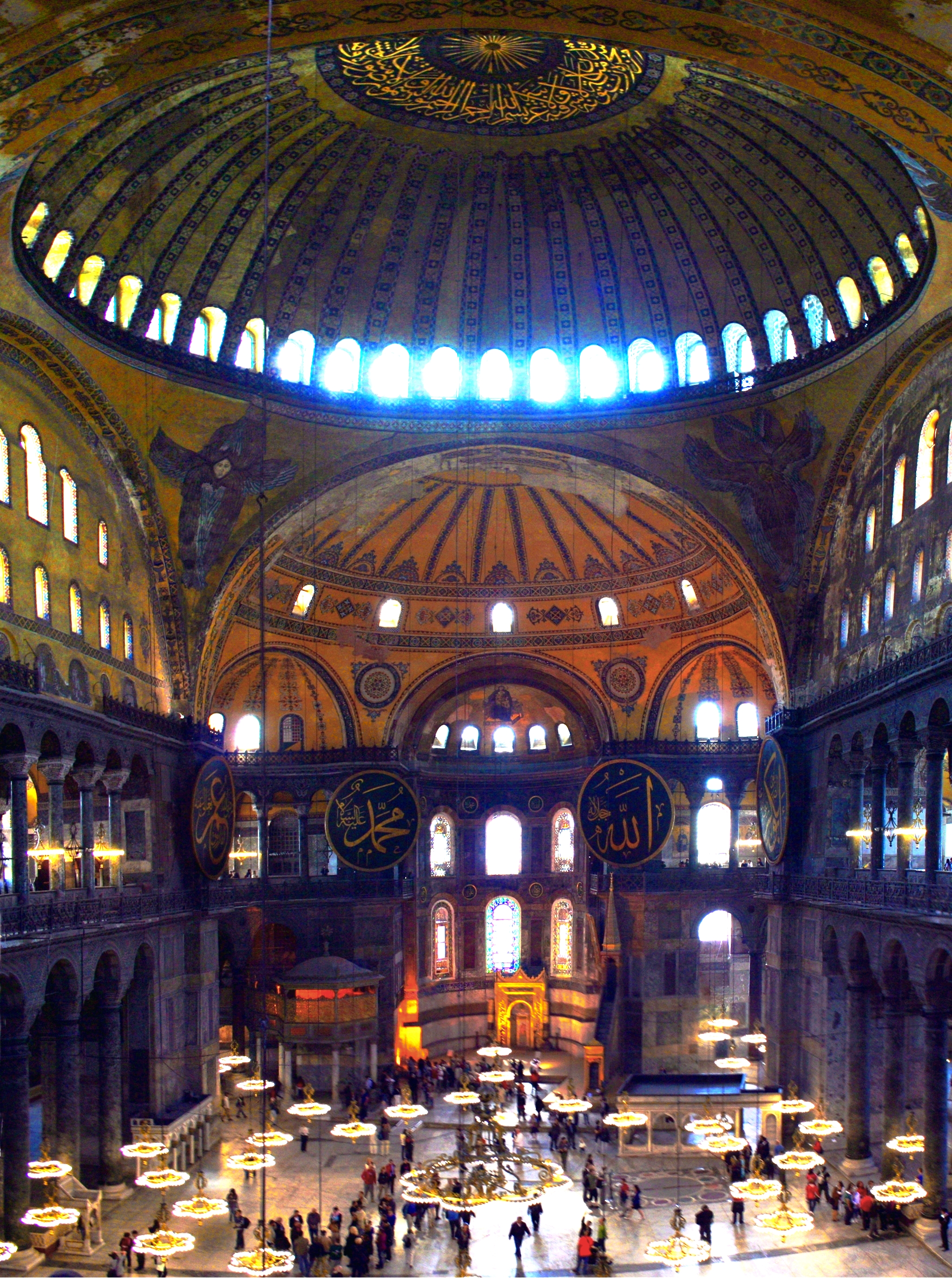
Vista interior de Hagia Sophia, la cúpula culmina a 55 m sobre el suelo. La mayoría de los mosaicos con fondo de oro se rehicieron más tarde, y ahora están recubiertos y disimulados por los enlucidos o han desaparecido.

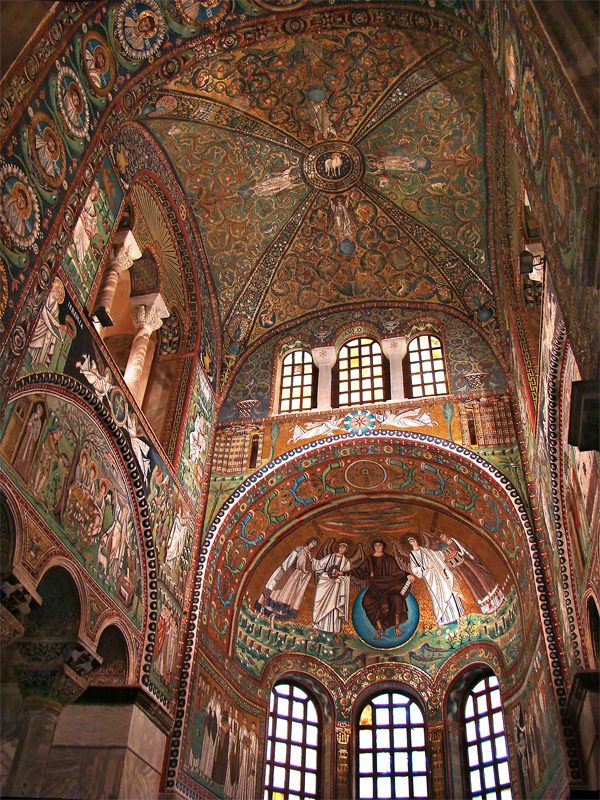
Los mosaicos de Rávena, como los de la basílica de San Vital, son los últimos bien conservados del período primitivo y dan una idea del estilo de la época.

Originalmente, la arquitectura bizantina fue solo una extensión de la arquitectura romana antigua. Durante el Bajo Imperio, la expansión del cristianismo había llevado al desarrollo de una arquitectura paleocristiana, con la edificación de iglesias cuyas plantas —derivadas de la de los templos paganos y especialmente de las basílicas civiles romanas que habían sido convertidas en lugares de culto— adoptaron gradualmente formas más adecuadas para el culto cristiano. Desde el siglo IV hasta el siglo VI, la planta basilical rectangular constituyó, tanto en Oriente como en Occidente, el prototipo de las iglesias parroquiales, episcopales o monásticas; pero en paralelo se desarrolló una arquitectura en la que la planta central, en forma de rotonda o de cruz griega, fue gradualmente reemplazando al desarrollo longitudinal. Los ladrillos, como material de construcción, se usan más que la piedra de talla, la disposición de las columnas se hace más libre. Los mosaicos figurativos con un fondo de oro se convierten en el elemento esencial de la decoración de los interiores, en particular de las bóvedas y cúpulas. Para dar cabida a los mosaicos, se buscó eliminar por completo las coberturas de carpinterías de madera, lo que naturalmente condujo al abandono de la planta basílical, que se reemplazó por plantas resultantes de conjuntos de cúpulas y medias cúpulas que se volvieron cada vez más complejas. Después de la gran crisis de la Antigüedad tardía, que vio la caída del Imperio romano de Occidente, el siglo VI fue un período de renovación y de experimentación muy fructíferos en el dominio arquitectónico del Imperio romano de Oriente, que conoció entonces su apogeo. Se ve la coexistencia de una gran diversidad de plantas, que a veces se combinaron de forma compleja. Los emperadores Justino I (r. 518-527) y Justiniano (r. 527-565) fueron dos grandes constructores tanto por sus edificios religiosos (iglesias) como civiles (fortalezas, palacios, edificios públicos, mercados, acueductos).  Fue la grandeza pasada de la civilización romana la que realmente renació durante un tiempo en Constantinopla.

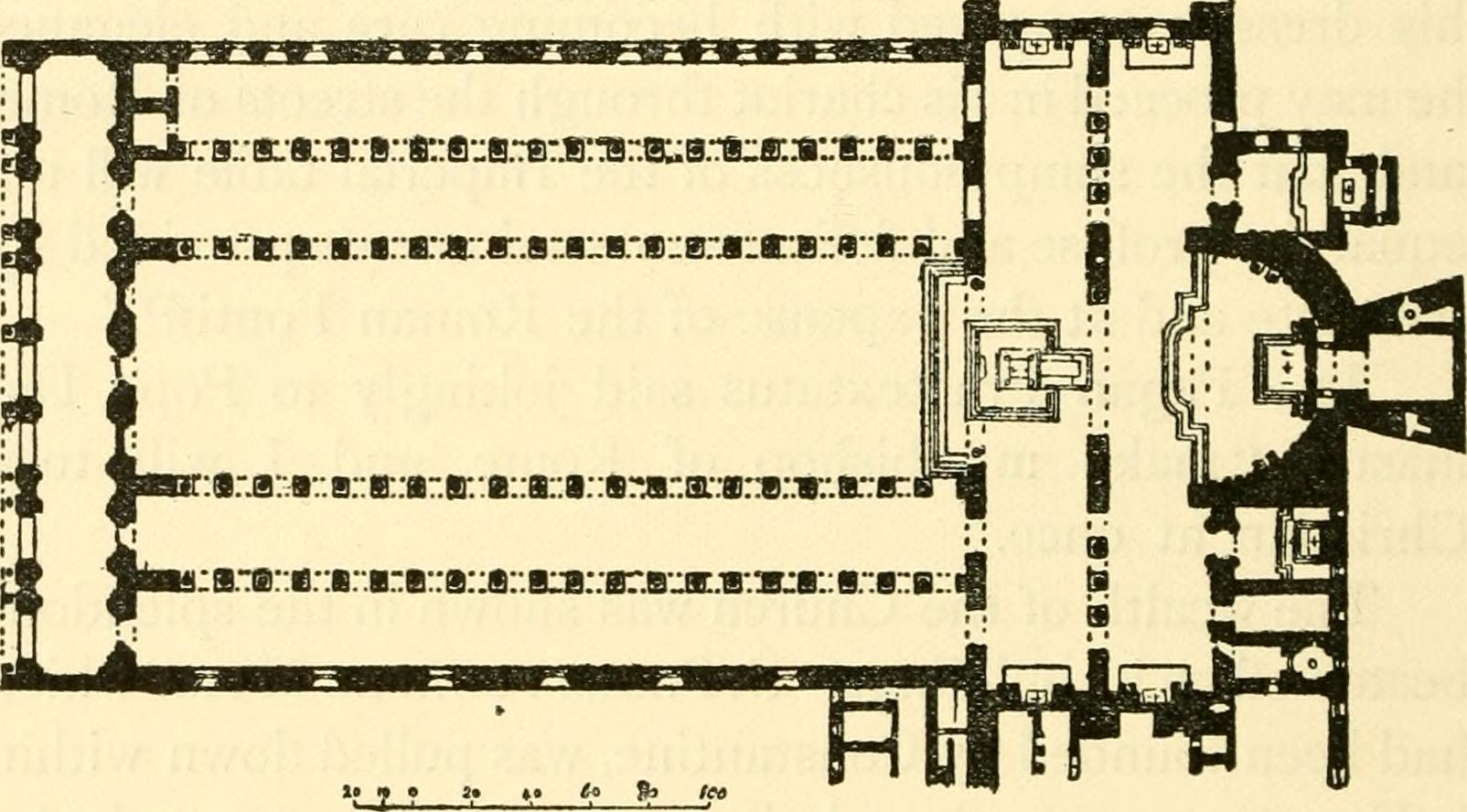
Planta basilical de la basílica de San Pablo Extramuros de Constantino en Roma (siglo IV)
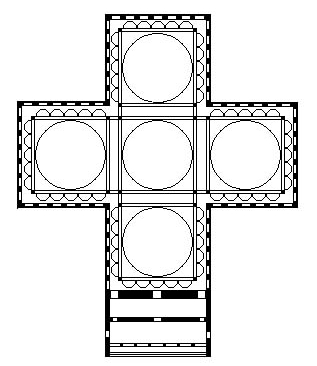
Planta central en cruz griega con cinco cúpulas de la iglesia de los Santos Apóstoles de Constantinopla (siglo IV)
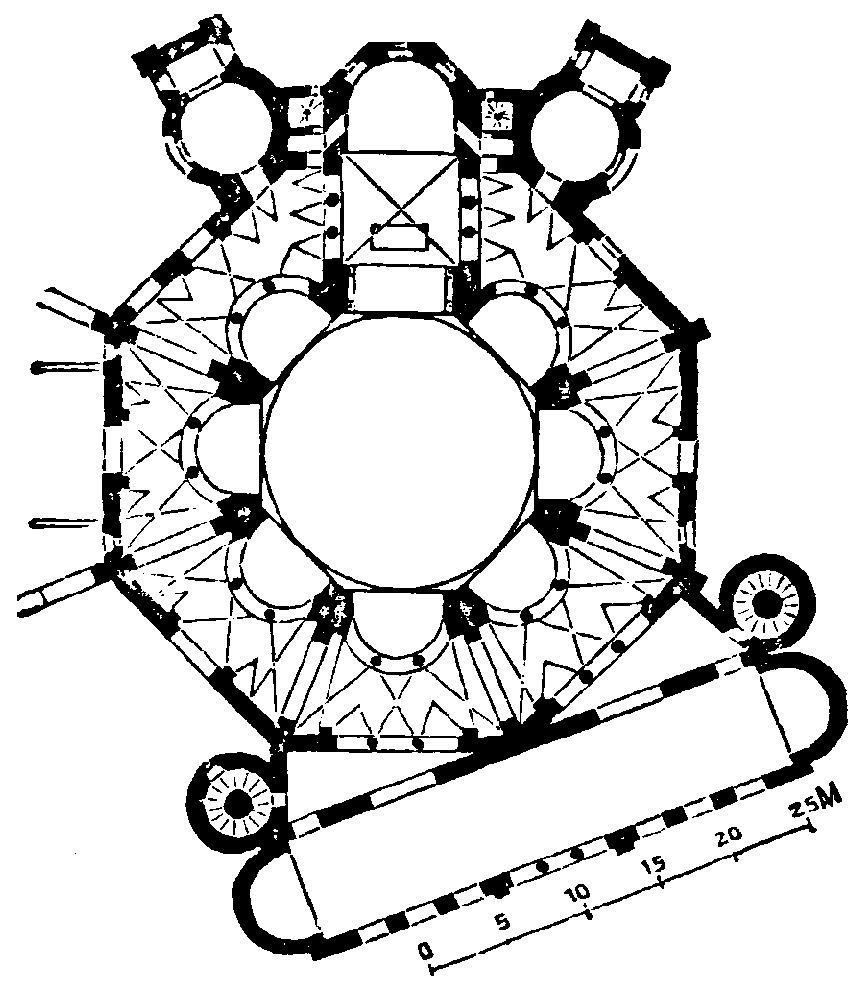
Planta central octogonal de la basílica de San Vital en Rávena (siglo IV)
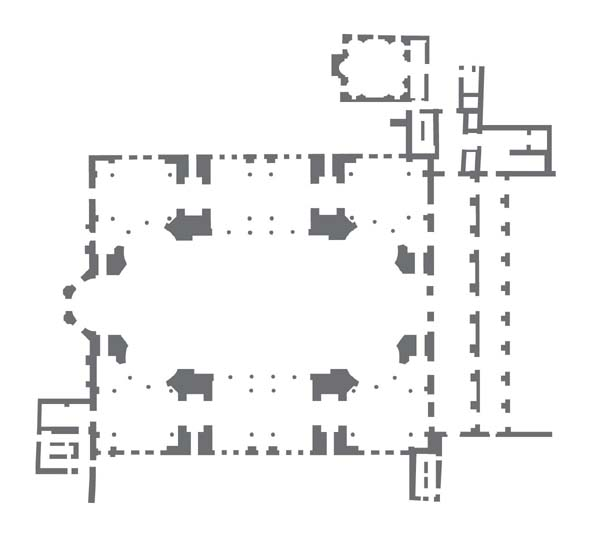
La planta "intermedia" compleja de la basílica Santa Sofía de Constantinopla (siglo IV), una síntesis de las plantas anteriores.

Muchos de los monumentos de este temprano período arquitectónico ahora han desaparecido. Los ejemplos más representativos que se conservan se erigieron durante el reinado del emperador Justiniano y se encuentran en Rávena y en Constantinopla. En ese momento se experimentó un progreso decisivo en la historia de la arquitectura cuando los arquitectos Antemio de Trales e Isidoro de Mileto descubrieron cómo suspender una gran cúpula circular sobre un espacio de planta cuadrada mediante la técnica de las pechinas, un método particularmente elegante, tanto geométrica como estéticamente. Permitió que las grandes cúpulas descansasen sobre cuatro gruesos pilares. Ciertamente ya habían tenido lugar algunos experimentos tanto en Occidente como en Oriente sobre el uso de una cúpula para cubrir edificios cuadrados, rectangulares o cruciformes, pero en la basílica de Santa Sofía se llegó a la perfección y la cúpula se convirtió en un símbolo de la arquitectura bizantina. En iglesias con cúpulas más pequeñas las pechinas fueron reemplazadas por trompas.
La planta de Santa Sofía (que significa 'Santa Sabiduría', del griego Hagia Sophia) es una síntesis original de dos tipos de planta: la central, en forma de un cuadrado coronado por una cúpula y rodeado de ábsides y absidiolos; y la longitudinal (basilical), que permite ampliar la nave central, bordeada además por naves laterales. A pesar de su complejidad, resultó ser una solución de gran unidad y armonía, haciendo de esta basílica una de las obras maestras más admiradas en la historia de la arquitectura. Aunque la iglesia está dominada por su enorme cúpula central, su planta conserva la de una basílica con nave central y naves laterales separadas por dos columnatas que bordean la nave; pero aquí las filas de columnas tradicionales se modifican mediante la inserción de cuatro grandes pilares que sirven de soporte para las pechinas que soportan la cúpula.
La planta cuadrada de la parte central de la nave se comprime en longitud por dos enormes ábsides del mismo ancho que el cuadrado central de la nave (32 m). La planta semicircular de estos ábsides se amplía ella misma con dos absidiolos más pequeños en sus lados. Estos absidiolos son transportados en su centro por dos columnas en pórfido rojo (más llamativo) que los separan de las naves laterales y así persiguen las columnatas que bordean la nave más allá de los grandes pilares. Los grandes pilares están incluso decorados con falsas columnas en pórfidos o mármol verde según sean los lados. Todos estos artificios consiguen disponer de una especie de gran nave, dos veces más larga que ancha, y de liberar en la iglesia un volumen interior gigantesco desprovisto de cualquier estructura, inigualable hasta entonces, cubierto por la gran cúpula en el centro y flanqueado por varias semicúpulas. Además, la técnica de las pechinas descansando sobre los pilares, hizo que las altas paredes laterales fuesen innecesarias estructuralmente (no soportan cargas), lo que permitió insertar en ellas las columnatas laterales en dos niveles (incluido un piso para las tribunas) y abrir los muros sobre las tribunas para iluminar majestuosamente el interior a través de una multitud de ventanas en dos niveles adicionales, a los que se agrega la corona de cuarenta ventanas que los arquitectos supieron crear en la cúpula. La iglesia es tan luminosa como las primeras basílicas paleocristianas que solo soportaban carpinterías de madera, y el efecto es sorprendente.
La iglesia de los Santos Apóstoles de Constantinopla, también construida bajo Justiniano y ahora desaparecida, constituyó otro intento de fusionar plantas, desplegando una solución mucho más simple pero que daba menos unidad al volumen interior: era en cruz griega compuesta por cinco espacios cuadrados yuxtapuestos, con pilares en sus esquinas que soportaban las pechinas que sostenían cinco cúpulas de diámetros idénticos. Así se conseguía una larga nave bordeada por los pilares que soportan tres cúpulas seguidas; esta nave era atravesada por un transepto del mismo tamaño y concepción que la nave central. Esta iglesia ha sido destruida hoy, pero la basílica de San Marcos en Venecia, que se analizará más adelante, constituye una especie de réplica construida cinco siglos después.
En Rávena, la basílica de planta central de San Vital (San Vitale), construida en el siglo VI, y la basílica de San Apolinar Nuovo, construida a principios del siglo VI por Teodorico el Grande, son dos de los ejemplos mejor conservados y armoniosos de planta basílica tradicional. En Constantinopla, además de la basílica de la Santa Sabiduría (Santa Sofía), se construyeron en el reinado de Justiniano la de Santa Irene, cerca de la de los Santos Sergio y Baco (también llamada «pequeña Hagia Sophia»), construida entre 527 y 536 y que se dice que sirvió de modelo de las dos primeras, porque en ella también hay una combinación de características distintivas de las iglesias longitudinales y centralizadas.

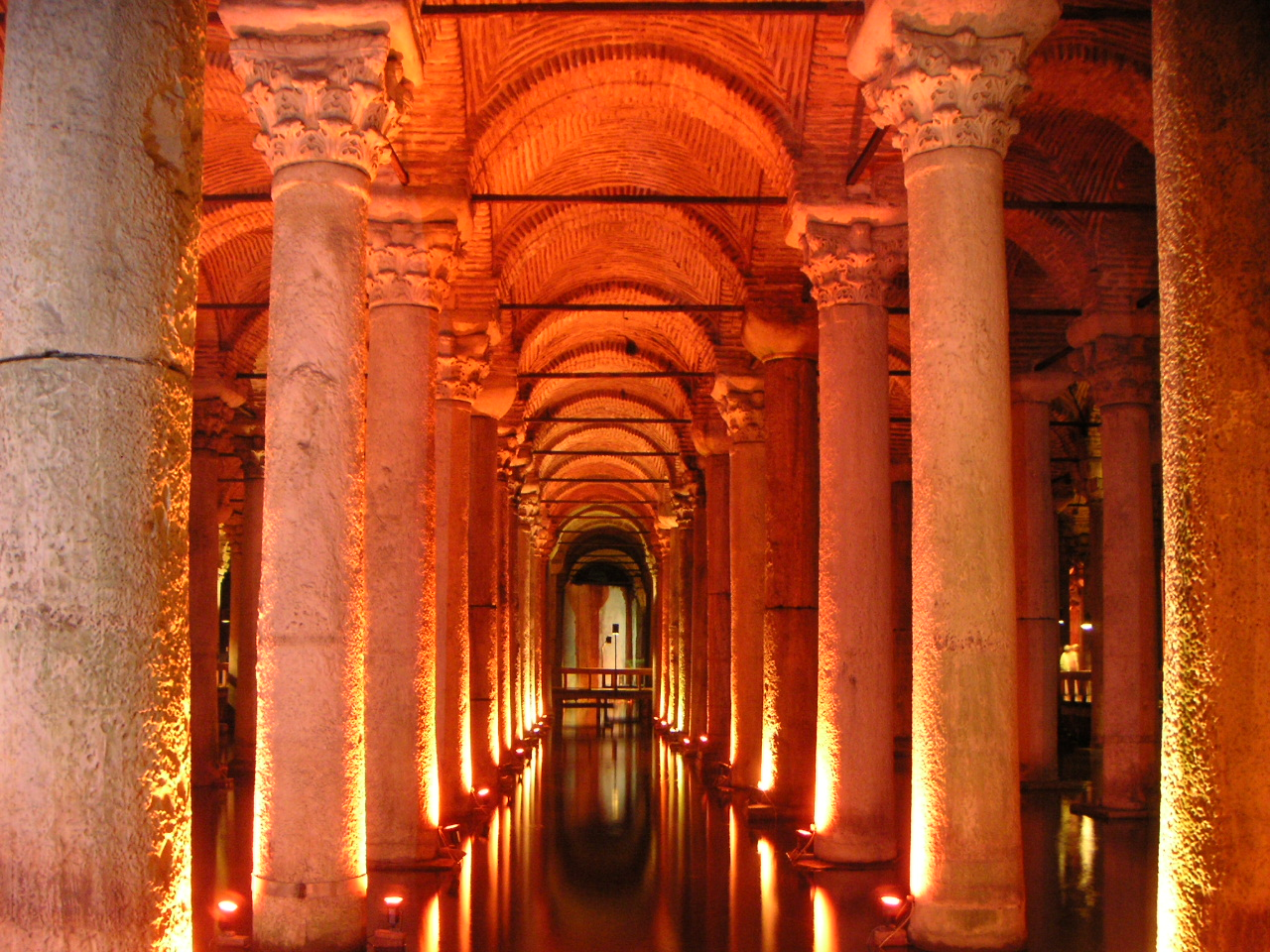
El palacio sumergido, una cisterna para prover agua

Del mismo período destacan, entre los edificios no dedicados al culto, el Gran Palacio de Constantinopla, ahora en ruinas, así como el muro de Teodosio (probablemente iniciado bajo Teodosio II), que con sus veinte kilómetros de longitud y sus imponentes torres, hoy es una de las principales atracciones turísticas de la ciudad, además de permitirle resistir durante más de mil años a todos sus enemigos. También debe mencionarse otro edificio niciado bajo Justiniano en los años 530, el «palacio Sumergido» (en turco, Yerebatan Sarayī), que servía para múltiples propósitos y albergaba un tanque subterráneo de 138 m por 65 m adornado con 28 filas de 12 columnas cada una que sostenían bóvedas de ladrillo. Además del «acueducto de Justiniano», aún se puede admirar el puente monumental que permite cruzar el río Sangarius (hoy Sakarya) que data del siglo VI, así como el puente sobre el Karamagara, un puente abovedado  del siglo V o V de arco único de 17 m de largo y 10 m de alto en el este de Turquía.
En los otros países del imperio se deben mencionar la iglesia de Hagios Demetrios de Salónica, el convento fortificado de Santa Catalina del Sinaí y el monasterio de Djvari (siglo VI) en la Georgia moderna, así como las tres iglesias del gran complejo monástico de Echmiadzin sede del Catholicós de Armenia.
Todos estos edificios tienen algunas características en común. En primer lugar, se ve evolucionar en el siglo VI una serie de tradiciones antiguas, como los capiteles corintios con volutas complicadas que se convirtieron en el capitel impostado o capitel bizantino. Estos capiteles son bastante variados en sus formas y decoraciones, pero el más característico es el tipo piramidal con delicados follajes o motivos geométricos tallados, como si fuera una capa de encaje que da la ilusión de albergar una red tan aireada en el interior o al vacío. Las columnas lisas y sin estrías parecen más ligeras. Los pesados entablamentos de la arquitectura clásica han desaparecido definitivamente o se han reducido a frisos, al igual que los grandes arquitrabes, que daban un carácter monumental a la arquitectura clásica antigua, fueron reemplazados por arcadas de medio punto, a la vez más ligeras y más eficientes. Cuando la cobertura es de albañilería, está asegurado en casi todas partes por bóvedas o cúpulas redondeadas y lisas en lugar de los techos artesonados. Los pisos de mosaico tienden a ser reemplazados por pavimentos de mármol con motivos redondeados y geométricos derivados de la opus sectile antigua. En las grandes salas de las iglesias, las columnas con frecuencia sostienen un piso de tribunas y ya no solo el techo. En general, la arquitectura busca elevarse y desmaterializarse, persigue la abstracción, aislarse de un contexto concreto y terrestre: los mosaicos con fondo dorado juegan un papel importante en el refuerzo de este efecto. A nivel histórico, se puede decir que la arquitectura bizantina del siglo VI representa el apogeo y la finalización de un largo proceso de desarrollo de la arquitectura paleocristiana, en el que los arquitectos exploraron nuevas formas y llevaron al máximo las posibilidades técnicas que tenían, pero también fue el primer hito importante de la arquitectura cristiana medieval, al establecer principios, ideales e investigaciones que se desarrollarán en otras formas de arquitectura y encontrarán otras soluciones a lo largo de la Edad Media.

Ejemplos de capiteles bizantinos
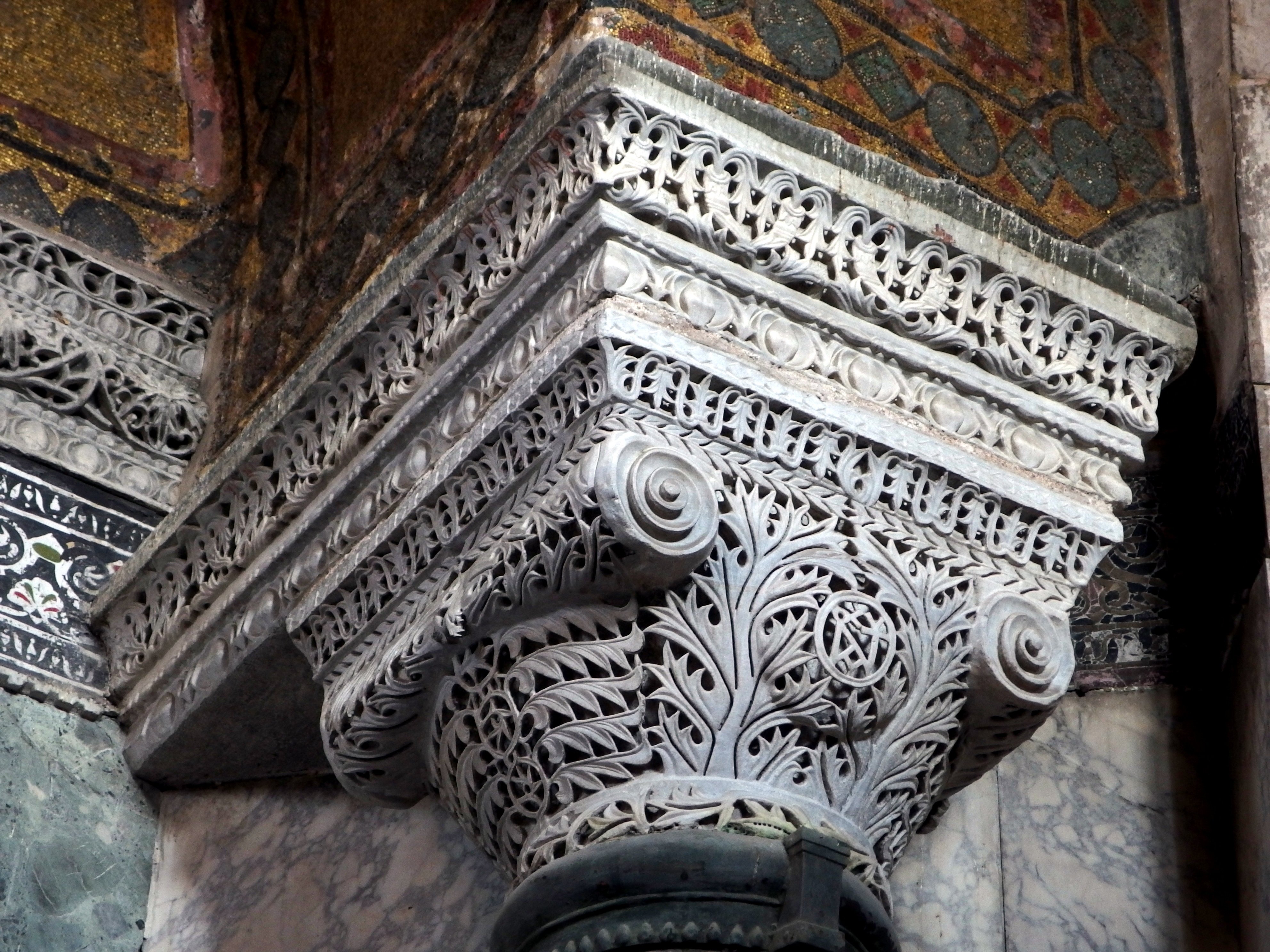
Capitel de la basílica de Hagia Sophia, en mármol blanco delicadamente tallado
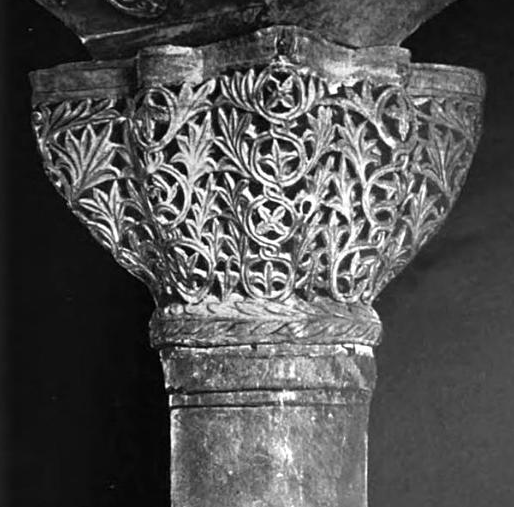
Capitel de la basílica de San Vitale en Rávena
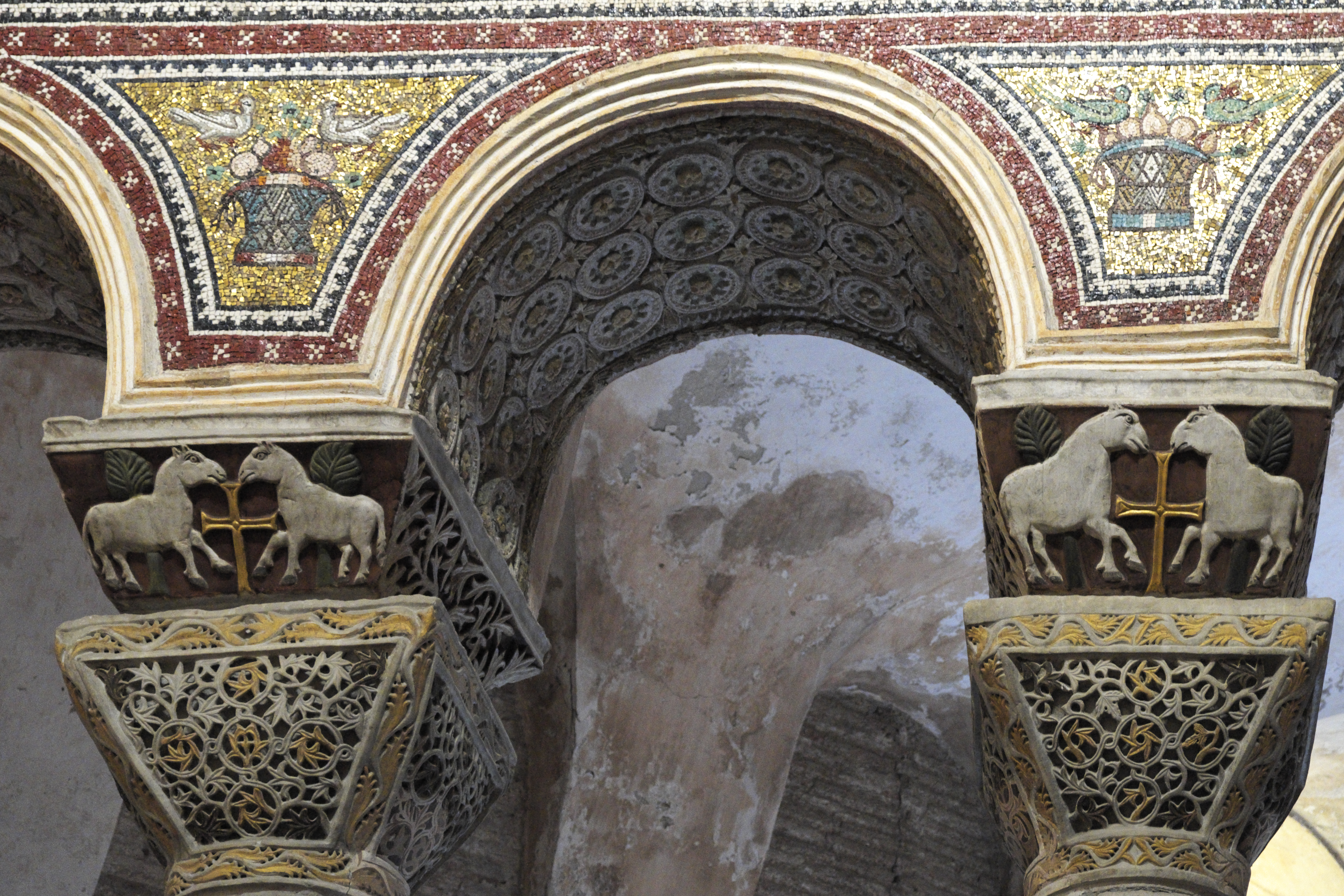
Capiteles de la basílica de San Vitale en Rávena, mármol blanco con adición de policromía parcial
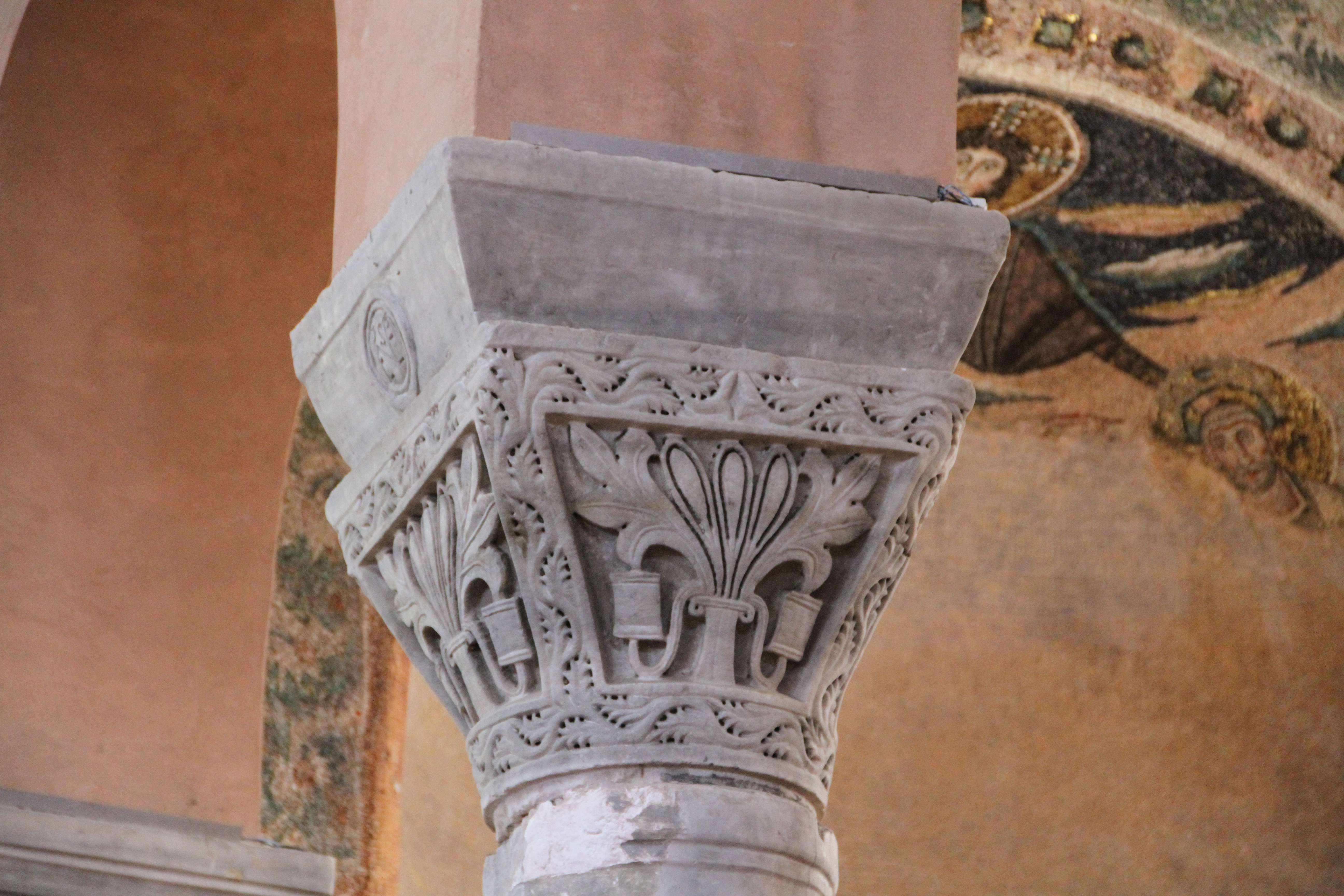
Capitel de la basílica Eufrásica de Poreč, Croacia
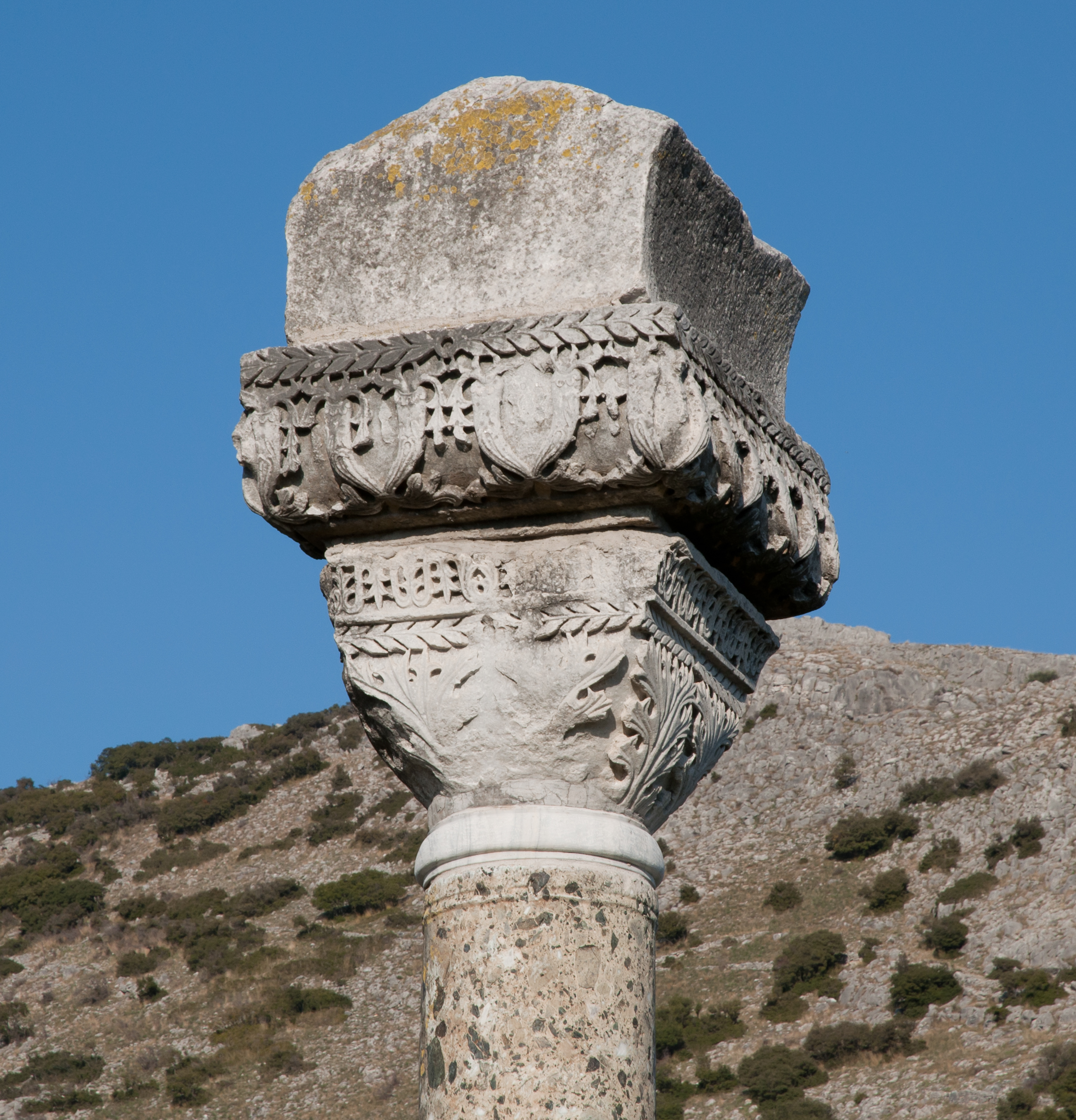
Capitel de una basílica en ruinas en Filipos en Grecia
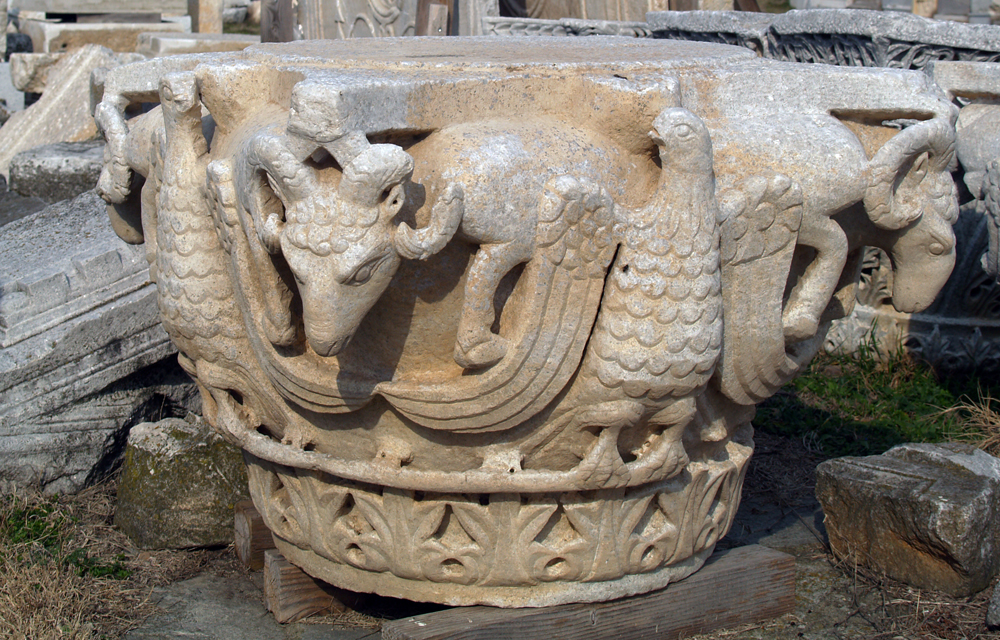
Otro tipo de capitel bizantina: follaje coronado por protomas de animales que sobresalen. Filipos, Grecia

### Periodo intermedio (843-1204)

#### Evolución histórica

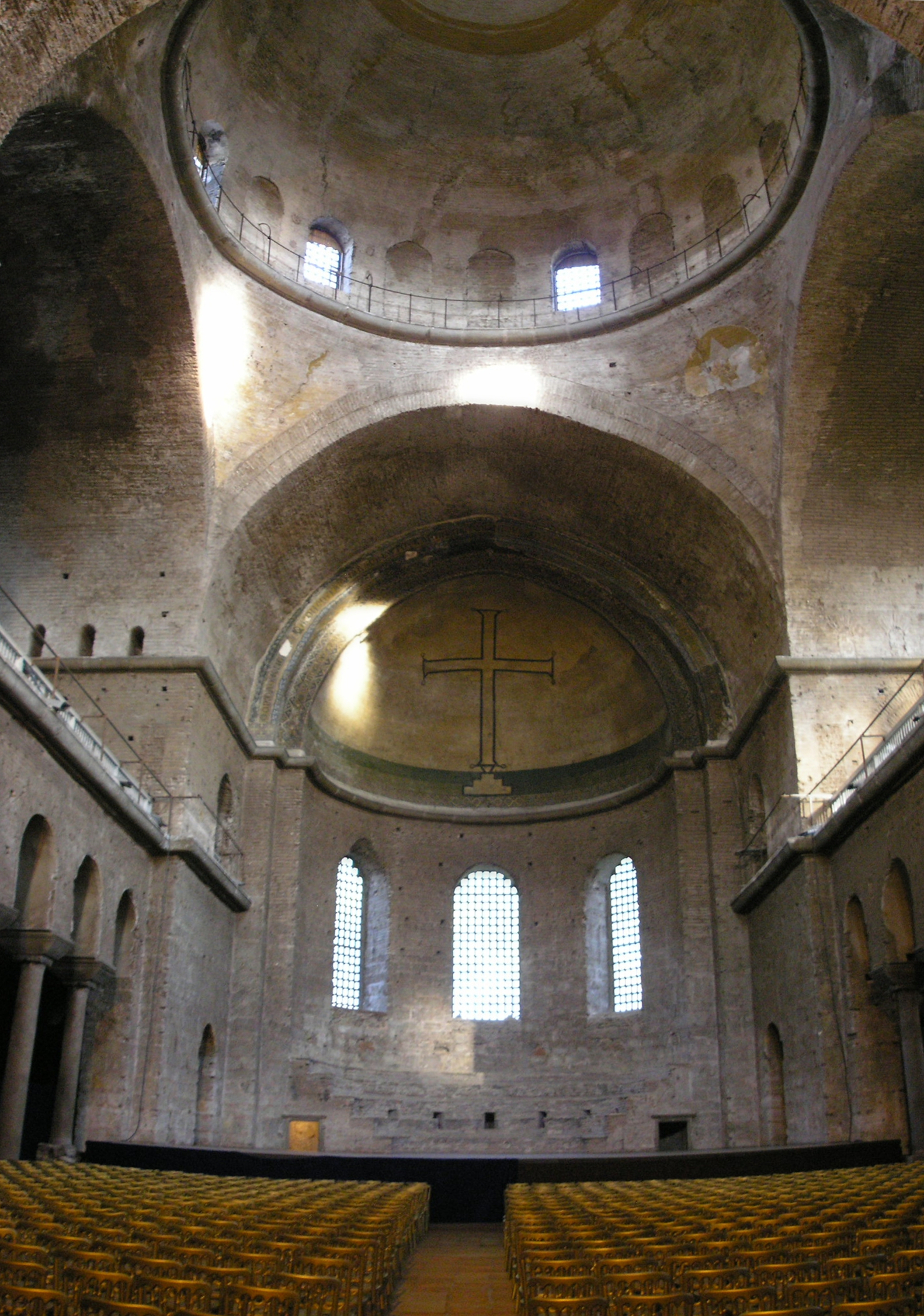
Interior de Santa Irene de Constantinopla. De resultas de la iconoclasia, casi todas las decoraciones interiores desaparecieron y una gran cruz reemplazó la figura de Cristo.

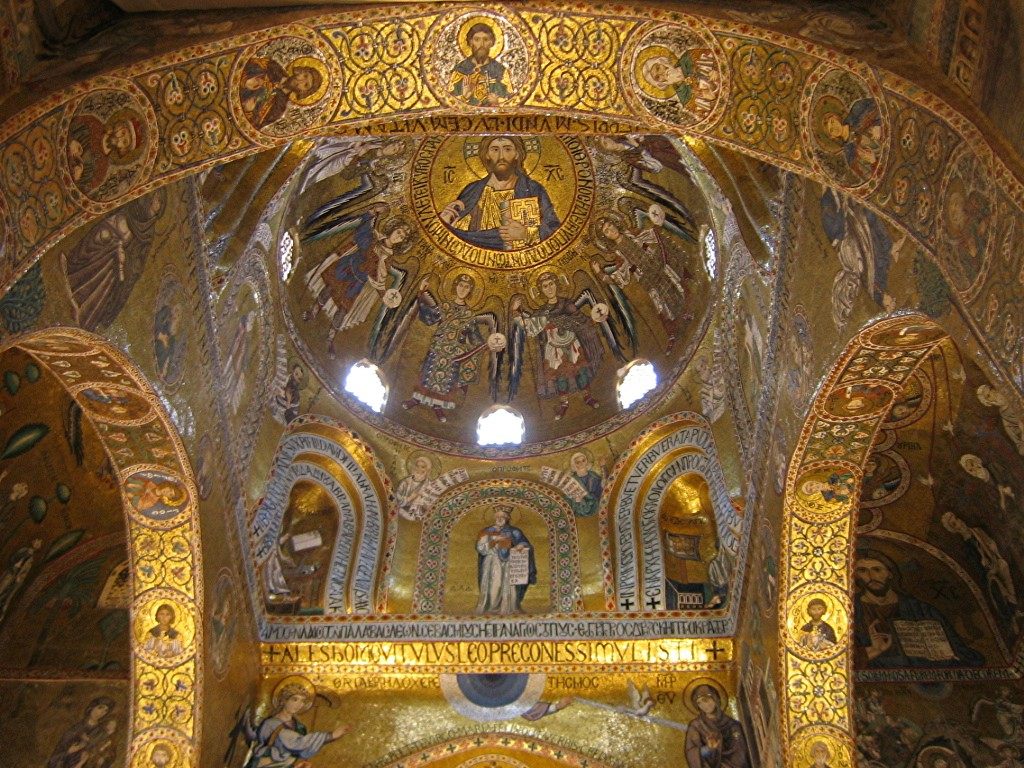
Cúpula de la capilla palatina de Palermo

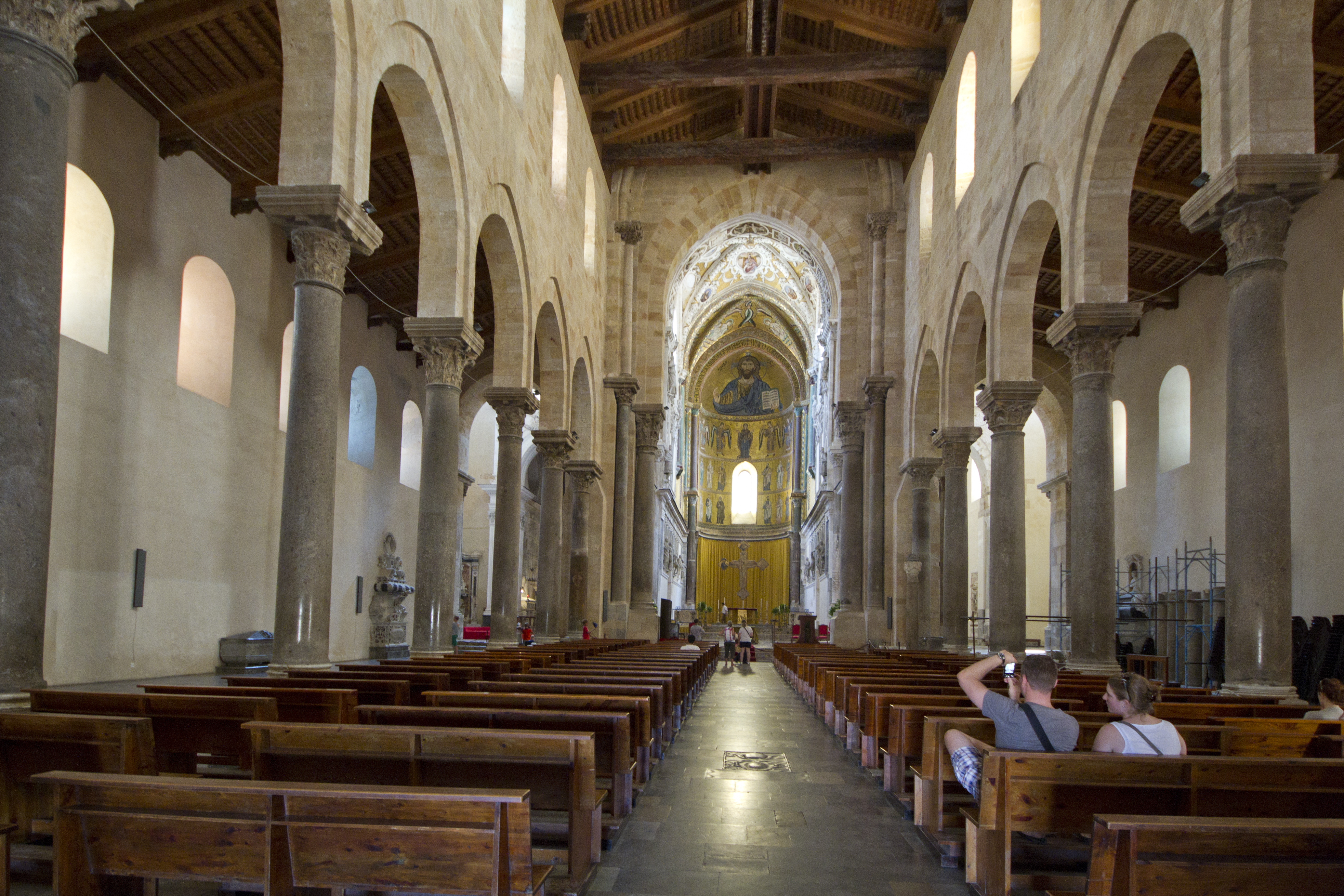
Interior de la catedral de Cefalú en Sicilia, mezcla de estilos normando y bizantino

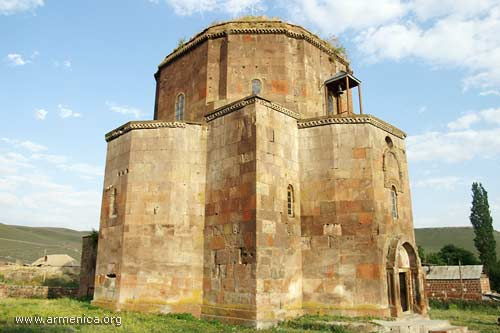
Iglesia de San Juan de Mastara, Armenia, siglos -

El período fecundo e innovador de Justiniano fue seguido por dos siglos de letargo marcados por las invasiones eslavas en los Balcanes, las guerras con Persia y el sitio de Constantinopla en 626, el surgimiento de los árabes y del Islam, la pérdida definitiva de Palestina, Siria y Egipto en los años 630-640, la conquista del norte de África por los árabes que sitiaron nuevamente Constantinopla en 674-678 y 717-718. Durante esos dos siglos, la arquitectura religiosa se estancó, resultado de la crisis iconoclasta durante la cual se eliminaron las imágenes de los templos existentes sin construir otras nuevas. La arquitectura civil también declinó, debido a las epidemias de peste, a las guerras civiles y al declive de las ciudades. Durante ese tiempo el enfoque principal era reparar o mantener los edificios existentes. Esos dos siglos forman una especie de charnela que podrían clasificarse en este período o en el anterior.
Se incluiran aquí en el período intermedio, porque probablemente fue en el siglo VIII cuando se construyeron las primeras iglesias en cruz inscrita, una planta que todavía se usa en la Iglesia ortodoxa. Este tipo de iglesia, generalmente bastante pequeña, se centra alrededor de un naos (el Santo de los Santos) dividido en nueve tramos por cuatro columnas que soportan una cúpula. Al oeste está el narthex (vestíbulo de entrada) y al este el bêma (santuario generalmente elevado donde se encuentra el altar protegido por un dosel, descansando sobre pilares, llamado ciborium), separado anteriormente por una pantalla del naos, actualmente reemplazada por un iconostasio (muro en el que se disponen los iconos). Directamente debajo de la cúpula principal está el ambón (púlpito elevado desde donde se leían las Escrituras), y al pie del ambón, el espacio reservado para el coro de cantantes. Alrededor del ábside, el clero tenía su lugar sobre gradas en escalera que rodeaban el trono del patriarca (el synthronon). A cada lado del bêma había dos pequeñas sacristías, el diaconicón (altar para el tesoro, las vestiduras litúrgicas y los textos sagrados) y la prothesis (altar para la preparación de la comunión).
Estas iglesias , con su forma casi cuadrada, a diferencia de las iglesias de tipo longitudinal o axial, querían representar en su arquitectura la jerarquía del cosmos. Comenzando desde la parte más elevada, la cúpula, la mirada va descendiendo sobre las bóvedas que sobresalen del bêma y de los ábsides, antes de unirse a los muros. Esta jerarquía se hacía tangible por las cornisas de mármol que separaban cada uno de los tres componentes: en la parte superior, en la cúpula, figuraba un mosaico representando a Cristo y debajo, otro representando a la Virgen en la semicúpula del ábside; y en el tercer y último nivel, aparecían por los ángeles, los profetas, los apóstoles, los padres de la iglesia y otros santos, mientras que los muros ilustraban diversas festividades del calendario litúrgico.
El Imperio bizantino surgió a principios del siglo IX del caos en el que se había debatido en los siglos anteriores. Se califica a este período de «Renacimiento macedonio». Pero este imperio ya no comprende el conjunto del Mediterráneo: Asia Menor será el teatro de las invasiones árabes; los eslavos se instalan en los Balcanes; el sur de Italia y Sicilia son el escenario de una lucha entre el Papa y los normandos. De modo que el segundo período de la arquitectura bizantina se centrará casi exclusivamente en Constantinopla y en sus alrededores. Los reinados de Teófilo (r. 829-842) y Basilio I (r. 867-886) estuvieron marcados por un deseo de renovación como lo demuestran los textos de la época en los que abundan los términos neos, kainos, kainourgios, que significan, aquí, menos una «novedad» que un «rejuvenecimiento» o un «retorno a las fuentes», haciendo una consolidación del arte tradicional.
Los monumentos erigidos durante este período renuevan o imitan los monumentos más gloriosos de Justiniano, en una forma más modesta, porque ya no estaban destinados a las multitudes del pasado, sino a un público más restringido que gira en torno al emperador: los dignatarios y los cortesanos.
Del mismo modo, las iglesias de nueva construcción tienen menos la intención de ser la sede de un obispado o una parroquia que servir a un monasterio cuyo clero se estaba volviendo cada vez más autónomo y buscaba evadir tanto la jurisdicción episcopal como la imperial. Los nuevos monasterios, antes erigidos en el campo donde los monjes vivían de los frutos de su tierra, tendieron ahora a establecerse en Constantinopla o, al menos, a establecer un servicio allí (metochia).
Este período de efervescencia arquitectónica fue seguido por el gobierno de Basilio II (r. 976-1025), un período de vacío casi completo, ya que si bien logró expandir las fronteras del imperio, que en ese momento incluía a todos los Balcanes y se extendía en Asia desde Armenia hasta las costas de Siria, el emperador era un soldado ahorrativo que se ocupaba poca de la arquitectura y quería sobre todo restaurar el tesoro público.
En las regiones que ya habían sido parte del imperio, la influencia bizantina permaneció, pero las tradiciones locales se volvieron preeminentes. Así, en Sicilia, antiguamente parte del imperio, pero conquistada por los musulmanes en 902 antes de ser tomada por los normandos en 1072, se desarrolló un género que podría calificarse como «orientalizante». Casi todos los reyes normandos buscarán a sus artesanos en el mundo bizantino. Y si las iglesias que construyeron generalmente adoptaron la planta occidental de tres naves sin cúpula, su acabado interior estará inspirado en los de Bizancio, sin conservar su simbolismo. La catedral de Cefalú, iniciada en 1131 durante el reinado de Roger I de Sicilia, presenta en la bóveda del ábside un busto del Cristo Pantocrátor que, en una iglesia típicamente bizantina, debería haber ocupado la cúpula. Esta desviación de la «jerarquía» continúa en los muros verticales de los ábsides donde aparece la Virgen, ya no como la Theotokos (es decir, como madre del niño-Dios), sino en una posición de oración entre los arcángeles arriba y los apóstoles abajo.
Cuando el Imperio bizantino entró en ese período sombrío, se desarrolló entre el siglo VII y la conquista árabe en Armenia un género propio. Muy pronto se abandona la planta longitudinal a favor de la planta en cruz inscrita en un cuadrado y los arquitectos elaboraron diversas formas de cúpulas que modificaron con diversas variaciones al agregarles nichos que albergaban capillas en ciertos lados del cuadrado (iglesia de Mastara) o separando la cúpula de los cuatro muros para apoyarla en pilares o columnas (catedrales de Bagaran y de Etchmiadzin) lo que permitirá la construcción de tambores que se volverán más estrechos a medida que se acerquen a la cima. Se caracterizan por el uso de plantas circulares u octogonales, inscritas o no en un cuadrado.

#### Ejemplos de realizaciones arquitectónicas

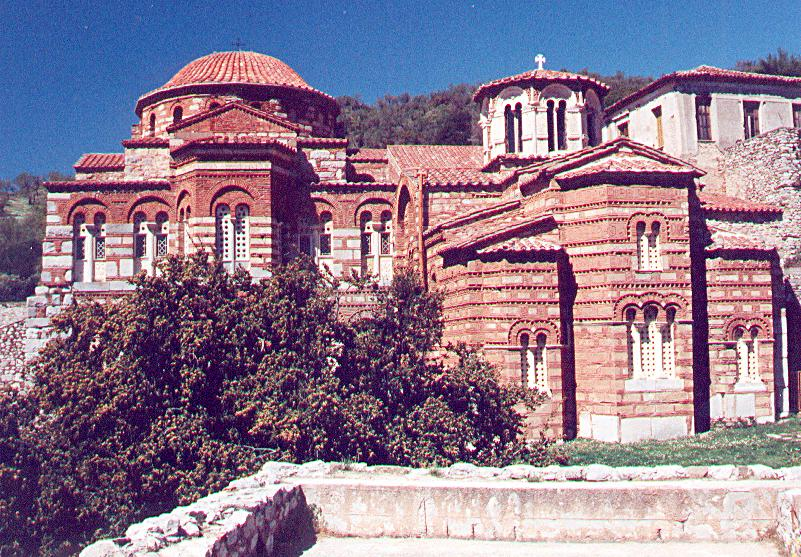
Iglesias del monasterio de San Lucas, ejemplo del arte bizantino durante la dinastía macedonia

El emperador Teófilo (r. 829-842) se dedicó principalmente a la rehabilitación del muro de protección a lo largo del mar y a la construcción de palacios en Constantinopla. La arquitectura de esos palacios estuvo fuertemente influenciada por lo que los enviados de Teófilo habían visto en Siria y que recuerdan a los de las dinastías omeyas y abasidas. Basilio I (r. 867-886), por su parte, construirá o renovará muchas iglesias, incluidas veinticinco en la capital y seis en los suburbios. La más célebre de ellas, ahora desaparecida y solo conocida por descripciones medievales, fue la Nea Ekklesia o Iglesia Nueva (880). Presumiblemente construida sobre una planta llamada de «cruz inscrita», estaba coronada con cinco cúpulas, recubiertas con mosaicos en el interior y de tejas de cobre en el exterior. En el interior, tenía al menos cuatro capillas consagradas a Cristo, a la Virgen, a los arcángeles Miguel y Gabriel, Elías y san Nicolás. Con la iglesia votiva de la Theotokos Panakrantos (iglesia votiva de la madre de Dios, Constantinopla) (hoy bajo las ruinas de la mezquita Fenari Isa), servirá como modelo para muchas otras iglesias en todo el imperio, incluyendo la Cattolica de Stilo en el sur de Italia (siglo IX), la iglesia del monasterio de Hosios Lukas (San Lucas, en Grecia, 946-955), el Nea Moni (nuevo monasterio) en la isla de Chios (1045), y el monasterio de Dafni cerca de Atenas (1050). También se difundirá en los países eslavos en vías de conversión. Así, la catedral Saint-Sophie de Ohrid (hoy en Macedonia del Norte) o la iglesia del mismo nombre en Kiev (Ucrania) son ejemplos tipo del uso de la cúpula sobre un tambor, que ganará con el tiempo en altura y esbeltez.

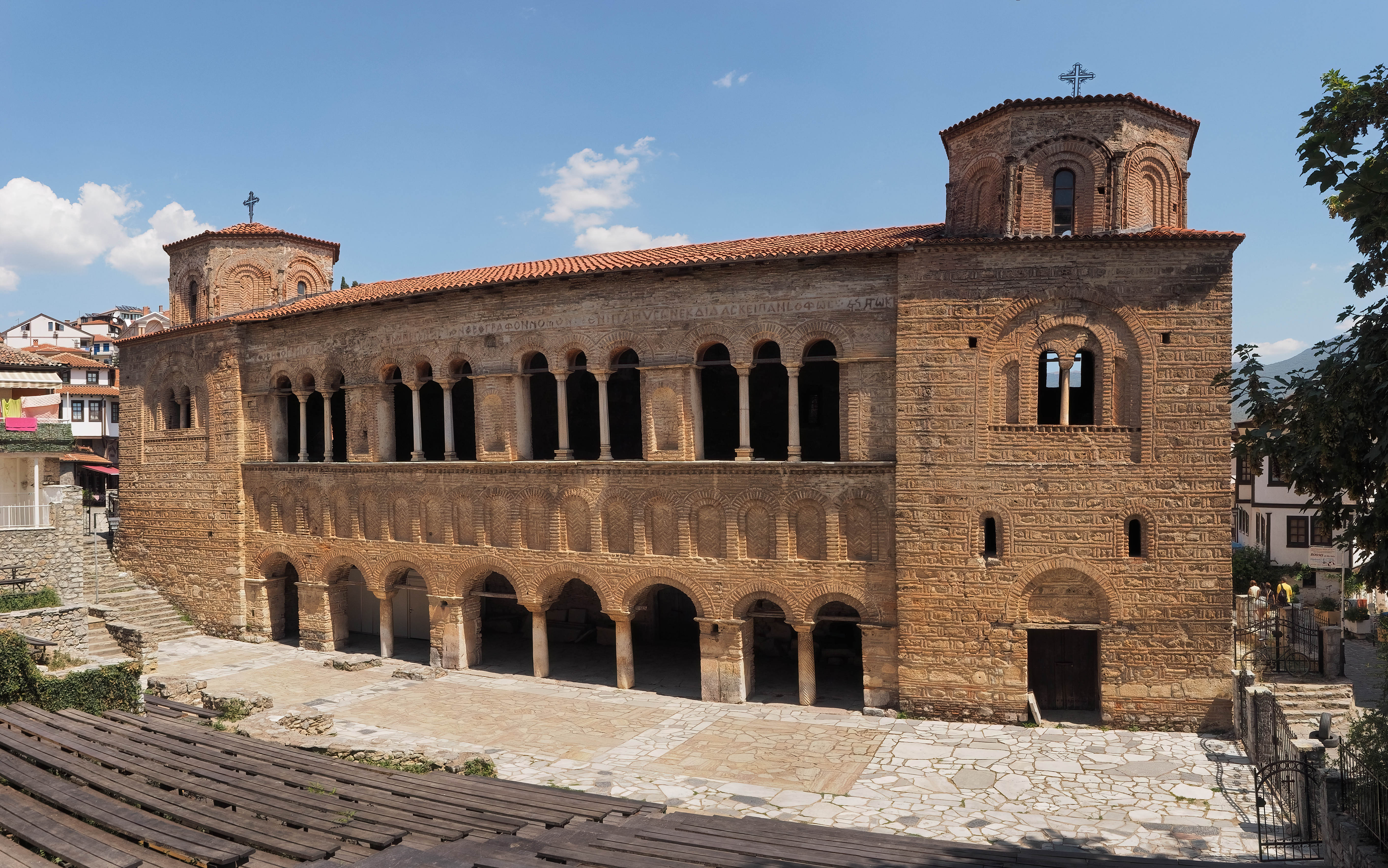
Vista de la iglesia bizantina de Hagia Sophia en Lychnidos.

Los monasterios bizantinos de este período muestran complejos arquitectónicos con características comunes. Por lo general, están rodeados por un muro y disponen de un elaborado portal, a menudo provisto con bancos donde los pobres y los mendigos llegaban a pedir limosnas. El portal se abría a un gran patio interior en el medio del cual se alzaba la iglesia que, contrariamente a la práctica de la época primitiva, estaba separada de los otros edificios lo que obligaba a dar más importancia a su aspecto externo. Los edificios de habitación estaban alineados en el interior de los muros con sus celdas rectangulares, generalmente abovedadas. El segundo edificio en importancia fue el refectorio y la cocina contigua. Había otros edificaciones, generalmente una fuente, un horno, una casa para visitantes, a veces una enfermería y baños.
También fue en ese momento cuando comenzó la construcción de los monasterios del Monte Athos que, con la Gran Lavra de San Atanasio en 961, se convirtió gradualmente en el centro del monacato ortodoxo. A excepción del Protaton, la iglesia más antigua situada en la capital administrativa de Karyés, todas las otras iglesias toman la forma de un trébol según el modelo del katholikon (iglesia principal de un monasterio) que habría sido construido por el propio san Atanasio.

### Periodo tardío (1204-1453)

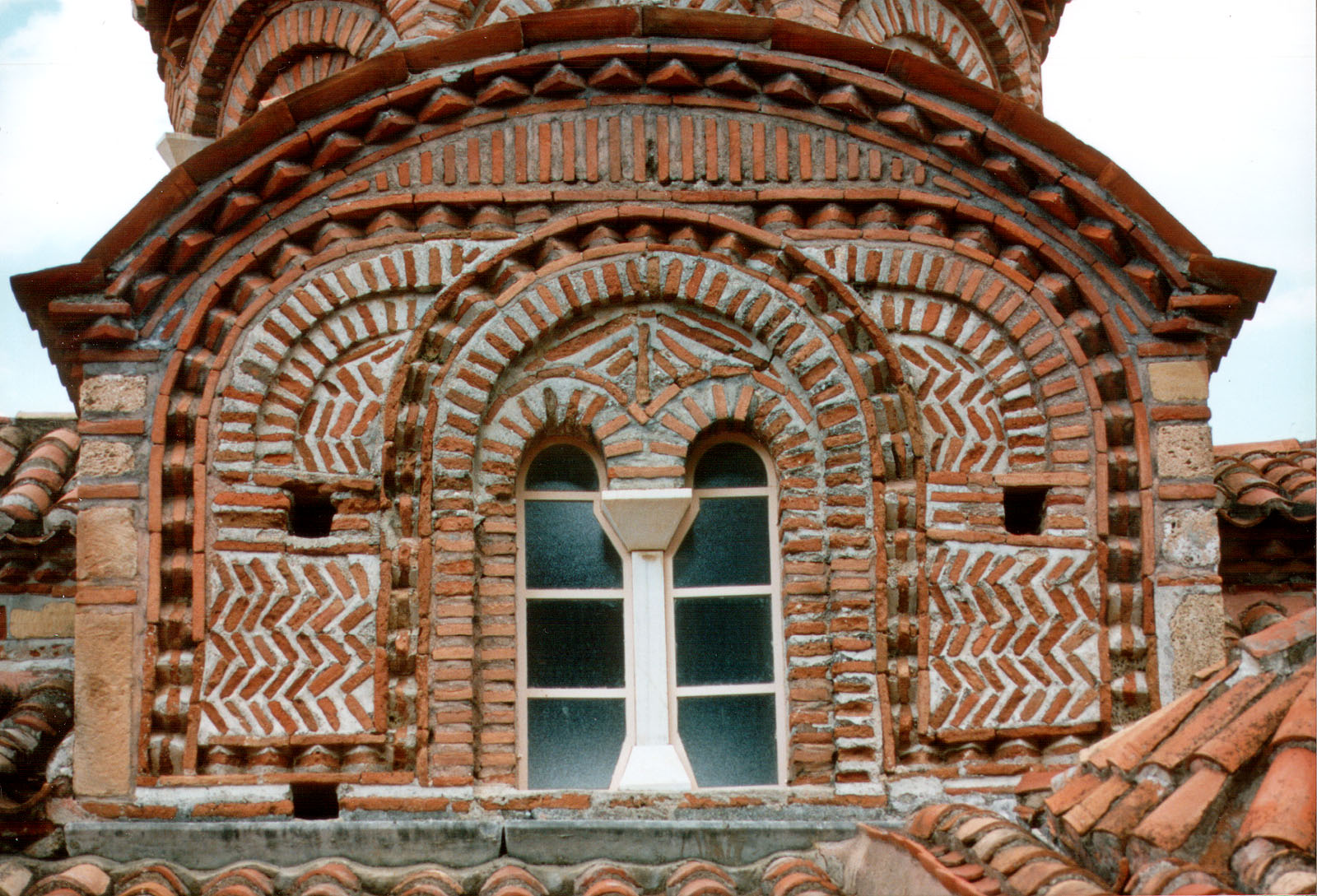
Detalle de la arquitectura de ladrillo "en cloisonné" de la iglesia de la Santa Sabiduría de Mistra

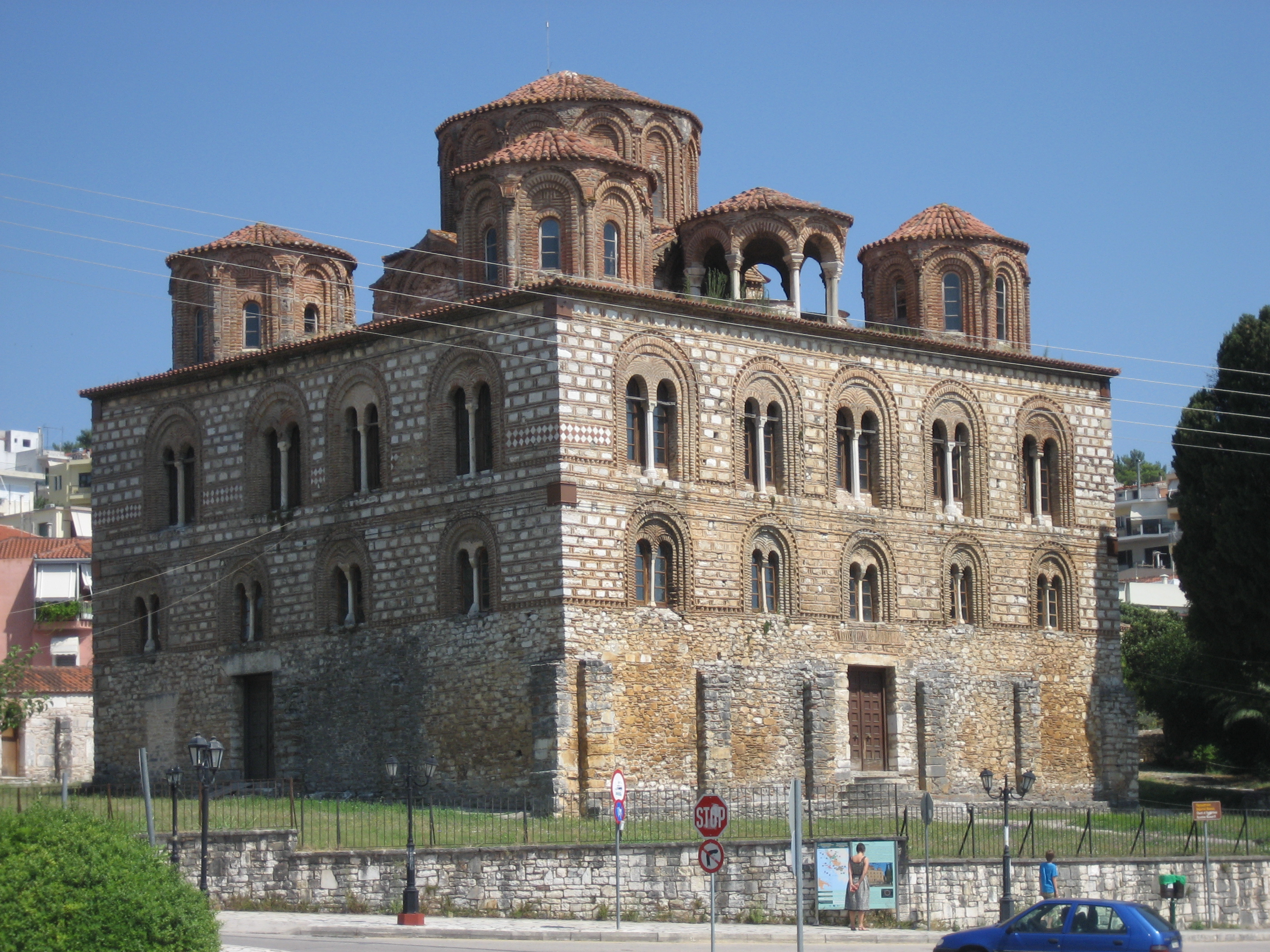
Iglesia de la Parigoritissa de Arta

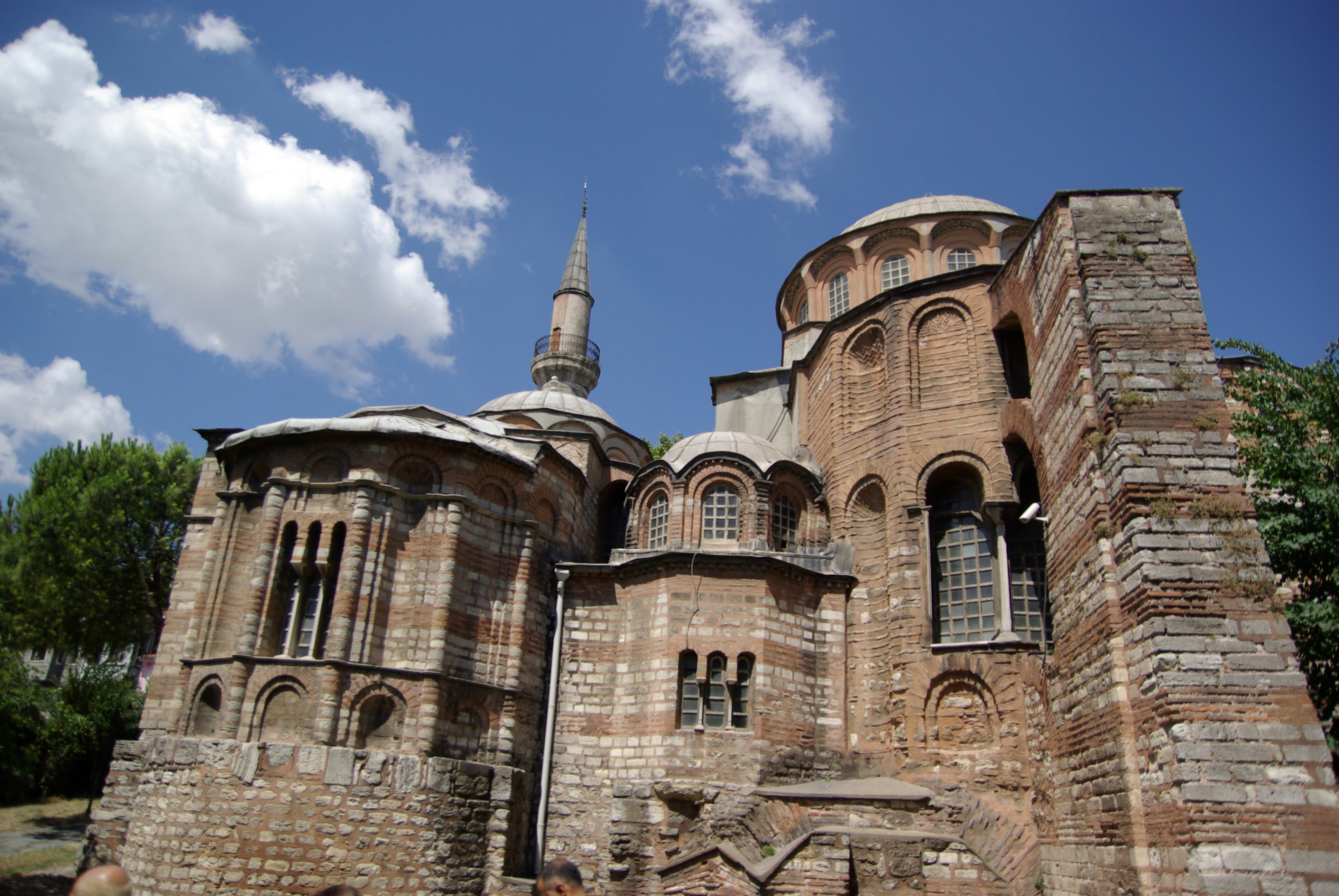
Fachada de la iglesia de San Salvador de Cora, Constantinopla.

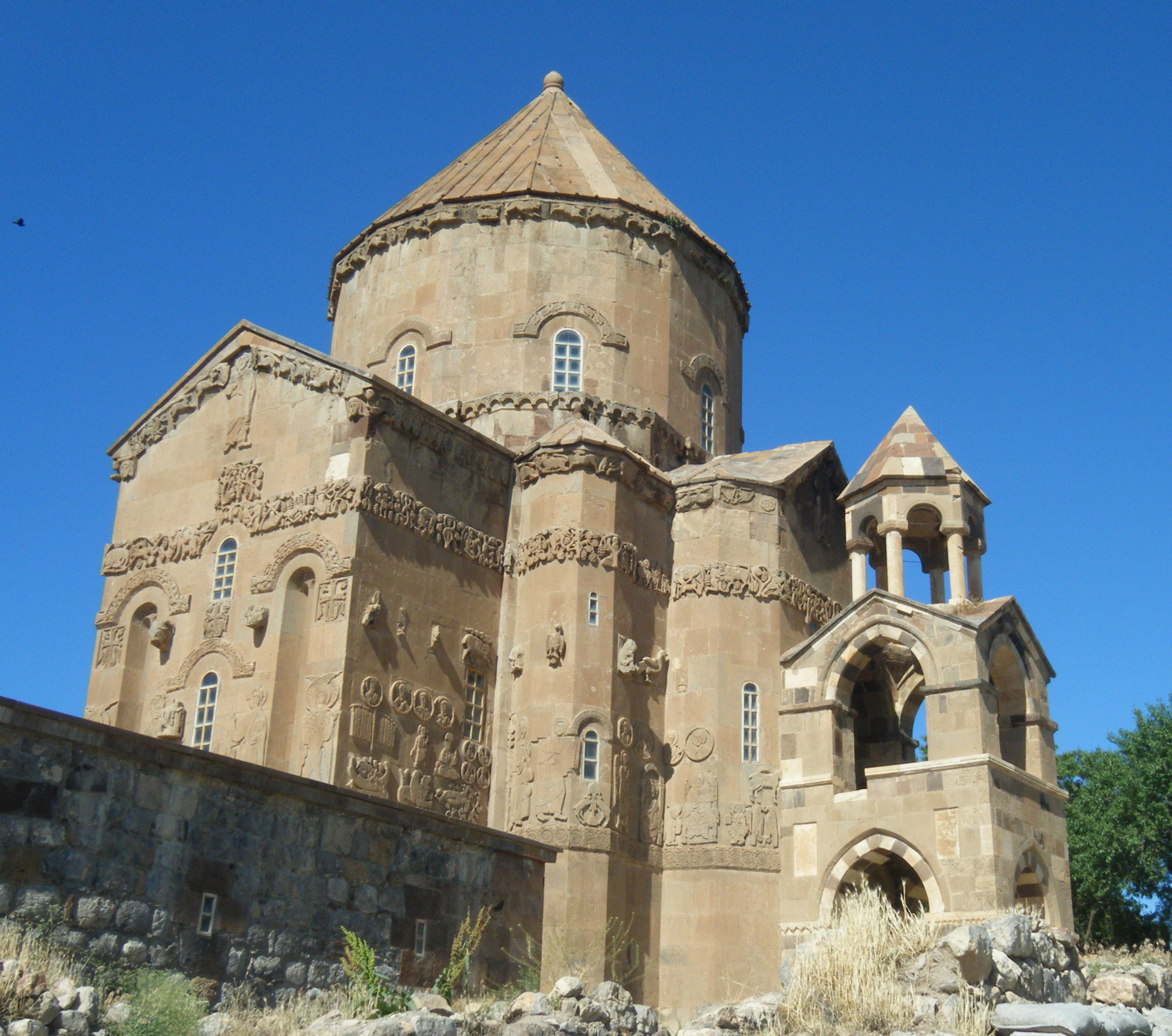
Iglesia de Achtamar en una isla en el lago Van

El período final o Tercera Edad de Oro abarca el lapso de tiempo comprendido entre los siglos XIII y XV, coincidiendo con el gobierno las dinastías de los Comnenos y los Paleólogos.
Ya en el siglo XII, el Imperio bizantino comenzó a desmoronarse: la thema de Chipre se separó en 1185 y cuatro años después Teodoro Mangafas se convirtió en señor de Filadelfia. La caída de Constantinopla en 1204 solo aceleró esa tendencia, mientras se formaban el imperio de Nicea y el imperio de Trebisonda, el despotado de Epiro (con capital en Arta), el principado de Morea (con capital en Mistra) y varios principados latinos. La arquitectura de este período siguió la evolución de las influencias políticas ejercidas sobre esos territorios (georgianos y turcos para el imperio de Trebisonda; francos y eslavos para el despotado de Epiro; venecianos y genoveses para los grandes centros comerciales), de la misma manera que religiosos: Iglesia católica e Islam. Ya sea en la construcción de castillos o fortalezas o de iglesias, el estilo gótico comenzó a penetrar en esta región del mundo.
La ocupación latina (1204-1261) también marcó el final de la influencia de Constantinopla en el desarrollo de la arquitectura. Aparecieron nuevos centros como Nicea, Trebisonda y Arta. Después de la reconquista de Constantinopla, nuevos edificios, principalmente iglesias, monasterios y palacios, verán la luz, pero este nuevo impulso se ralentizará rápidamente por las guerras civiles de los años 1320 y 1340. Muchos artesanos abandonarán la capital para establecerse en otros lugares y con ello darán un impulso a la arquitectura local (Mesembria, Skopie, Bursa).
El despotado de Epiro fue probablemente el más dinámico en el plano arquitectónico, con muchos monumentos asociados con la familia reinante. Dos de los principales edificios de este período son el monasterio de Katô Panagia, cerca de Arta, construido por el déspota Miguel II entre 1231 y 1271 y la basílica de Porta Panagia, cerca de Trikkala, erigida en 1283 por Juan I Ducas, hijo de Miguel II. Estos dos edificios tienen «bóvedas de aristas». Muy extendida en Grecia desde el siglo XIII, esa planta de iglesia con tres naves se parece al de la cruz inscrita, pero sin cúpula. La obra maestra de la escuela epirota, sin embargo, sigue siendo la iglesia de la Parigoritissa de Arta, erigida en 1290 por el déspota Nicéforo I Comneno Ducas. Es un edificio casi cuadrado de tres plantas. De tipo octogonal, el domo central está soportado por ocho pilares; cuatro cúpulas más pequeñas adornan cada esquina del techo plano.
En Constantinopla mismo y en Asia Menor, la arquitectura del período comeniano fue prácticamente inexistente, con la excepción de Elmali Kilise, iglesia tallada en la roca, construida alrededor de 1050 en el centro de Capadocia y que comprende cuatro pilares irregulares que forman una cruz griega y sostienen una cúpula, así como las iglesias del Pantokrator (hoy conocido como Zeyrek Camii) y de la Theotokos Kyriotissa (Virgen del Trono, hoy conocida como Kalenderhane Camii) de Constantinopla.
Si se ha podido hablar de «renacimiento» para caracterizar el estallido intelectual que ocurrió bajo la dinastía de los Paleólogos, este apenas se manifestó en el campo arquitectónico. Los pocos palacios y monasterios que datan de este período perpetúan las tradiciones del período intermedio sin agregar nuevos elementos. Destaca la iglesia ubicada al sur del monasterio de Lips (Fenari Isa Camii) erigida alrededor de 1280 por la emperatriz Teodora, esposa de Miguel VIII (r. 1261-1282), así como las iglesias del Santo Salvador de Chora (Kariye Camii) y de Marie Pammakaristos que datan alrededor de 1310. Pero a menudo se trata de adiciones a edificios existentes o de renovaciones como las del monasterio de Chora hecha por Teodoro Metoquita entre 1316 y 1321.
Fuera de Constantinopla, la iglesia de los Santos Apóstoles de Salónica se considera a menudo típica de este último período con sus muros exteriores ornamentados con motivos hechos de ladrillos entrecruzados o de cerámica. A diferencia de las épocas anteriores, el exterior tiene prioridad sobre el interior y se dota de nichos, arcadas, ménsulas y dentículos donde se entrecruzan tejas y piedra. Esta mampostería en relieve probablemente culmina con la iglesia de Achtamar en la isla del mismo nombre en el lago Van, un símbolo de la arquitectura armenia. Otras iglesias de este período precedente a la caída de Constantinopla se conservan en Mistra (monasterio de Brontochion) y en el monte Athos.
A diferencia de sus colegas bizantinos, los arquitectos eslavos dieron ímpetu a las edificaciones verticales. Como resultado, se pierde la impresión de la cúpula como bóveda celeste que desciende gradualmente hacia el mundo de los hombres en una curva majestuosa. La cúpula se convierte en una especie de pozo invertido en el que la imagen del Pantokrator es alejada y parece minúscula. El espacio horizontal es privilegiado y, gracias a la renovación de la pintura durante este período, se cubre de escenas que se convierten en tablas sin relación con el espacio arquitectónico.

## Características

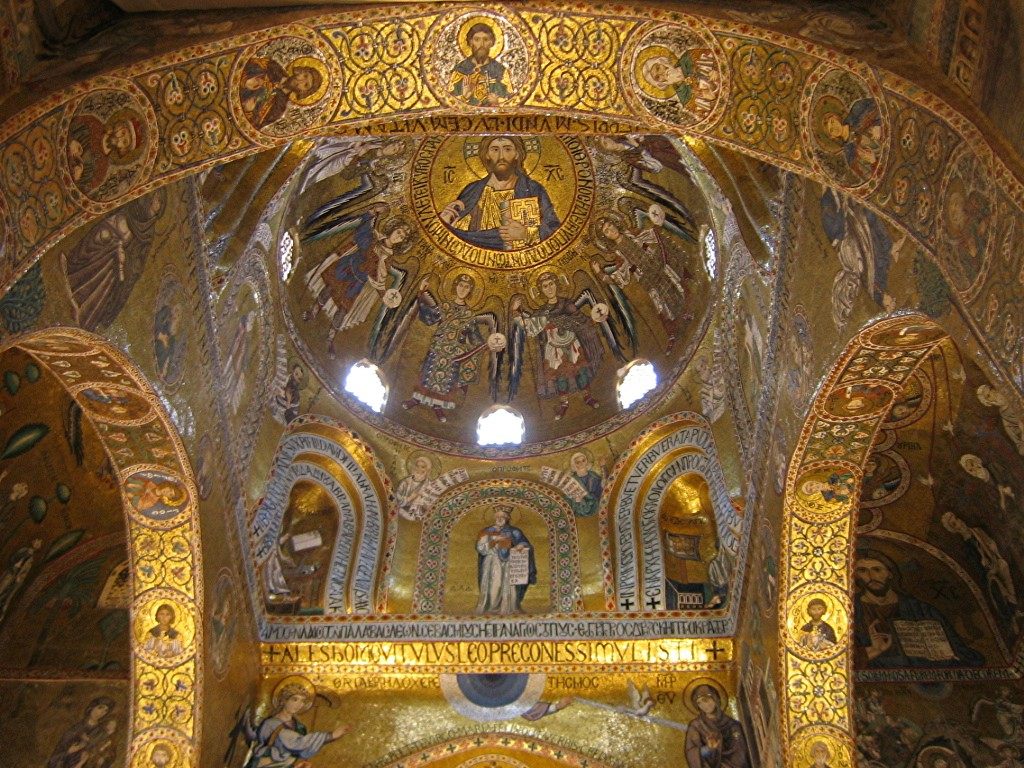
Capilla palatina de Palermo

La arquitectura bizantina mantuvo varios elementos de la arquitectura romana y de la paleocristiana oriental, como los materiales (ladrillo y piedra para revestimientos exteriores e interiores de mosaico), arquerías de medio punto, columna clásica como soporte, etc. Pero también aportaron nuevos rasgos entre los que destaca la nueva concepción dinámica de los elementos y un novedoso sentido espacial y, sobre todo, su aportación más importante, el empleo sistemático de la cubierta abovedada, especialmente la cúpula sobre pechinas, es decir, triángulos esféricos en los ángulos que facilitan el paso de la planta cuadrada a la circular de la cúpula. Estas bóvedas semiesféricas se construían mediante hiladas concéntricas de ladrillo, a modo de coronas de radio decreciente reforzadas exteriormente con mortero, y eran concebidas como una imagen simbólica del cosmos divino.
Otra aportación de gran transcendencia fue la decoración de capiteles, de los que hubo varios tipos; así, el de tipo teodosiano es una herencia romana, empleado durante el siglo IV como evolución del corintio y tallado a trépano, semejando a avisperos; otra variedad fue el capitel cúbico de caras planas decorado con relieves a dos planos. En uno y otro caso era obligada la colocación sobre ellos de un cimacio o pieza troncopiramidal decorada con diversos motivos y símbolos cristianos.
En la tipología de los templos, según la planta, abundan los de planta centralizada, sin duda concordante con la importancia que se concede a la cúpula, pero no son inferiores en número las iglesias de planta basilical y las cruciformes con los tramos iguales (planta de cruz griega).
En casi todos los casos es frecuente que los templos, además del cuerpo de nave principal, posea un atrio o nártex, de origen
paleocristiano, y el presbiterio precedido de iconostasio, llamada así porque sobre este
cerramiento calado se colocaban los iconos pintados.

### Evolución estructural

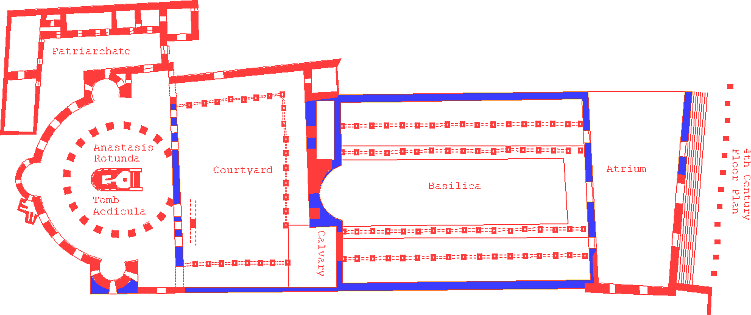
Planta de la iglesia del Santo Sepulcro en Jerusalén, del.

En los primeros tiempos del primer período de la arquitectura bizantina, las construcciones de iglesias en las regiones de Palestina y Siria en época del emperador Constantino II estaban efectuadas según dos modelos diferentes de planta del edificio: la planta basilical o axial, como por ejemplo sucede en la iglesia del Santo Sepulcro de Jerusalén, y la planta circular o central, como es el caso de la hoy perdida gran iglesia octogonal que existía en Antioquía.

#### Iglesias de planta central

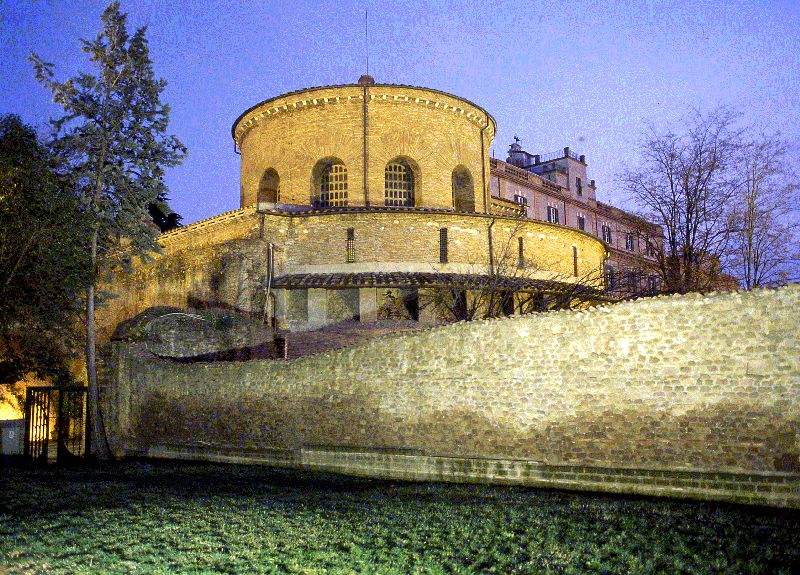
Aspecto externo del Mausoleo de Santa Constanza en Roma.

Planta de la iglesia de los Santos Sergio y Baco de Constantinopla.

Se debe suponer que las iglesias con una planta central debían disponer casi siempre de una cubierta abovedada, puesto que la existencia de una cúpula central era su auténtica razón de ser. El espacio central quedaba rodeado por un muro de gran grosor, en el que aparecían profundos huecos por su cara interior, como sucede en la iglesia de San Jorge de Salónica (siglo V), o bien por un deambulatorio con bóveda de cañón, como es el caso en el mausoleo de Santa Constanza en Roma (siglo IV).
Las profundas aperturas existentes en el espacio central conformarían de ese modo los brazos de una cruz, contribuyendo así al sustentamiento de la bóveda central del edificio, como sucede por ejemplo en el caso del Mausoleo de Gala Placidia en Rávena, datado en el siglo V.
La más famosa de las iglesias pertenecientes a este tipo era posiblemente la iglesia de los Santos Apóstoles, que se hallaba también ubicada en la ciudad de Constantinopla. Los soportes para las bóvedas fueron posteriormente aplicados también a las iglesias construidas con una planta basilical, como es el caso por ejemplo en la iglesia de Santa Irene, también situada en Constantinopla, del siglo VI, en la que la larga nave de la iglesia que conforma su cuerpo queda cubierta por dos cúpulas adyacentes entre sí.
En la iglesia de los Santos Sergio y Baco de Constantinopla y en la iglesia de San Vital en Rávena, iglesias con planta central, el espacio que queda bajo la cúpula queda ampliado con la adición de los ábsides al octágono.
Finalmente, en la iglesia de Santa Sofía de Constantinopla, datada en el siglo VI, se ideó una combinación que representa muy bien un proyecto arquitectónico interesante y novedoso: el espacio central de forma cuadrada de 30 m de lado quedó aumentado hasta los 60 m con la adición de dos hemiciclos en los lados este y oeste; dichos hemiciclos quedan posteriormente ampliados de nuevo mediante el añadido de tres ábsides menores al lado este y de otros dos al lado oeste.
Esta área ininterrumpida de casi 80 m de largo por más de 30 m de ancho quedaba internamente cubierta por un sistema de cubrición mediante cúpula. Por otra parte, sobre las cubiertas de los absidiolos se elevan dos grandes semicúpulas que cubren a su vez los hemiciclos, tras las cuales emerge a su vez la gran cúpula que se encuentra sobre el cuadrado central. Esta última se sostiene en sus lados norte y sur mediante cubiertas a dos planos que otorgan a todo el conjunto un aspecto externo cuadrado.

#### Iglesias de cruz griega inscrita en un cuadrado

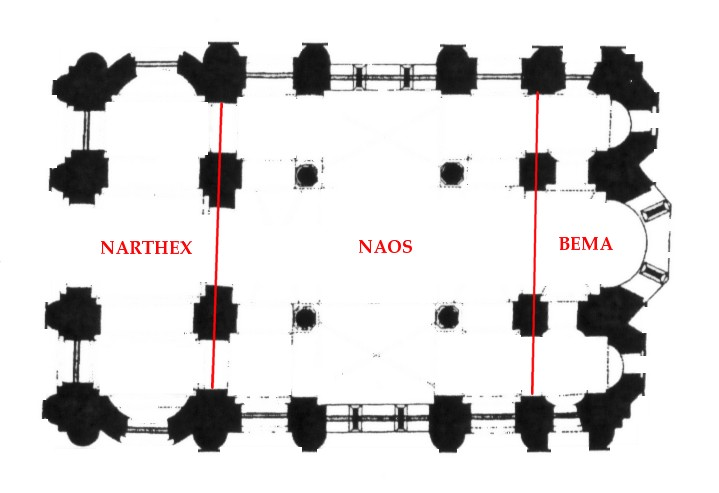
Planta de una iglesia en cruz inscrita

En la iglesia de los Santos Apóstoles de Salónica, del siglo VI, sobre una planta cruciforme se hallaban dispuestas cinco cúpulas, siendo la central de las mismas la emplazada a mayor altura. Ninguna otra iglesia construida tras el siglo VI podrá competir en grandiosidad con esta obra de Justiniano I, y las plantas de las iglesias tenderán a asimilarse a un tipo único. Un área central cubierta por la cúpula quedaba inscrita en un cuadrado de un tamaño sensiblemente mayor: el espacio en cada uno de los laterales identificaba claramente una nave y un transepto. A veces el espacio central era cuadrado, aunque en ocasiones era octagonal, o al menos eran ocho las pilastras que sostenían la cúpula en vez de tan solo cuatro, con nave y transepto de un tamaño proporcionalmente menor.
Si se dibuja un cuadrado y se divide cada uno de sus lados en tres partes, siendo la parte central algo mayor, y partiendo de los puntos obtenidos se divide el área de nuevo se obtendrá una idea de un proyecto arquitectónico típico de esta etapa. A partir de los puntos de las divisiones del lado este se desarrollaban tres ábsides, mientras que en la fachada oeste se abría un estrecho pórtico de entrada, el nártex. Frente a este quedaba un espacio cuadrado, el atrio: en ocasiones existe una fuente central bajo un baldaquino sostenido por columnas. Justo bajo el centro de la cúpula se hallaba el púlpito, desde el que se proclamaban las Escrituras, hallándose bajo el púlpito el coro de los cantores. En el lado este del cuadrado central se hallaba el iconostasio, para separar el bema, donde se ubicaba el altar, del cuerpo de la iglesia. El bema era la zona de la iglesia que estaba reservada para el clero y los ministros, similar al presbiterio. El altar se hallaba protegido por un baldaquino o ciborio apoyado sobre pilastras. Unas filas de asientos enmarcaban la circunferencia del ábside, con el trono del patriarca en el punto central al este formando el synthronon (trono colectivo). Los dos sectores menores y los absidiolos al lado del bema eran los Pastoforia (prothesis y diaconicon). El púlpito y el bema eran adyacentes al solea, un paso apoyado en los muros.

### Influencias de otros estilos
Las continuadas influencias de origen oriental quedan de manifiesto en diversos aspectos, como por ejemplo en la decoración exterior de los muros de las iglesias edificadas alrededor del siglo XII, en las que los ladrillos grabados quedan dispuestos de un modo ornamental claramente inspirado en la escritura cúfica. Ello estaba asociado a la disposición externa de los ladrillos y de piedras según una amplia variedad de diseños; este uso decorativo es probablemente de origen oriental, puerto que decoraciones similares podemos encontrarlas en diversos edificios en Persia, en la llamada arquitectura medo-persa.
Las cúpulas y las bóvedas se hallaban recubiertas externamente con plomo o con tejas de tipo romano (planas). Los quicios de puertas y ventanas eran de mármol. Las superficies interiores de los edificios se hallaban completamente decoradas en sus partes situadas a mayor altura con mosaicos o frescos y en la parte inferior con revestimientos de losas de mármol, de orígenes y coloraciones variados, dispuestas de modo que las diversas coloraciones formasen una serie de amplios paneles. Los mármoles de mayor calidad eran cortados de modo que las dos superficies obtenidas formasen un diseño simétrico similar al de la piel de los animales.

#### La influencia armenia

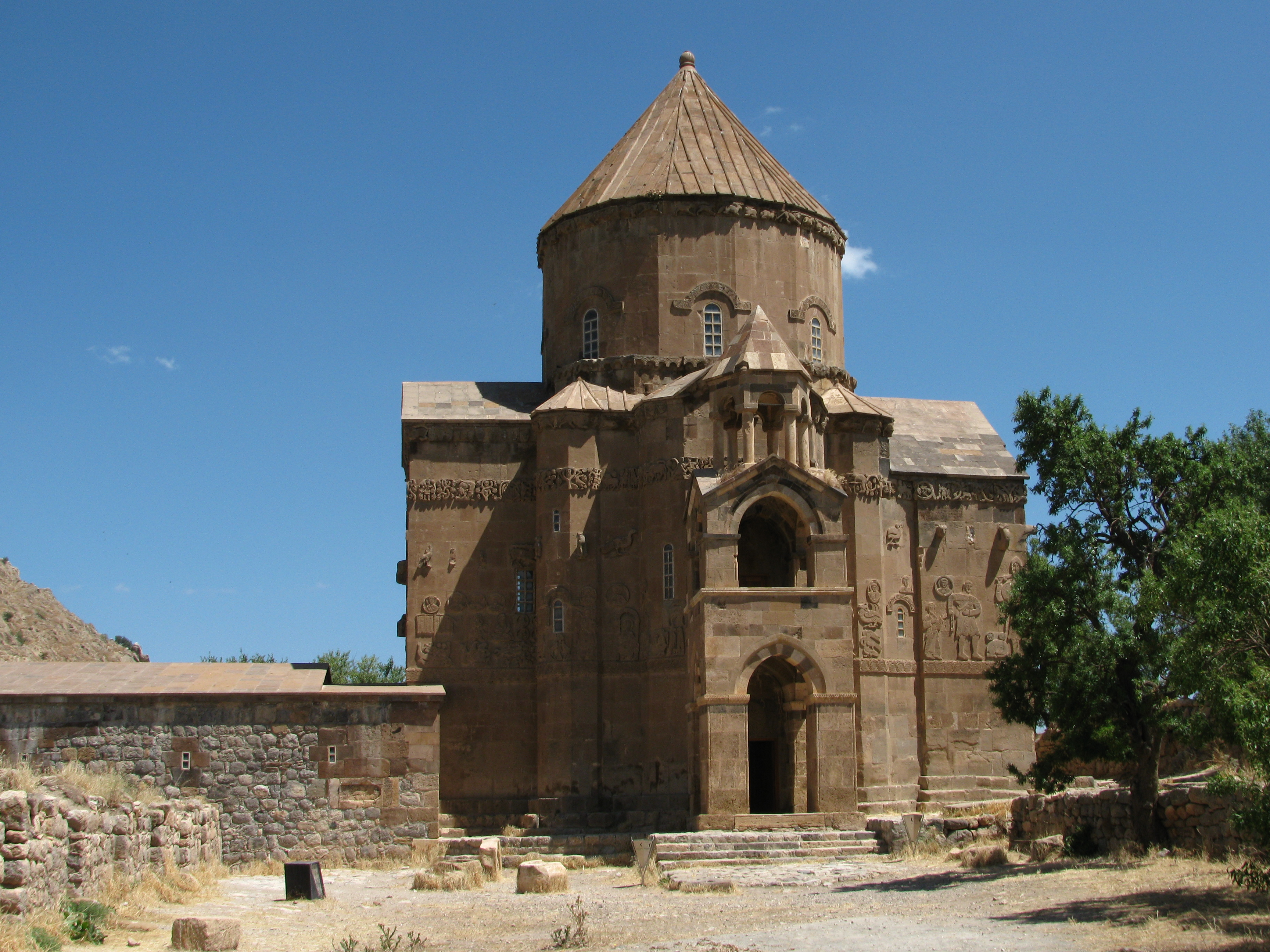
Iglesia de Achtamar en una isla en el lago Van, en la Anatolia oriental.

Las enconadas luchas por el control de Armenia entre árabes y bizantinos ocasionaron la huida de Armenia de muchos príncipes, nobles y soldados, siendo su destino la mayoría de las veces el Imperio bizantino. Las migraciones, acompañadas de artistas y de diversos otros tipos de personas, habrían influenciado la arquitectura bizantina. La influencia a la inversa parece poco probable, debido a que Armenia, intolerante respecto de Bizancio por cuestiones de fe religiosa, expulsó del país a todos sus disidentes el año 719. Habida cuenta de las circunstancias, parece difícil pensar en una admiración respecto de la arquitectura bizantina por parte de los armenios.
En los siglos VIII y IX no se daban en Armenia las condiciones necesarias para un florecimiento cultural y artístico. No obstante, las fortalezas en las que muchos príncipes armenios se habían visto obligados a refugiarse dieron a los arquitectos la posibilidad de adquirir conocimientos para la construcción de iglesias y conventos dedicados a la memoria de los antepasados, donde debían celebrarse las misas por el alma de los difuntos. Un monumento descubierto en Ani (Turquía) durante unas excavaciones arqueológicas en 1910 había sido probablemente construido durante esas épocas oscuras. Una parte de la bonita iglesia de Otzoun es del 718, y una parte de la de Banak pertenece al siguiente siglo.
Posteriormente, los árabes volvieron a aliarse con los armenios y, hacia principios del siglo X, el arquitecto Manuel construyó la famosa |iglesia de la isla de Achtamar en el lago Van, la obra más destacada de este período. Durante los siglos IX y X se construyeron otras diversas iglesias, como la iglesia y el convento de Narek, la iglesia del Salvador en Taron, y diversas iglesias en Ashtarak, Mazra, Horomos, Noratouz, Dariounk, Oughouzli, Soth, Makenatzotz, Vanevan, Salnapat, Sevan, Keotran (cerca de Ereván), Taron (San Juan Bautista), Ishkhan, así como el convento de Shoghak, todas ellas de interés por la presencia y riqueza de sus decoraciones.

## Ejemplos destacados

### Constantinopla
En tanto que capital del Imperio bizantino y lugar de residencia de los emperadores bizantinos, además de sede del patriarca de Constantinopla y de la Iglesia ortodoxa, la ciudad de Constantinopla (la actual Estambul, en Turquía), concentra una gran cantidad de templos, iglesias, catedrales y otras edificaciones religiosas o civiles pertenecientes a la arquitectura bizantina, y ello a lo largo de los tres períodos de dicho estilo, desde su nacimiento hasta la caída de Constantinopla en 1453 en manos del Imperio otomano.

#### Iglesia de los Santos Sergio y Baco

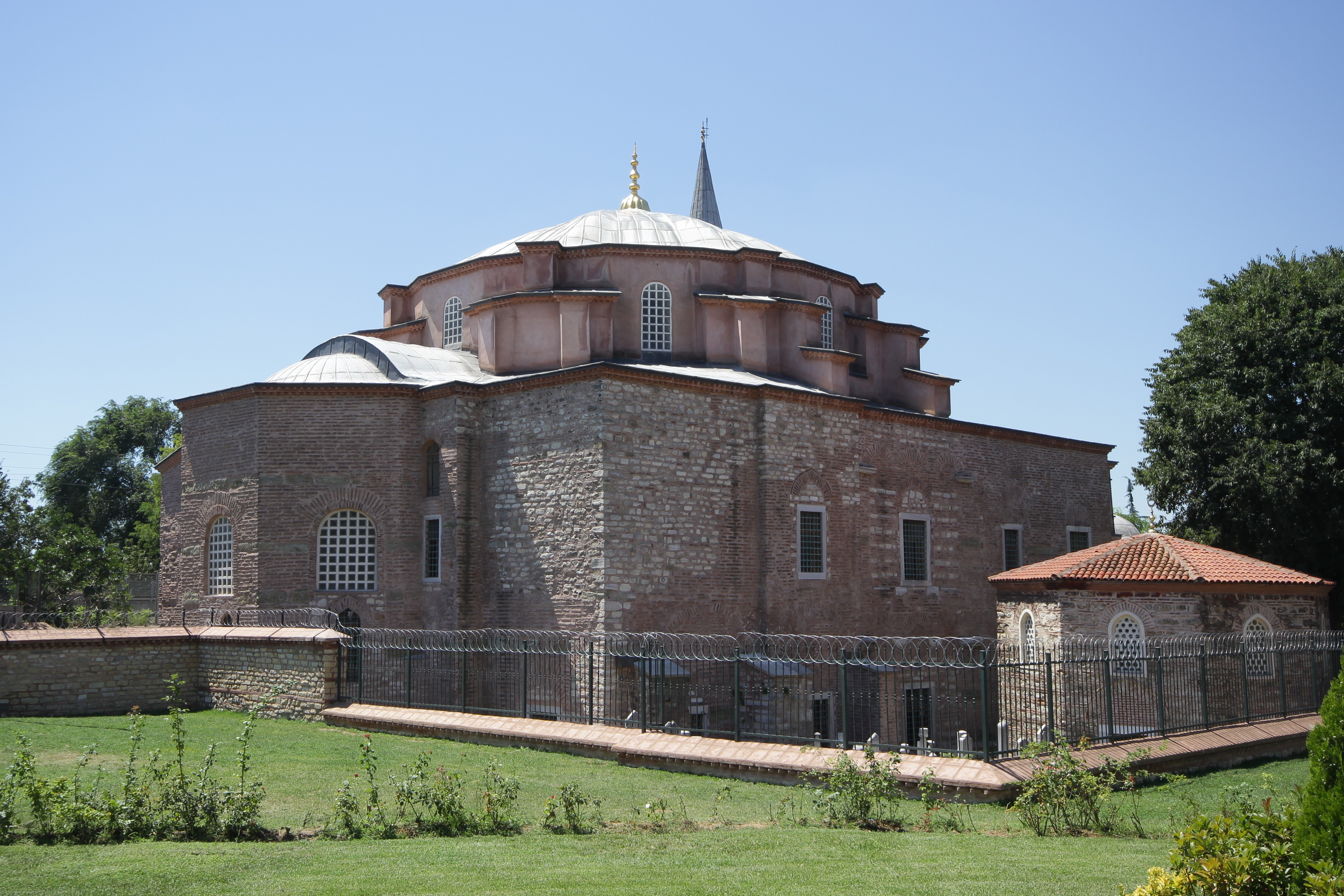
La iglesia de los Santos Sergio y Baco, en Constantinopla.

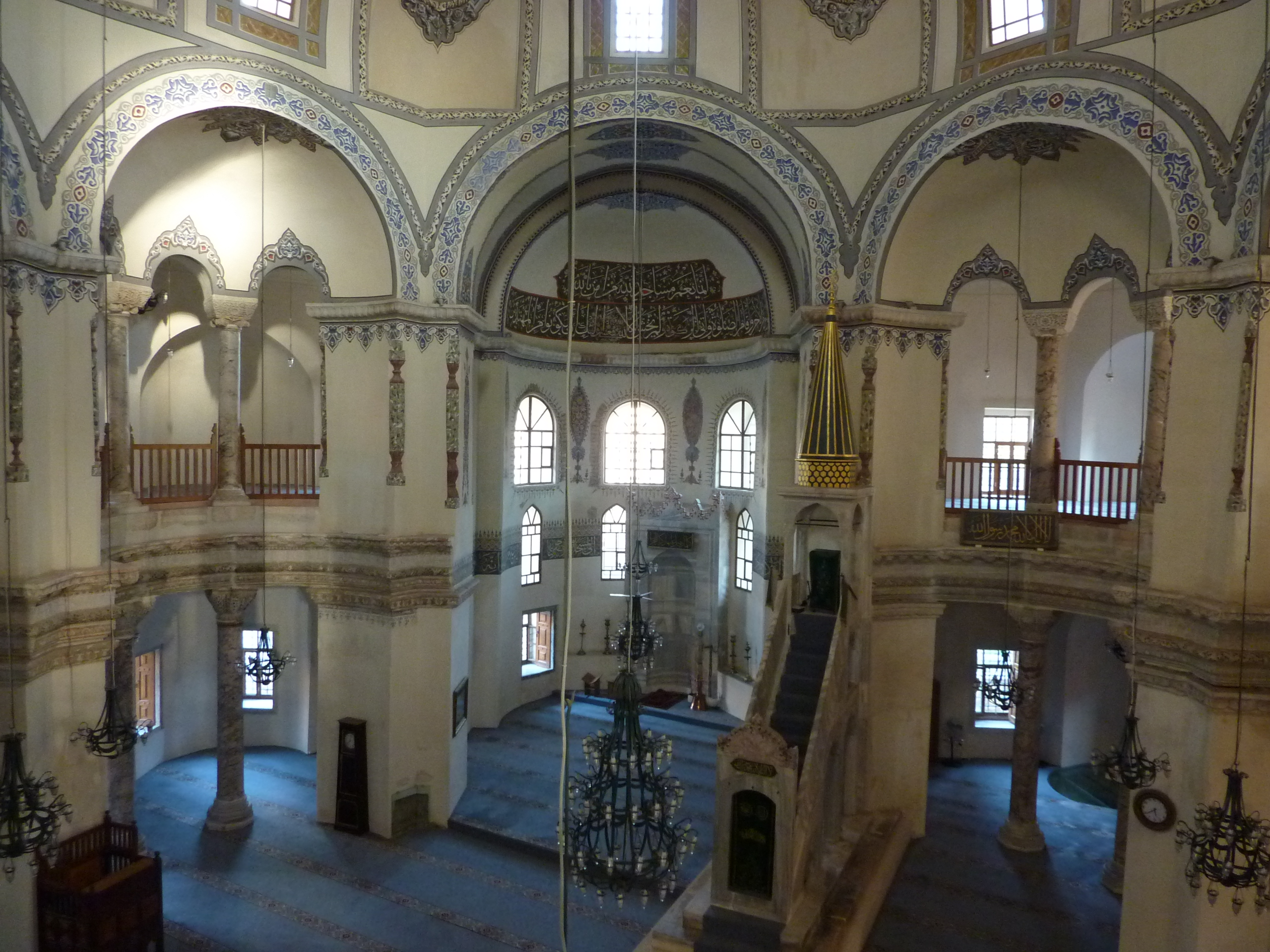
Arcada de dos pisos de los Santos Sergio y Baco

La primera obra de la arquitectura bizantina, datada en el primer tercio del siglo VI, es la iglesia de los Santos Sergio y Baco, en Constantinopla (527-536). Se trata de un edificio de planta central cuadrada con octógono en el centro, cubierto mediante una cúpula gallonada sobre ocho pilares y nave en su entorno.
La iglesia en ocasiones recibe el nombre de pequeña Santa Sofía (aunque en realidad es algunos años anterior a Santa Sofía), y actualmente ha sido transformada en mezquita. Se encuentra en el actual barrio de Eminönü de Estambul, no muy lejos del mar de Mármara, y desde su nártex puede divisarse el de la iglesia de Santa Sofía, y a la inversa. En su momento, se trataba de una de las edificaciones de carácter religioso de mayor importancia en la ciudad de Constantinopla.
Debido al gran parecido existente con la iglesia de Santa Sofía, se sospecha que el proyecto del edificio haya sido obra de los mismos arquitectos, Antemio de Tralles e Isidoro de Mileto, y que la propia edificación en realidad no fuese otra cosa que una especie de ensayo general para la futura construcción de la iglesia de Santa Sofía.
Las labores de construcción en el edificio fueron ejecutadas con las técnicas arquitectónicas usuales de la época y lugar, utilizando ladrillos sujetos con capas de mortero, confiriéndoles al mismo casi la misma capacidad de resistencia que la de las capas de ladrillos. Los muros quedaron reforzados por zunchos formados por pequeños bloques de piedra. El edificio, cuyo plano constructivo fue conscientemente repetido en la iglesia de San Vital en Rávena, posee la forma de un octógono inscrito en un cuadrado irregular. Se encuentra cubierto por una cúpula de tambor de 20 m de altura, que reposa sobre ocho columnas. El nártex está en el lado oeste.
En el interior del edificio se encuentra una bella columnata de dos alturas, que ocupa el lado norte, y que contiene una inscripción formada por doce hexámetros griegos consagrada al emperador Justiniano I, a su esposa Teodora y a san Sergio, quien era el patrón de los soldados del ejército romano. El piso inferior tiene 16 columnas, mientras que el piso superior posee un total de 18. Muchos de los capiteles de las columnas presentan todavía los monogramas de Justiniano y Teodora. Ante el edificio, se encuentran unos pórticos y un vestíbulo, añadidos ya bajo el dominio otomano, al igual que el pequeño jardín, el pozo para surtir de agua para las abluciones y algunas tiendas de mercaderes. Al norte del edificio se encuentra un pequeño cementerio musulmán, así como el antiguo baptisterio.

#### Iglesia de Santa Irene

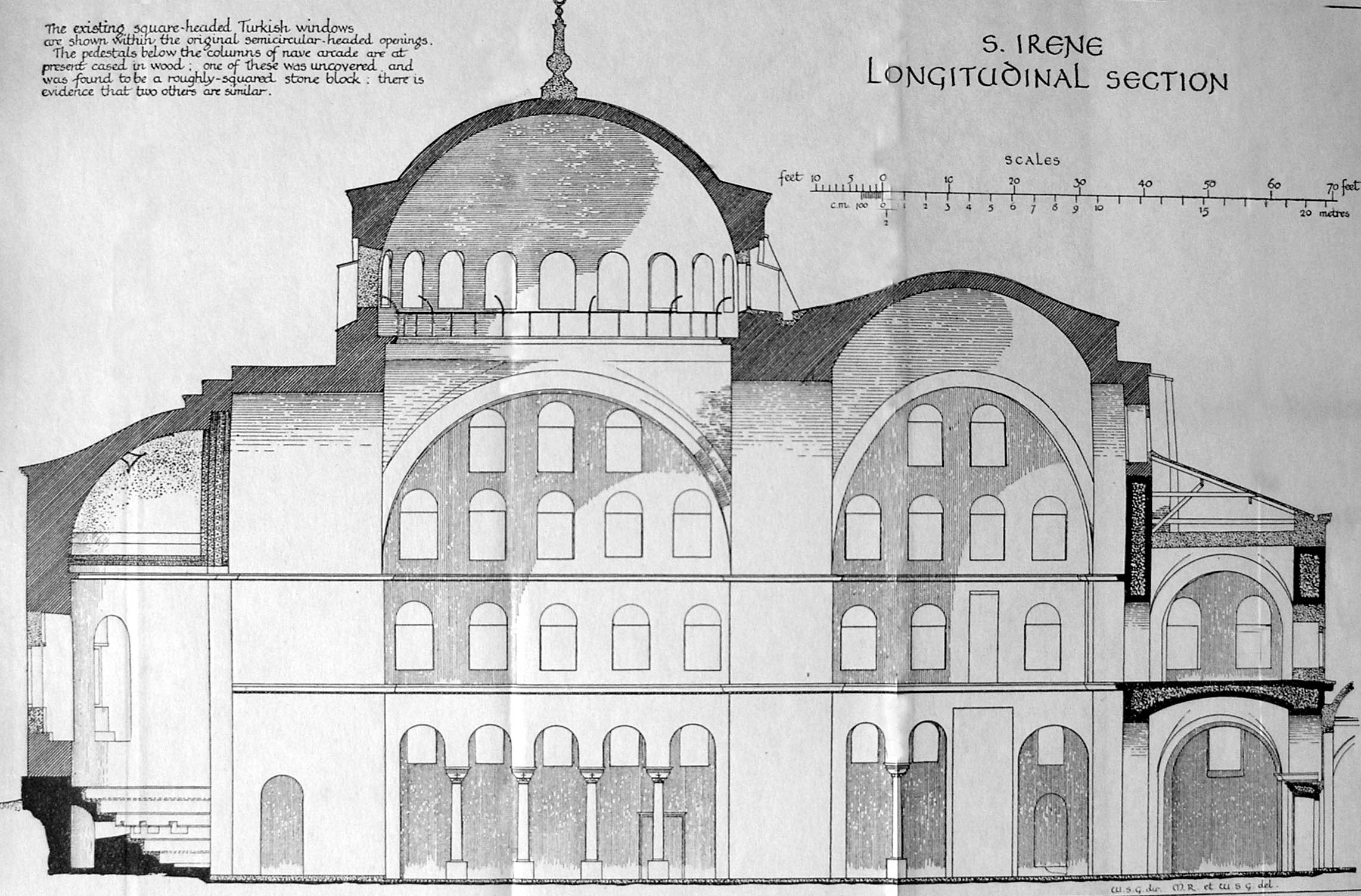
Sección longitudinal de iglesia de Santa Irene (Estambul).

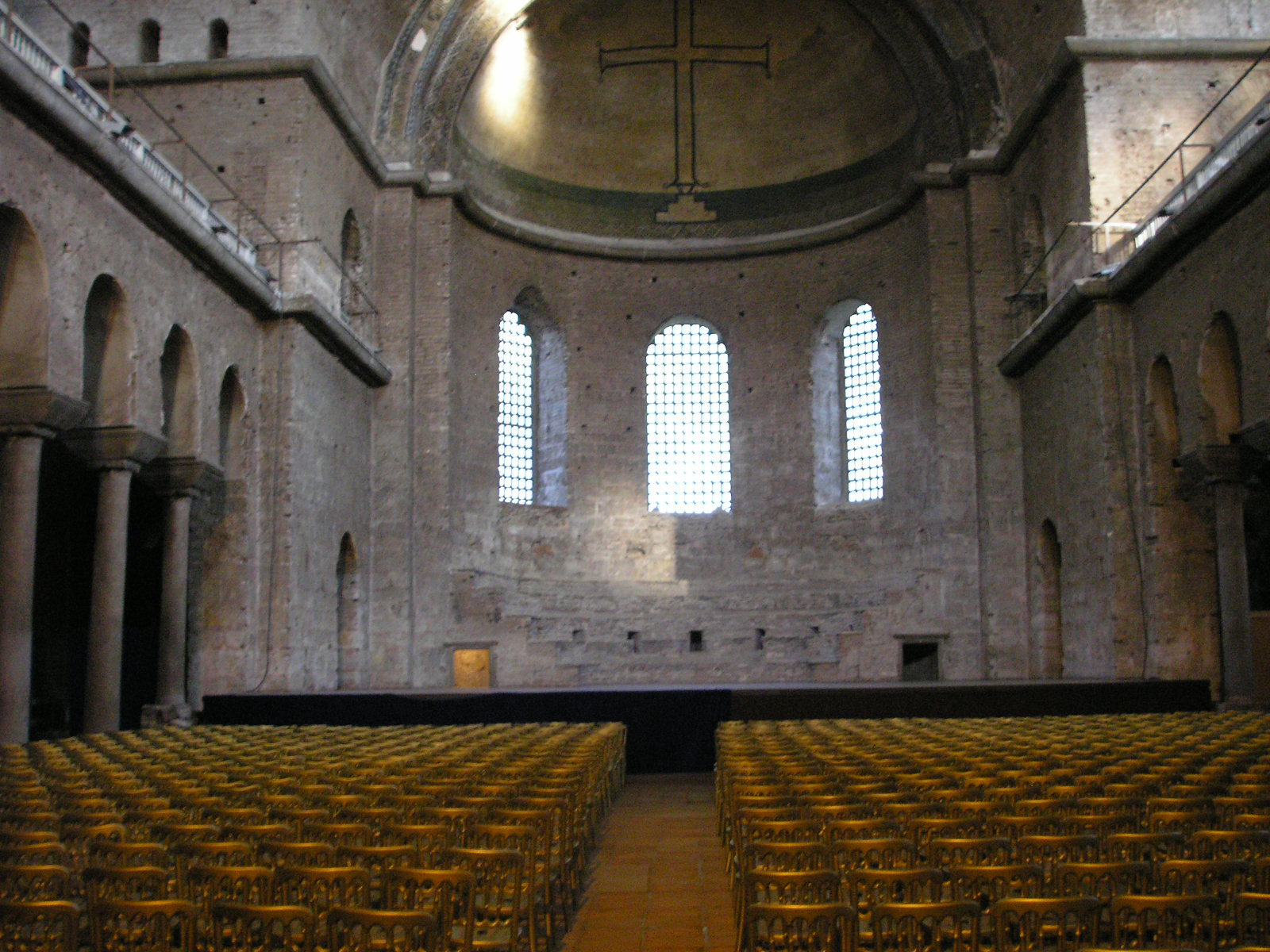
Vista de la mitad oriental de la iglesia de Santa Irene, en Constantinopla.

A la misma época que la anterior, la primera mitad del siglo VI, corresponde la iglesia de planta rectangular con dos cúpulas de la Santa Paz o de Santa Irene (en griego Αγία Ειρήνη, Hagia Irene), también en Constantinopla, y que actualmente está destinada a museo. Se encuentra situada entre la iglesia de Santa Sofía y el ya muy posterior palacio de Topkapi.
La primera iglesia de Santa Irene fue construida bajo el reinado del emperador Constantino I el Grande en el siglo IV, siendo la primera de las iglesias de la ciudad de Constantinopla. Fue el escenario de debates particularmente hirientes entre arrianos y trinitarios en el marco de los enfrentamientos teológicos entre ambos. De hecho, fue precisamente en la iglesia de Santa Irene donde se celebró en 381 el segundo Concilio Ecuménico. Por otra parte, fue la sede del patriarcado de Constantinopla antes de que se fuese construida la iglesia de Santa Sofía.
La primitiva iglesia resultó incendiada en el 532 durante la rebelión Niká, por lo que Justiniano I hizo que fuese reconstruida. Parte de la bóveda, ejecutada con precipitación, se hundió poco después, a lo que se añadió un incendio en 564. Tras una nueva destrucción acontecida debido a un terremoto en el 740, Hagia Irene fue en gran parte reconstruida, en el reinado de Constantino V, con lo que en su forma actual, el edificio que ha llegado hasta nosotros se corresponde con el siglo VIII.
La iglesia de Santa Irene constituye un ejemplo perfecto para ilustrar el paso de las iglesias de planta basilical a una planta de cruz griega inscrita en un cuadrado. Hagia Irene es la única de las iglesias de estilo bizantino cuyo atrio original ha llegado hasta nosotros. La basílica, cubierta por una bóveda y dotada con dos cúpulas, culmina en su lado este con tres grandes ventanas con arco de medio punto abiertas en el ábside. Una gran cruz domina el nártex, en el lugar donde de acuerdo con la tradición arquitectónica bizantina se ubicaba el Theotokos, lo que constituye un perfecto ejemplo de iconoclasia.
Tras la caída de Constantinopla en 1453, fue utilizada como arsenal por los jenízaros, siendo acondicionada en 1846 como un Museo turco. En 1875, ante la falta de espacio, la colección artística fue trasladada al palacio de Topkapi, pasando la iglesia a transformarse en un museo Imperial (Müze-i Hümayun) y luego, en 1908, en un Museo militar durante un cierto tiempo. Desde 1973, se procedió a una cuidada restauración del monumento, que es utilizado como lugar de ejecución de conciertos de música clásica en razón de sus impresionantes cualidades artísticas, hasta el punto de que desde 1980 los principales conciertos del Festival de Música de Estambul se celebran en Hagia Irene. El Museo no es autónomo, sino que depende del Museo de Santa Sofía.

#### Iglesia de Santa Sofía

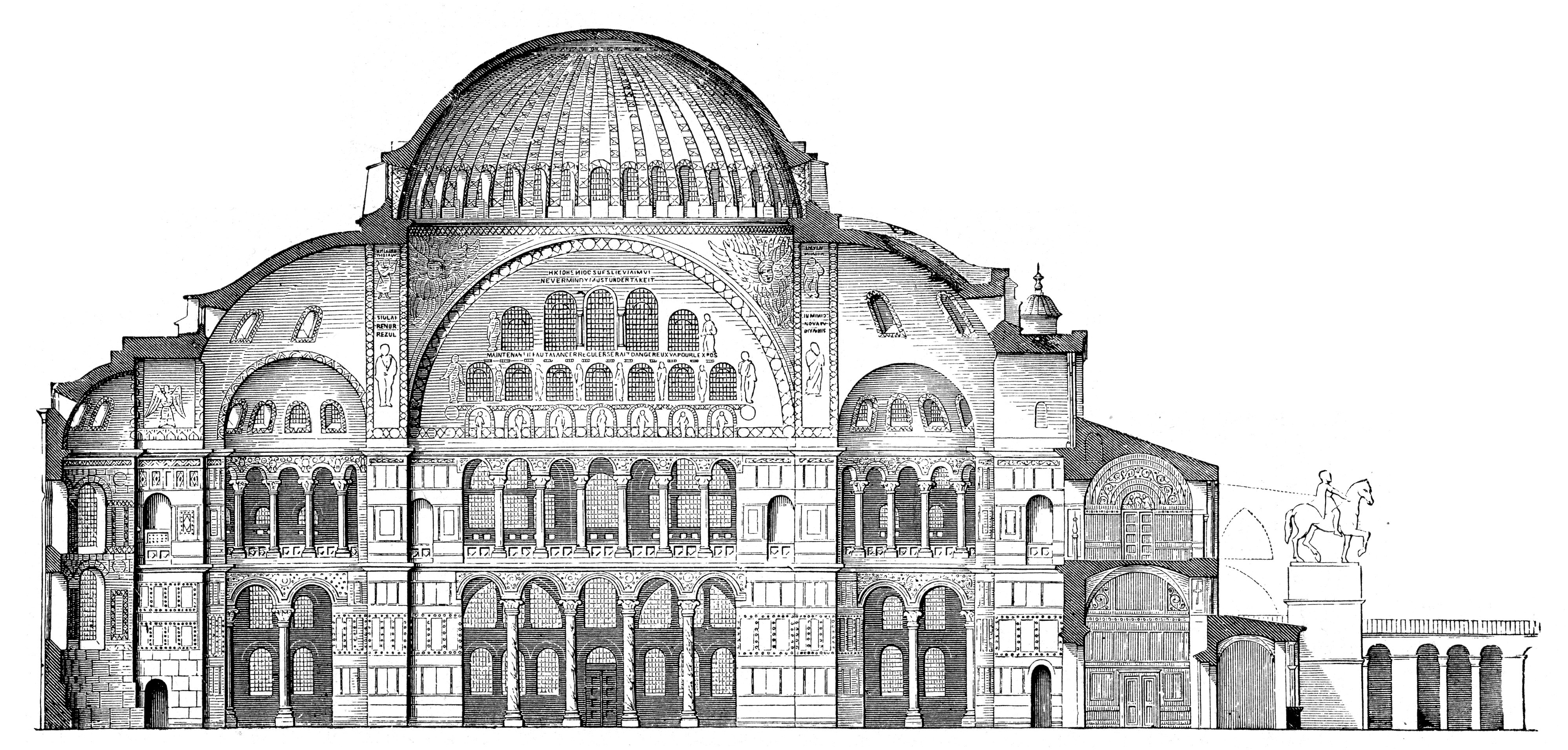
Sección de la iglesia de Santa Sofía en Constantinopla.

Pero la obra cumbre de la arquitectura bizantina es la iglesia de Santa Sofía (iglesia de la divina sabiduría), dedicada a la Segunda Persona de la Santísima Trinidad, construida por los arquitectos Antemio de Tralles e Isidoro de Mileto (ambos procedentes del Asia Menor, donde predominaba la iglesia edificada en planta basilical con cúpula), entre los años 532 y 537, siguiendo las órdenes directas del emperador Justiniano I. Está considerada como una de las «obras arquitectónicas más bellas y grandiosas del arte universal»,  y Justiniano pretendía «erigir un monumento que, desde el tiempo de Adán, no hubiera tenido igual ni pudiese tenerlo jamás».
Fue edificada para sustituir a una basílica anterior, destruida en el año 532, con motivo de la rebelión Niká en Constantinopla. La iglesia fue solemnemente consagrada en el 537, aunque su cúpula original se desplomó en el 558. La que la sustituyó, más alta pero de menor tamaño, padeció derrumbes parciales en los siglos X y XIV. Tampoco su nártex es original, ya que fue restaurado tras un incendio el 564, mientras que las bóvedas lo fueron en el 740, tras un terremoto. Todavía sufrió una nueva alteración tras la caída de Constantinopla en 1453 y su conversión en mezquita, ya que su decoración fue cubierta por estuco.
Su planta era de un tipo nuevo, desconocido hasta ese momento, la llamada basílica cupulada, aunque pueden rastrearse antecedentes de la misma en el siglo V, nueva planta que llegaría a ser la característica de las construcciones eclesiales bajo Justiniano. La invención de la nueva planta fue posible precisamente gracias a la utilización del ladrillo como elemento constructivo en sustitución de la piedra, característica llegada a la arquitectura bizantina desde la arquitectura persa y la arquitectura mesopotámica.
La cúpula del edificio está superpuesta en la planta de la iglesia, sin interrumpirla con sus pilares de apoyo. Con una longitud de 72 x 71,7 m, es rectangular, prácticamente cuadrada. El rectángulo queda dividido en tres naves por unas hileras de columnas, con nártex de acceso y tribunas en las naves laterales.  la cúpula ocupa el centro de la nave principal, con 31 m de diámetro y 54 m de altura, estado cubierta de tejas blancas especiales, más livianas, fabricadas en Rodas.
Para dotar de mayor amplitud a la cúpula, se la apoya en dos media cúpulas laterales, que duplican el espacio cubierto por la misma, medias cúpulas que a su vez se sustentan sobre nichos esféricos.  En las alas norte y sur, existen dos arcos formeros que contrarrestan la fuerza de empuje de la cúpula, elevándose sobre las columnas de las tribunas y generando un gran tímpano dotado de ventanales.  Además, se reforzó a los cuatro grandes pilares existentes en la base de la cúpula con otros pilares que quedan disimulados en las naves laterales, a la vez que un conjunto de bóvedas de distintas formas y tamaños contribuyen a disipar el empuje de la gran cúpula.  Sin embargo, la sensación desde el interior del templo es de una única cúpula, grácil y majestuosa, ampliamente iluminada por la cuarentena de ventanas existentes en su arranque.
El historiador bizantino Procopio de Cesarea afirmaba acerca de la cúpula de Santa Sofía que «No parece reposar sobre una construcción maciza, sino estar suspendida del cielo por una cadena de oro y formar como un dosel sobre la iglesia».

#### Iglesia de los Santos Apóstoles

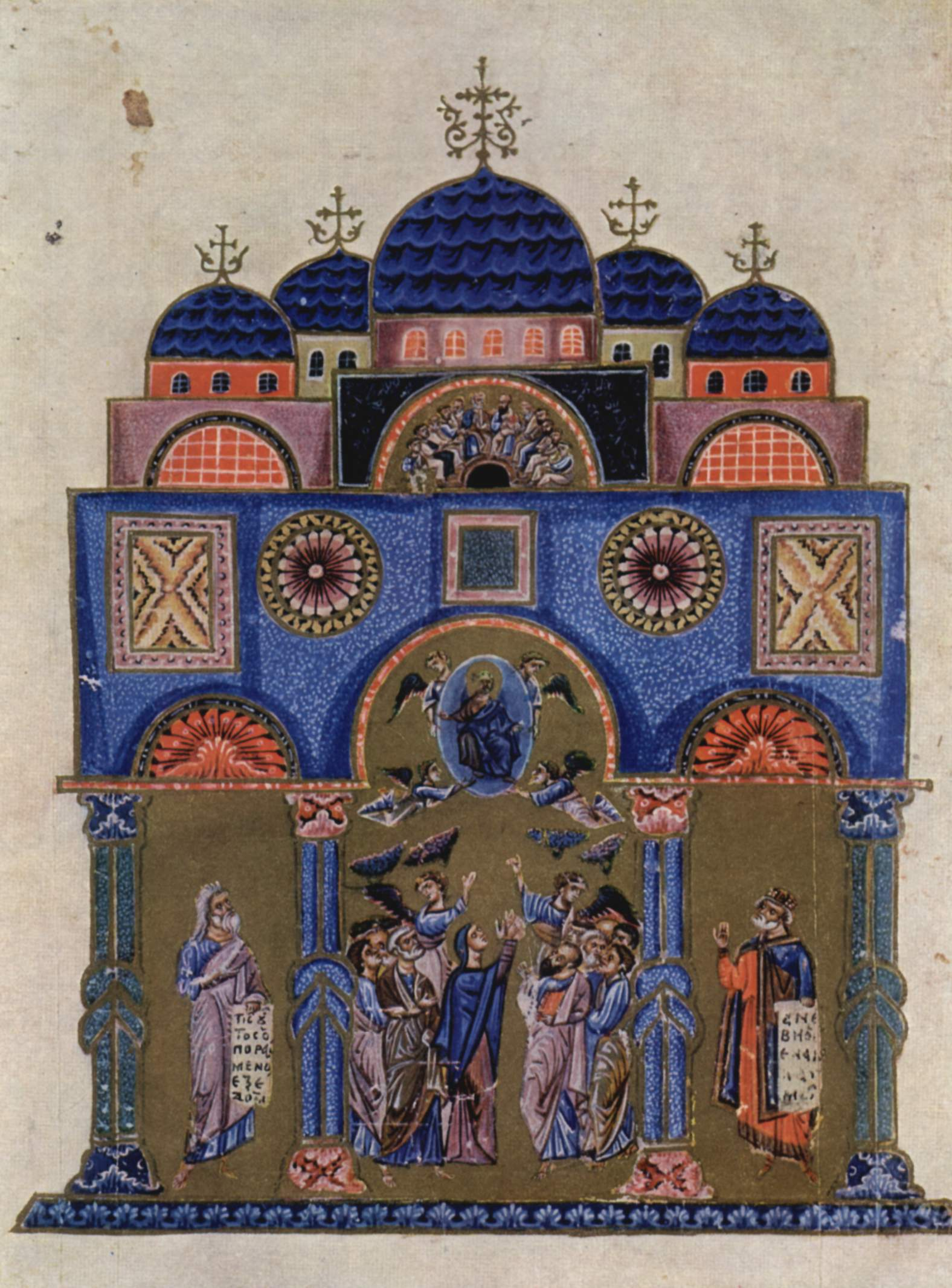
Miniatura del que representa la iglesia de los Santos Apóstoles de Constantinopla.

También fue importante la desaparecida iglesia de los Santos Apóstoles de Constantinopla, proyectada como mausoleo de Constantino. Renovada en época de Justiniano I, fue modelo de la basílica de San Juan de Éfeso (terminada ca. 565) y de la de San Marcos de Venecia, obra del siglo XI. Como esta última, ofrecía un modelo de planta de cruz griega con cinco cúpulas, ampliamente imitado en todo el mundo bizantino.
La iglesia fue construida sobre una colina de la ciudad, pensada para albergar en su interior el cuerpo del emperador Constantino,  siendo la más antigua de la Cristiandad en ser consagrada a los Santos Apóstoles, y datando de los tiempos de la fundación de la propia ciudad de Constantinopla sobre la antigua Bizancio.
Justiniano y su esposa Teodora la reconstruyeron entre 536-550, retomando la consabida planta en cruz griega de la iglesia constantiniana, coronada por una gran cúpula, siendo más tarde ricamente decorada por Justino II.
La iglesia se convirtió desde muy pronto en la necrópolis imperial, conteniendo así los restos de la mayor parte de los emperadores, distribuidos en dos mausoleos exteriores, uno al norte y el otro al sur del ábside, denominados heroa, el de Constantino y el de Justiniano. El interior de la iglesia, sin embargo, no albergaba ninguna tumba. Cada uno de los heroon albergaba indistintamente tumbas modernas o antiguas, sin estar agrupadas por ningún tipo de orden cronológico. Dethier, un erudito que vivió en Constantinopla y conocía perfectamente la topografía de la ciudad medieval, hablaba de 19 sarcófagos en el heroon de Constantino y de 17 para el de Justiniano. Byzantios, un escritor griego moderno, añade otros cinco para el primero y nueve para el segundo.
El santuario recibió numerosas reliquias: las de los santos apóstoles Andrés, Lucas, Timoteo, el primer obispo de Éfeso, y Mateo, así como las de los santos Cosme y Damián.
Alrededor de la iglesia se encontraban pórticos suntuosos, los stoai, a lo largo de los cuales se disponían los sarcófagos aislados de algunos basileis. Al parecer, todos los sarcófagos eran de mármol, completamente recubiertos de ornamentos deslumbrantes en plata y piedras preciosas. El efecto era de grandiosidad, especialmente a la luz del sol. La mayoría de las coberturas de los sarcófagos eran en forma de tejado, y contenían en su interior más joyas todavía. Diversos patriarcas se hallaban también sepultados allí, destacando entre ellos Juan Crisóstomo.
Las tumbas fueron despojadas por Alejo IV Ángelo para pagar a los cruzados de la Cuarta Cruzada, quienes además saquearon la iglesia rompiendo y destruyendo los sepulcros. Lo que quedó fue arrasado por los derviches tras la caída de Constantinopla en 1453, quienes al parecer pasaron catorce horas destruyendo con mazas y barras de hierro lo que se había salvado de la destrucción ocasionada por los cruzados.

### Italia

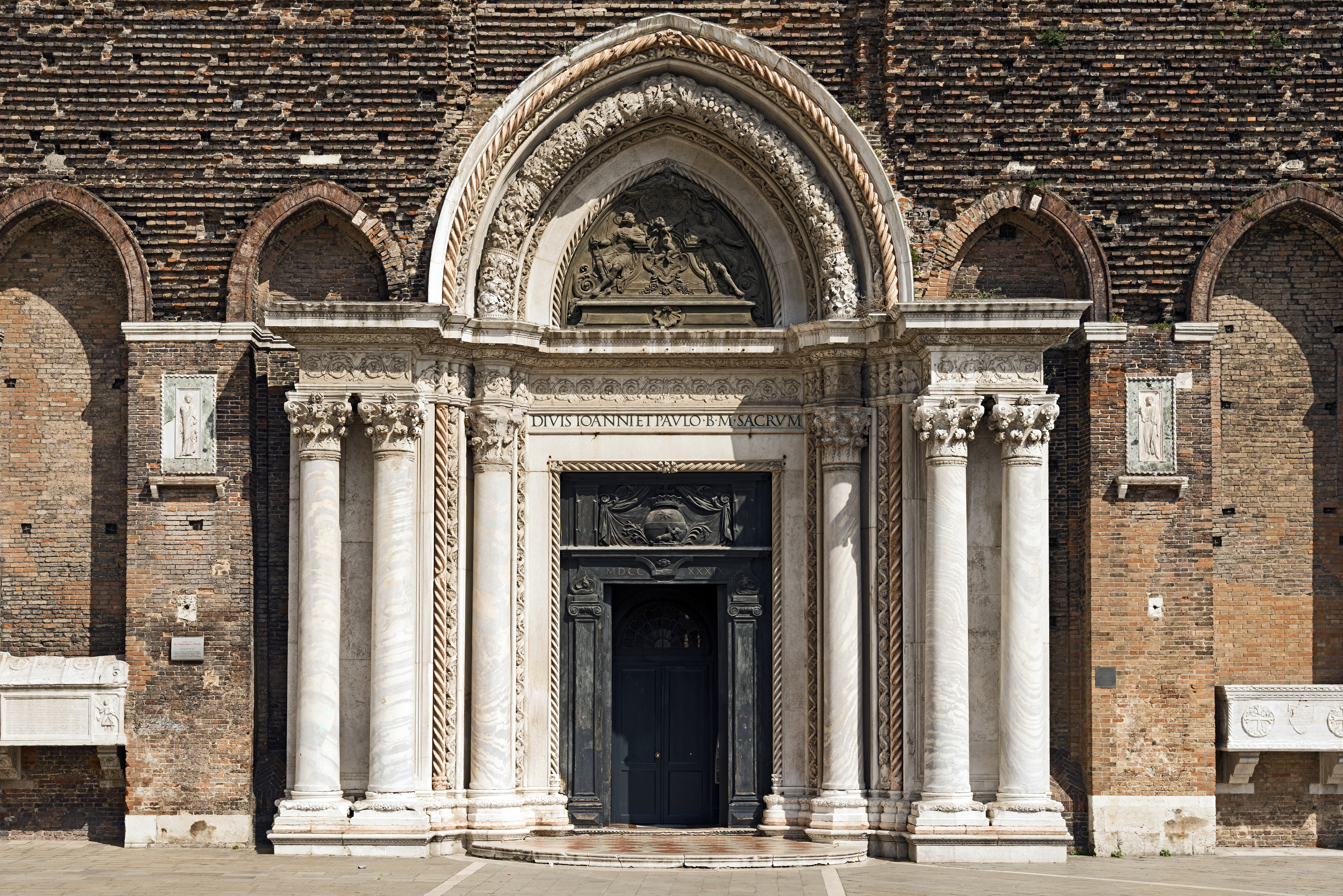
Columnas de estilo bizantino en la portada de la basílica de San Juan y San Pablo de Venecia.

La península itálica estuvo ampliamente vinculada al Imperio bizantino que estableció en la ciudad de Rávena la capital de uno de sus exarcados, a la vez que controlaba amplias partes de la península, incorporadas a su imperio al albur de los acontecimientos bélicos y políticos.
Por otro lado, el propio prestigio inherente a la arquitectura bizantina marcó profundamente las edificaciones en otros puntos de la península o de Sicilia, irradiando desde allí sus influencias al resto de la Europa Occidental.

#### Rávena
Constantinopla no fue el único foco importante en esta primera Edad de Oro de Bizancio, es menester recordar el núcleo de Rávena (capital del Imperio bizantino en Occidente desde el siglo VI hasta el siglo VIII), el exarcado occidental situado en el nordeste de la península italiana, en las riberas del mar Adriático, junto a Venecia. Además, Rávena era una base naval de la Armada romana, la que permitía a la misma el control del Adriático.
Las iglesias bizantinas de Rávena presentan dos modelos: uno de clara inspiración constantinopolitana relacionada con la iglesia de los Santos Sergio y Baco, la de iglesia de San Vital en Rávena (538-547), en la que, igualmente que su modelo, es de planta octogonal con nave circundante entre los elevados pilares y con una prolongación semicircular en la cabecera, delante del ábside del presbiterio; en los pies tiene un amplio atrio con torres laterales.
En esta iglesia de San Vital están ya prefigurados los rasgos más característicos de la estilística en la arquitectura medieval de Occidente, sobre todo en los que se refiere al sentido vertical de la construcción en detrimento de la horizontalidad precedente.
Las otras iglesias bizantinas de Rávena tienen influencia paleocristiana por su estructura basilical con cubierta plana. Son la basílica de San Apolinar in Classe y la iglesia de San Apolinar Nuevo, ambas de la primera mitad del siglo V y con destacados mosaicos. A las iglesias deben añadirse por otra parte otros monumentos, como es el caso del mausoleo de Gala Placidia.

##### Mausoleo de Gala Placidia

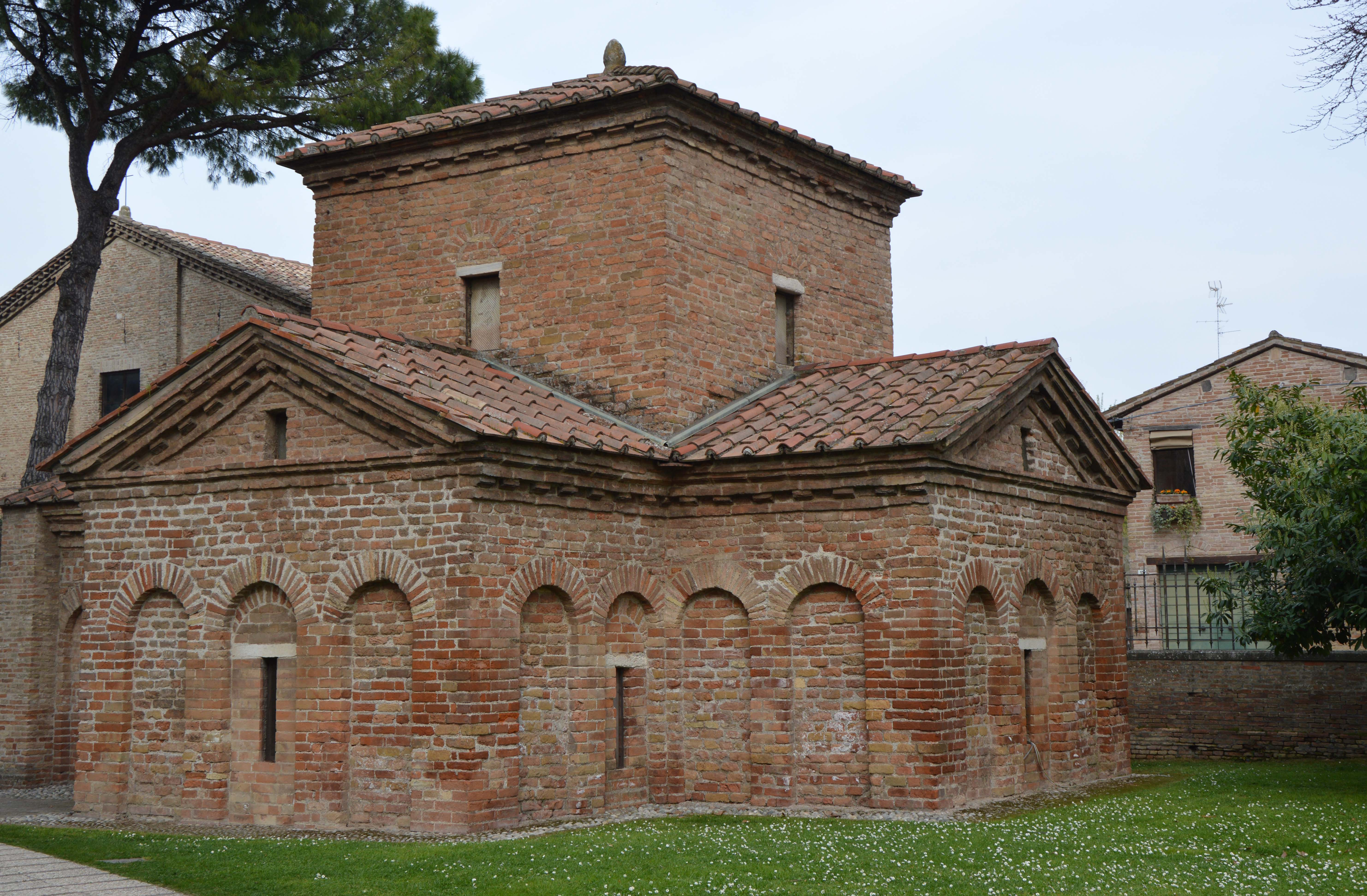
Mausoleo de Gala Placidia

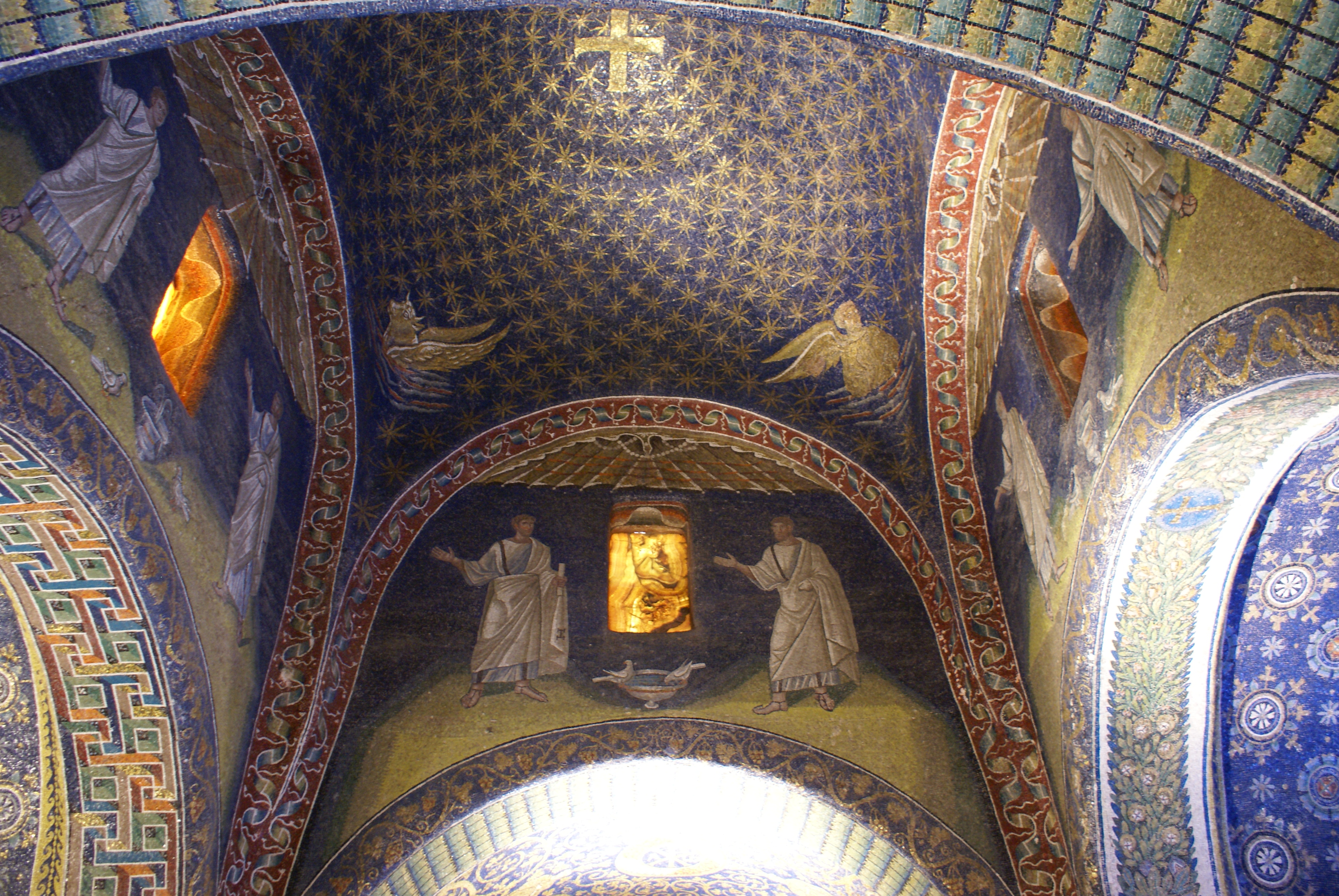
Mosaico interior, con el cielo, la cruz y los cuatro evangelistas

El Mausoleo de Gala Placidia (es así conocido, aunque en realidad se trate de la capilla de San Lorenzo) fue erigido por orden de Gala Placidia, la viuda de Constancio III y regente del Imperio romano en nombre de su hijo Valentiniano III, a su regreso a Italia tras la muerte de su esposo, por lo que cabe deducir que es muy poco posterior al 421, fecha de la muerte de Constancio. Algunos afirman que es el mausoleo de la propia Gala Placidia, pero las fuentes documentales indican que ella murió y fue enterrada en Roma, aunque en la actualidad sus restos reposen en Rávena, en la muy cercana iglesia de San Vital.
La capilla (o mausoleo) está levantada sobre planta en cruz griega, tratándose de la primera vez en que este tipo de planta era utilizada en la arquitectura occidental, y se encuentra adyacente a una basílica que posee igualmente planta en cruz griega.
El aspecto exterior del edificio, de 15 m de largo por 13 de ancho, resalta el uso del ladrillo, con el que se elevaron los muros del mismo, dotados de arcadas ciegas y de ventanas de escaso tamaño. La cubierta del edificio es a base de tégula (teja romana plana), vertiendo a cuatro aguas en la cúpula y a dos en el resto del edificio.
Sobre la decoración interior del mausoleo, destaca la majestuosa cúpula, dotada de una suntuosa decoración, en un conjunto sobrio y severo. La ornamentación de la cúpula es a base de mosaicos, mostrando un cielo azul estrellado presidido por una cruz dorada, en colores a juego con los de las estrellas, de forma que el color azul oscuro del cielo oscurece la cúpula, haciendo por el contrario resaltar la cruz y las estrellas. Simultáneamente, para convertir el espacio cuadrado de la cúpula en el redondo del cielo, aparecen en las esquinas de la cúpula los cuatro  evangelistas.
Por otra parte, las naves del mausoleo que se entrecruzan en la cúpula poseen una bóveda de cañón.

##### San Vital

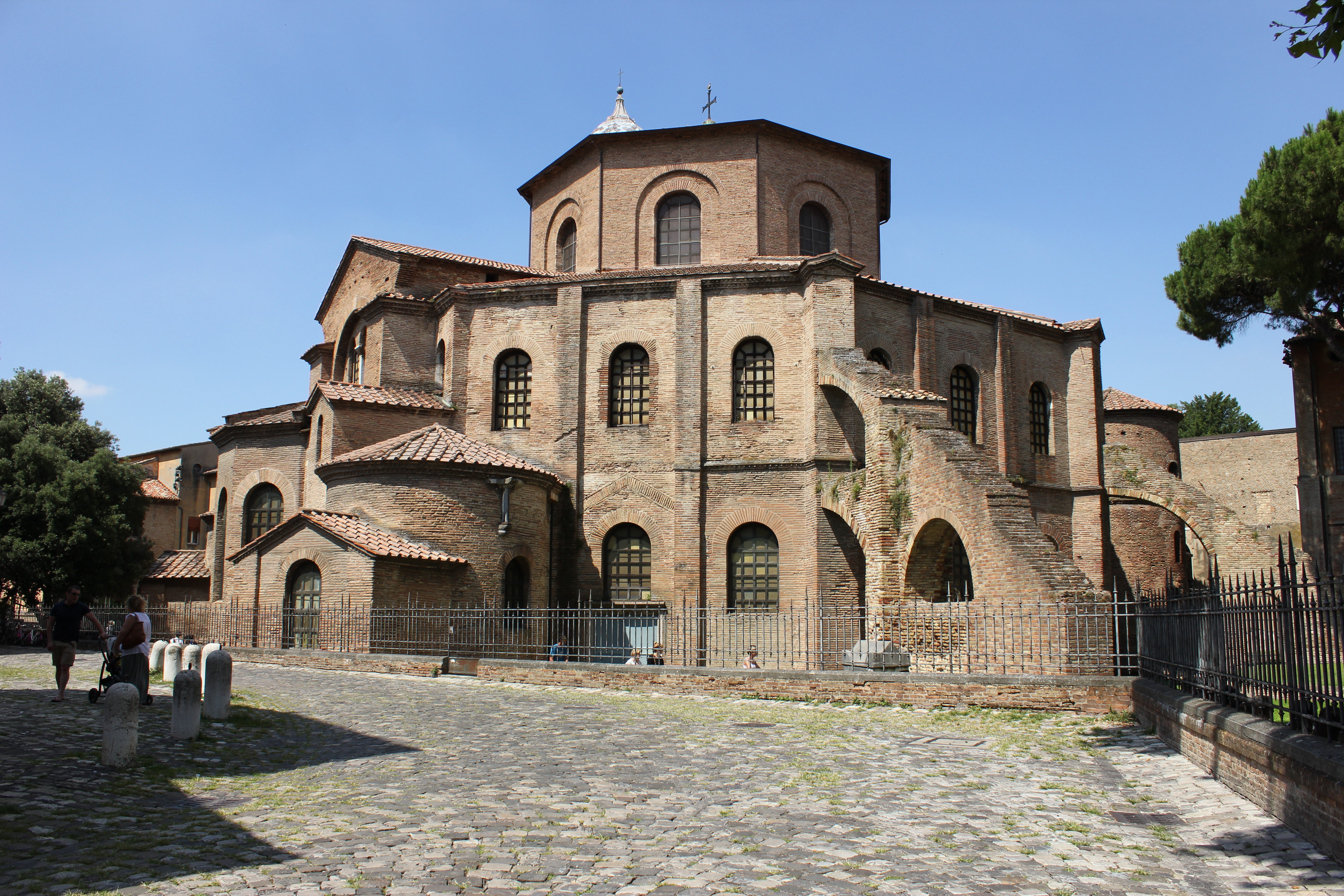
La iglesia de San Vital en Rávena.

Como una muestra más de la vinculación entre poder político y religioso, y su influencia en el arte bizantino, los gobernadores representantes del Imperio bizantino en Rávena eran los propios arzobispos de la ciudad. Fueron los obispos Maximiano y Víctor quienes, a mediados del siglo VI, consagraron la iglesia de San Vital, construida con la ayuda económica del banquero griego Juliano Argentarios, como otros monumentos de la ciudad. La iglesia tiene como peculiaridad que se trata de la única iglesia octogonal conservada en Occidente.
El rico decorado exterior de la iglesia, sin embargo, contrasta con la sobriedad decorativa que se constata en su interior, en el que unos arcos circulares hacen posible el paso desde la base octogonal a una cúpula circular. Se han conservado los mosaicos del ábside y del presbiterio, estando en su momento el resto del interior decorado con mármol, habiendo desaparecido el dorado de los capiteles, lo que ha disminuido la luminosidad del conjunto.
La figura dominante en el ábside es Cristo, acompañado san Vital, existiendo en el presbiterio imágenes de los Evangelistas y episodios del Antiguo Testamento. El presbiterio se encuentra al fondo, con un tramo cubierto por una bóveda de arista y un cierre en bóveda de horno.
Las galerías del presbiterio también estaban decoradas, pero destaca especialmente el trabajo de los capiteles, con finos calados. Existe igualmente un púlpito de marfil, del obispo Maximiano, aunque se desconoce si se trata de una obra local o fue importado desde Constantinopla.

##### San Apolinar in Classe

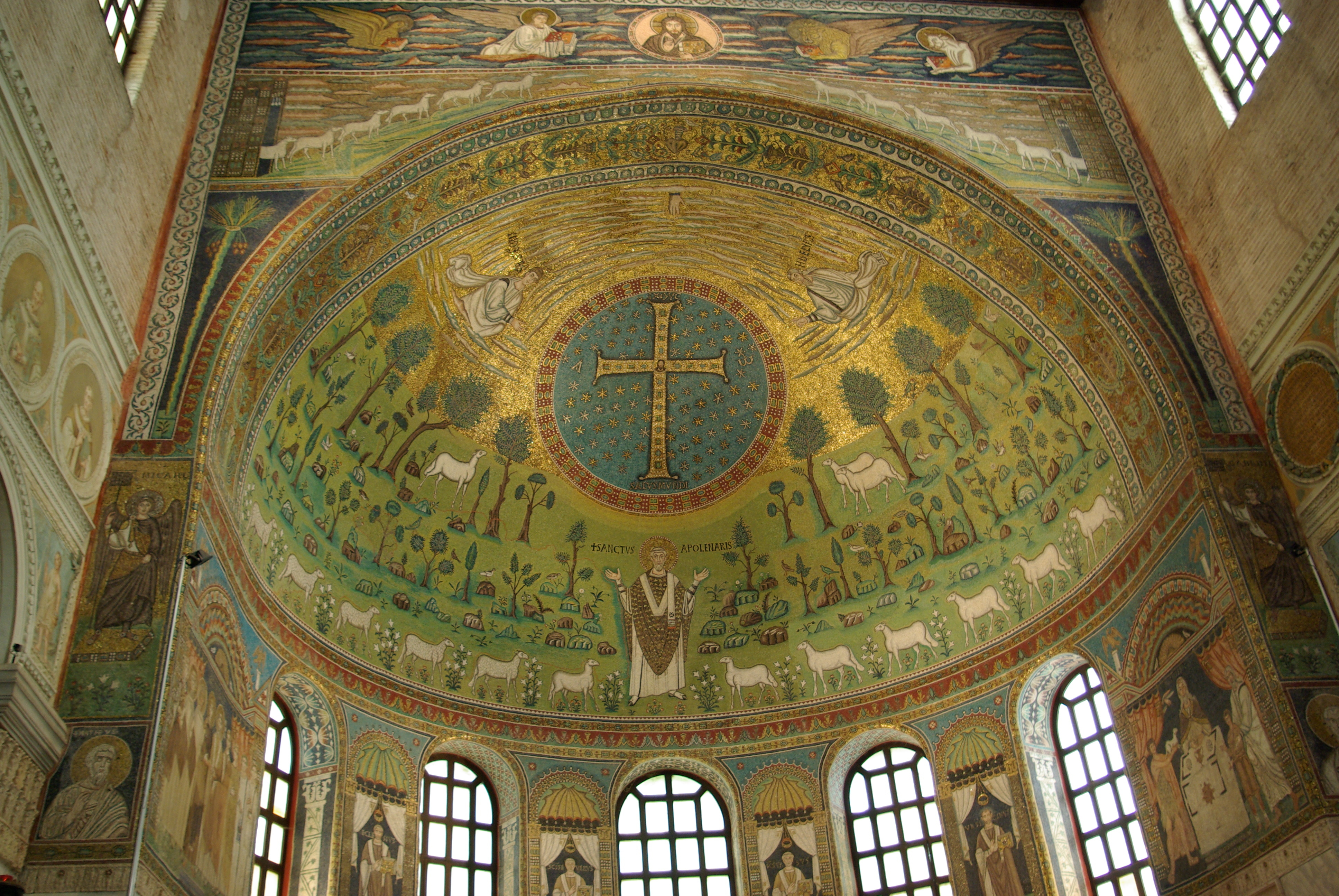
Detalle de los mosaicos del ábside de San Apolinar

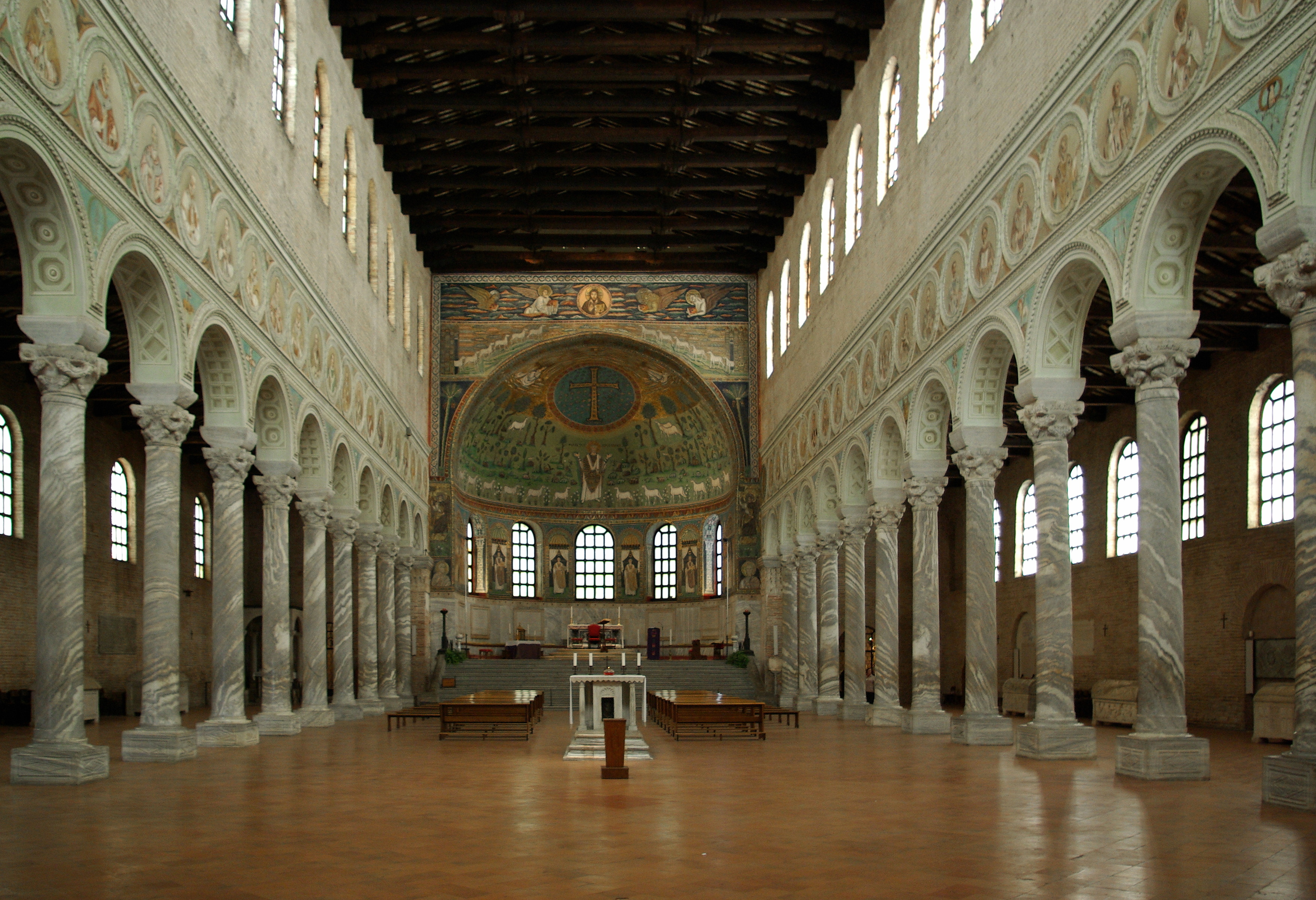
Nave principal de San Apolinar, con las 24 columnas que la separan de las laterales, soporte para la bóveda, y el ábside al fondo con su decoración masiva

La basílica de San Apolinar in Classe es uno de los principales monumentos de la arquitectura bizantina en Rávena, hasta el punto de que cuando la Organización de las Naciones Unidas para la Educación, la Ciencia y la Cultura declaró Patrimonio de la Humanidad a ocho iglesias de Rávena, citó la basílica de San Apolinar in Classe como «un ejemplo excepcional de las más antiguas basílicas cristiana con la pureza y simplicidad de su diseño y el empleo del espacio, así como con la naturaleza suntuosa de su decoración».
La imponente estructura de ladrillo fue erigida por orden del obispo Ursicino, utilizando los recursos económicos de un banquero griego, Juliano Argentarius (el mismo que financió la iglesia de San Vital), y se localiza al lado de un cementerio cristiano, y bastante posiblemente sobre la cima de un preexistente templo pagano, como lo atestiguan algunas lápidas reutilizadas en su construcción. Está situada junto al antiguo puerto de Rávena.
San Apolinar in Classe fue consagrado el 8 de mayo de 549 por el obispo Maximiano, siendo dedicado a la consagración de quien fuera el primer obispo de Rávena, san Apolinar. La Basílica es así contemporánea de la iglesia de San Vital en Rávena. En el 856, las reliquias de San Apolinar fueron transferidas desde la basílica de San Apolinar in Classe hacia la basílica de San Apolinar Nuovo, en la misma Rávena.
El exterior tiene una gran fachada, con un ventanal triforio. El nártex que se encuentra a la derecha de la entrada es una adición posterior, como lo es también el campanario del siglo IX.
El interior contiene 24 columnas de mármol griego, pero la importancia excepcional radica en el ábside, que culmina en un mosaico verde con prados y ovejas, alegoría estas últimas de los fieles a los que acoge un san Apolinar con los brazos abiertos, bajo la supervisión de los doce apóstoles, presentados igualmente como corderos saliendo de Jerusalén y Belén. Una gran cruz preside el conjunto, cruz que se encuentra rodeada por Moisés y Elías. Las paredes laterales están actualmente desnudas, pero seguramente un día estuvieron cubiertos igualmente de mosaicos, que probablemente fuesen destruidos por los venecianos en 1449, aunque dejasen en pie la decoración de mosaicos en el ábside y sobre el arco triunfal. Esta última representa al Salvador, entre corderos (los fieles, en este caso), junto a los Apóstoles.
Tanto las columnas como los propios ladrillos utilizados para la construcción son al parecer importados desde Bizancio.

##### San Apolinar Nuevo

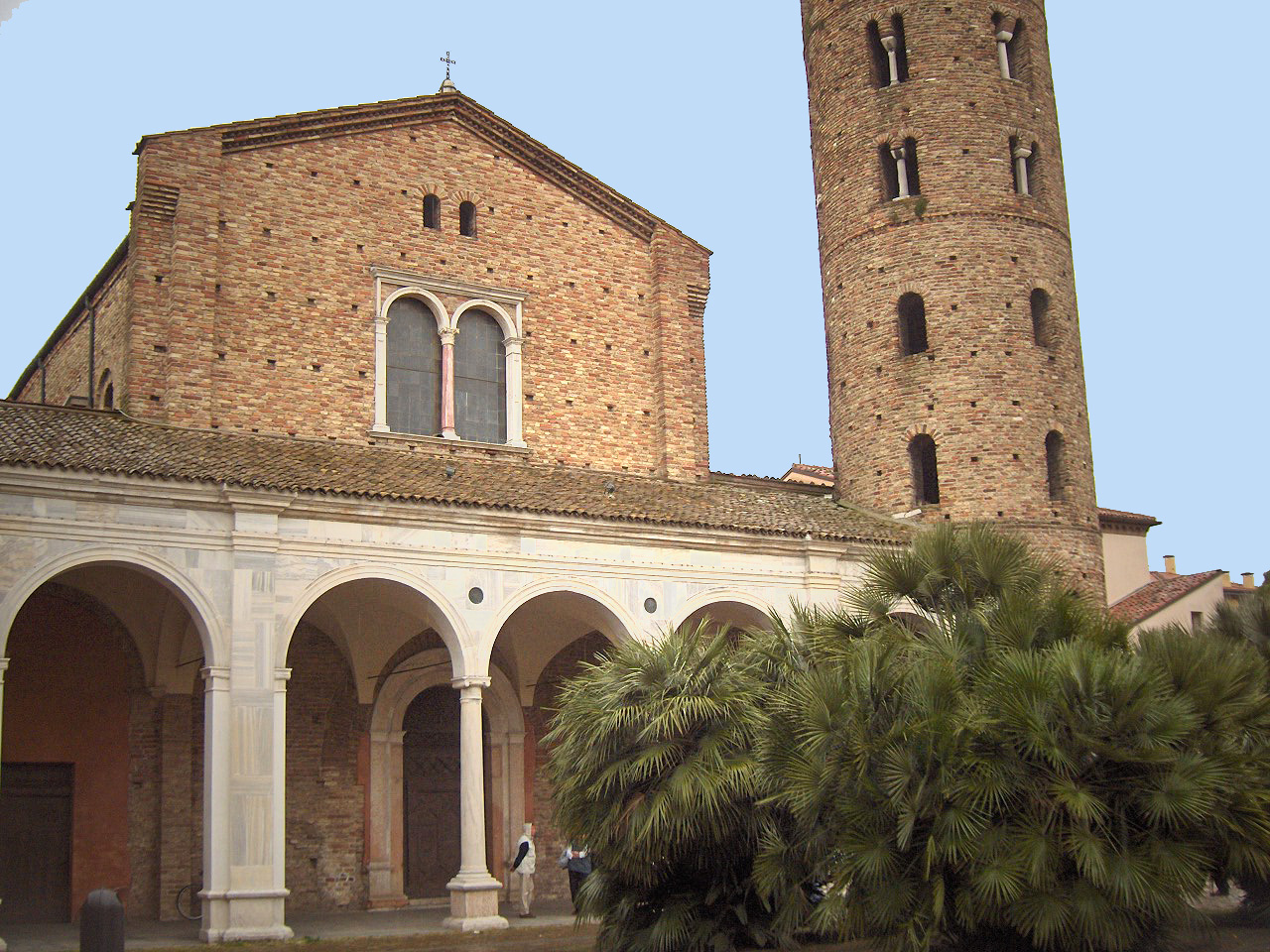
La fachada de la basílica de San Apolinar Nuovo.

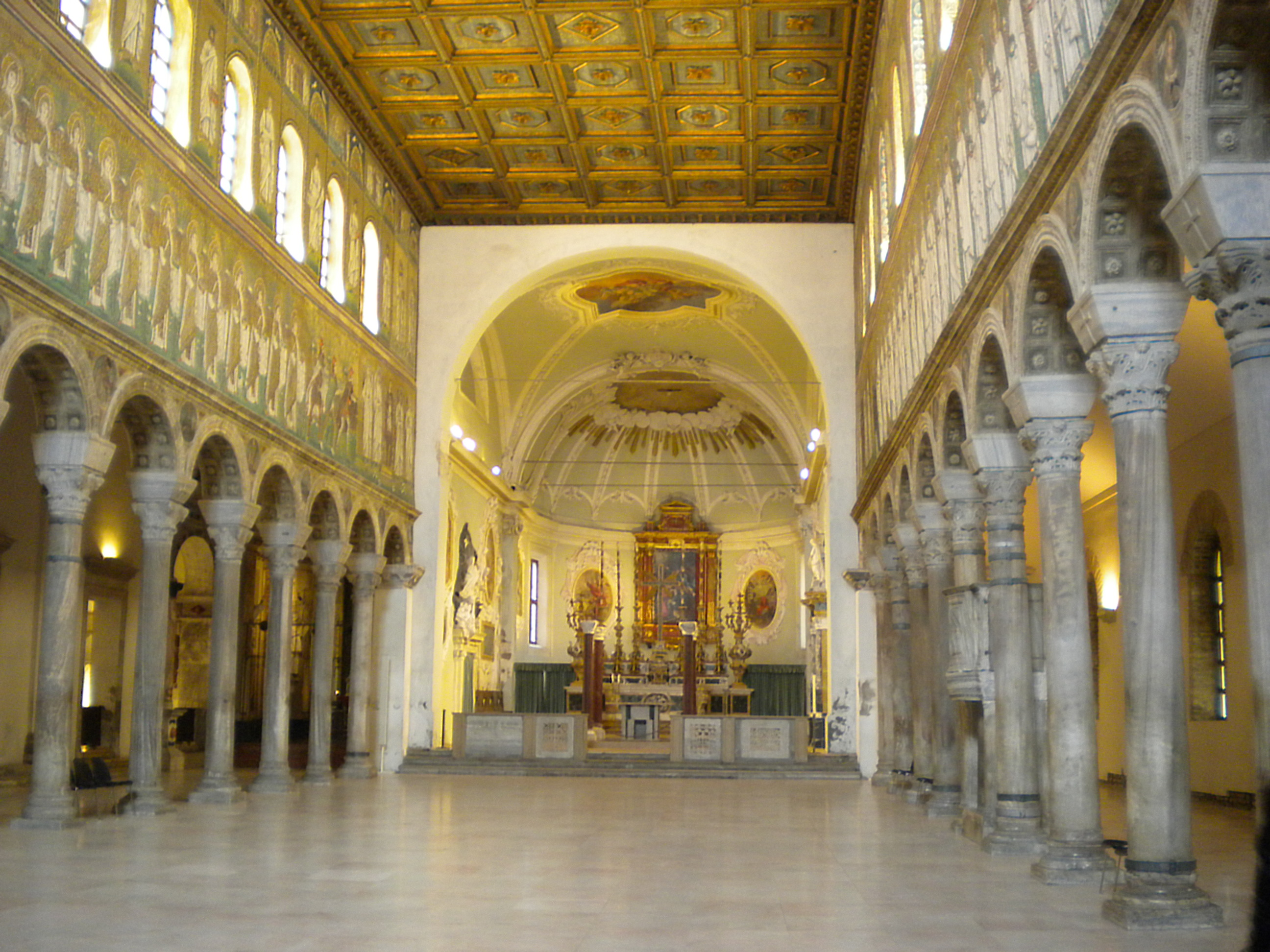
Interior de la basílica de San Apolinar Nuovo.

La basílica de San Apolinar Nuevo (o basílica de San Apolinar Nuovo) se construyó sobre el mismo tipo de planta que la de San Apolinar in Classe, llevando dicho nombre debido al traslado de las reliquias de San Apolinar, quien fuera el primer obispo de la diócesis, desde la basílica de San Apolinar in Classe.
Fue construida en época de Teodorico el Grande, siendo ornada con mosaicos, que posteriormente se suprimieron, al igual que cualquier referencia al arrianismo o al propio Teodorico. La supresión de los mosaicos fue obra del obispo Agnello, y de dichos mosaicos únicamente se salvaron las partes más altas de la decoración; además, durante un tiempo la iglesia estuvo consagrada a san Martín de Tours, debido a su enconada lucha contra la herejía.
La basílica fue construida con tres naves, una principal y dos laterales, no poseyendo cuadripórtico sino tan solo el nártex. Posee una apariencia externa a base de ladrillo, con una cubierta con vertiente a dos aguas. En la parte superior de la portada existe, justo en el centro, una bífora de mármol, sobre la que hay otras dos pequeñas aberturas. La nave central finaliza en un ábside semicircular.
Subsiste sin embargo un importante conjunto de mosaicos, que se encuentran emplazados en la nave principal, consistentes en sendas procesiones que se encaminan, desde la entrada del edificio, hacia representaciones de Cristo, en el muro norte, o de la Virgen María sentada en su trono, en el muro sur, existiendo representaciones de los profetas y patriarcas en el nivel superior, ocupando los huecos entre las ventanas. Los mosaicos se iniciaron en el 504, aunque fueron modificados con posterioridad.

#### Venecia

##### Basílica de San Marcos

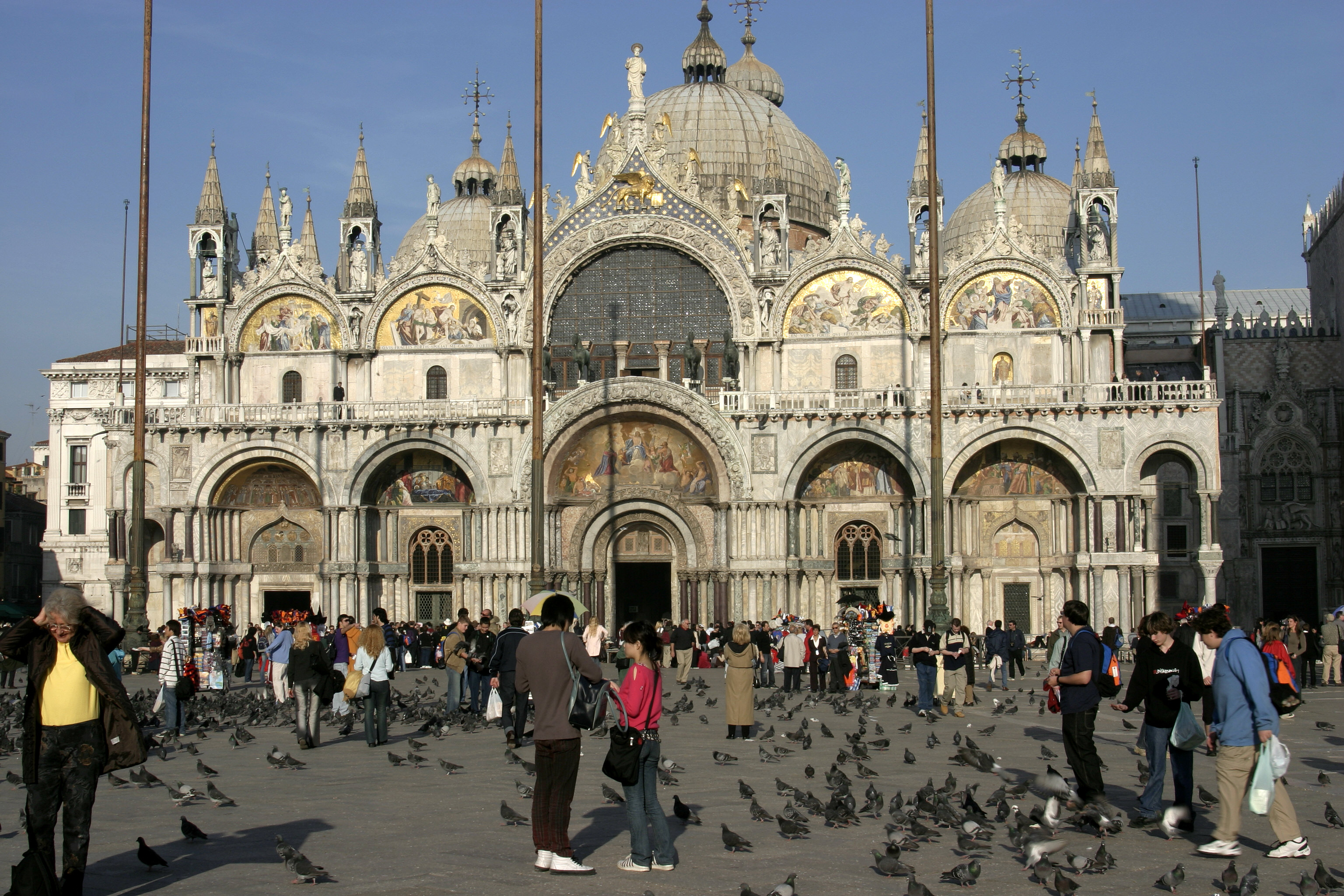
Fachada de la basílica de San Marcos en la plaza de San Marcos

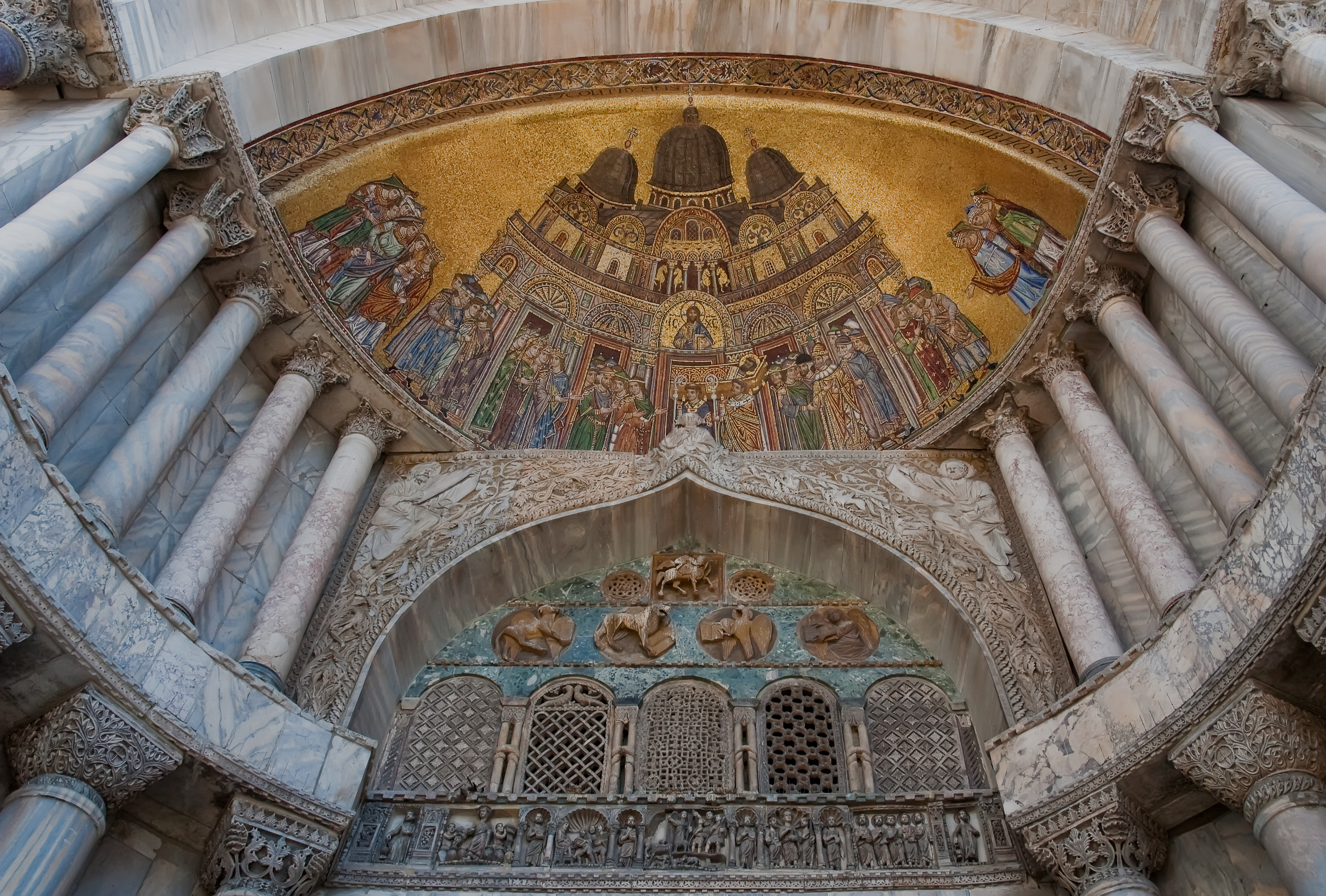
Mosaico del portal de San Alipio en San Marcos

En Italia destaca la anteriormente citada basílica de San Marcos de Venecia, del año 1063, con planta de cruz griega inscrita en un rectángulo y cubierta con cinco cúpulas principales sobre tambor, una sobre el crucero y cuatro en los brazos de la cruz, asemejándose en su estructura a la desaparecida iglesia de los Santos Apóstoles de Constantinopla.
Las obras para su construcción se iniciaron en 1063, sobre una iglesia anterior, del siglo IX, que albergaba el cuerpo de san Marcos, patrón de Venecia, templo destruido en unas revueltas en el 916. Las obras finalizaron en el 1093, dando inicio a los trabajos de decoración de su interior, para lo que se despojó a diversos templos antiguos de las cercanías.  En las obras no solo intervinieron artistas bizantinos, sino que además se importaron materiales de Bizancio, especialmente capiteles.
La basílica, considerada «una de las muestras arquitectónicas más bellas del arte bizantino»,  está dotada de tres ábsides en la cabecera, el central de mayor tamaño que los laterales. La cúpula es el elemento arquitectónico dominante de la cubierta, consistiendo en realidad en un conjunto de catorce cúpulas diferenciadas, con tamaño variable entre ellas en función de su ubicación,  contribuyendo las de menor tamaño a la difuminación de las cargas de la principal.
La cubierta cupulada queda soportada con un conjunto de pilares macizos, a lo que se une una tupida red de columnas que soportan la galería superior de la basílica.  En la fachada principal existen cinco puertas, con decoraciones similares a las de la arquitectura románica, con columnas sobre las que se apoyan arcos de medio punto o, en el caso de las puertas laterales, un arco apuntado.  Los tímpanos existentes sobre las puertas presentan decoraciones de épocas y estilos variados, delatando alguno de ellos su origen bizantino por el pan de oro con el que se hallan recubiertos.<
Este primer cuerpo o piso sostiene una balaustrada, tras la que existe un segundo cuerpo, con cinco arcos ciegos con el mismo esquema decorativo que la planta inferior, con un arco central mayor que los laterales en el que existe una cristalera para la iluminación del interior de la basílica, como sucede en las arquitecturas románica y gótica.
La primera decoración interior de la basílica de San Marcos fue obra de especialistas en mosaicos bizantinos, pero dichos mosaicos se perdieron durante el incendio que sufrió el monumento el 1106. Salvo algunos fragmentos que se recuperaron tras el incendio, los mosaicos actuales son pues del siglo XII.

### Rusia

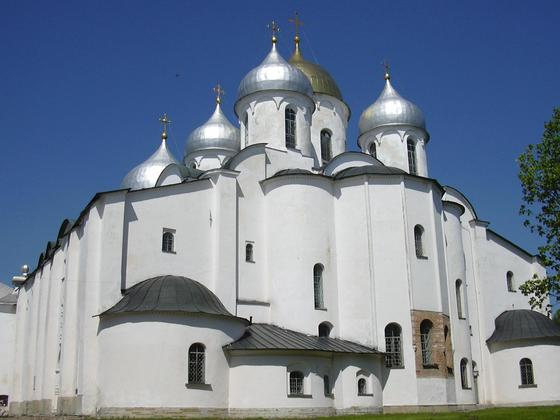
La catedral de Santa Sofía de Nóvgorod.

En la Segunda Edad de Oro el arte bizantino se extendió a la zona rusa de Armenia, en Kiev se construye la iglesia de Santa Sofía en el año 1017, siguiendo fielmente el influjo de la arquitectura de Constantinopla se estructuró en forma basilical de cinco naves terminadas en ábsides, en Nóvgorod se levantan las iglesias de San Jorge y de Santa Sofía, ambas de planta central. Hay que tener presente que las actuales Ucrania y Rusia se habían convertido al cristianismo por la acción de misioneros de origen búlgaros pertenecientes a la Iglesia ortodoxa. A ello debe añadirse el matrimonio que se produjo en 989 entre el príncipe Vladímir I de Kiev y la princesa Ana, hermana del emperador Basilio II.
Durante la Tercera Edad de Oro, entre los siglos XIII y XV el arte bizantino se sigue extendiendo por Europa y Rusia, predominando las plantas de iglesias cubiertas mediante cúpulas abulbadas sobre tambores circulares o poligonales. A esta etapa corresponden en Grecia la iglesia de los Santos Apóstoles de Salónica, del siglo XIV, la iglesia de Mistrá, en el Peloponeso, y algunos monasterios del monte Athos.
Igualmente se multiplican los templos bizantinos por los valles del Danubio, por Rumania y Bulgaria, llegando hasta las tierras rusas de Moscú donde destaca la Catedral de San Basilio, en la plaza Roja de Moscú, realizada en tiempos de Iván el Terrible (1555-1561), cuyas cinco cúpulas, la más alta y esbelta en el crucero y otras cuatro situadas en los ángulos que forman los brazos de la cruz, resaltan por su coloración, por los elevados tambores y por su característicos perfiles artísticos.

## La herencia de la arquitectura bizantina

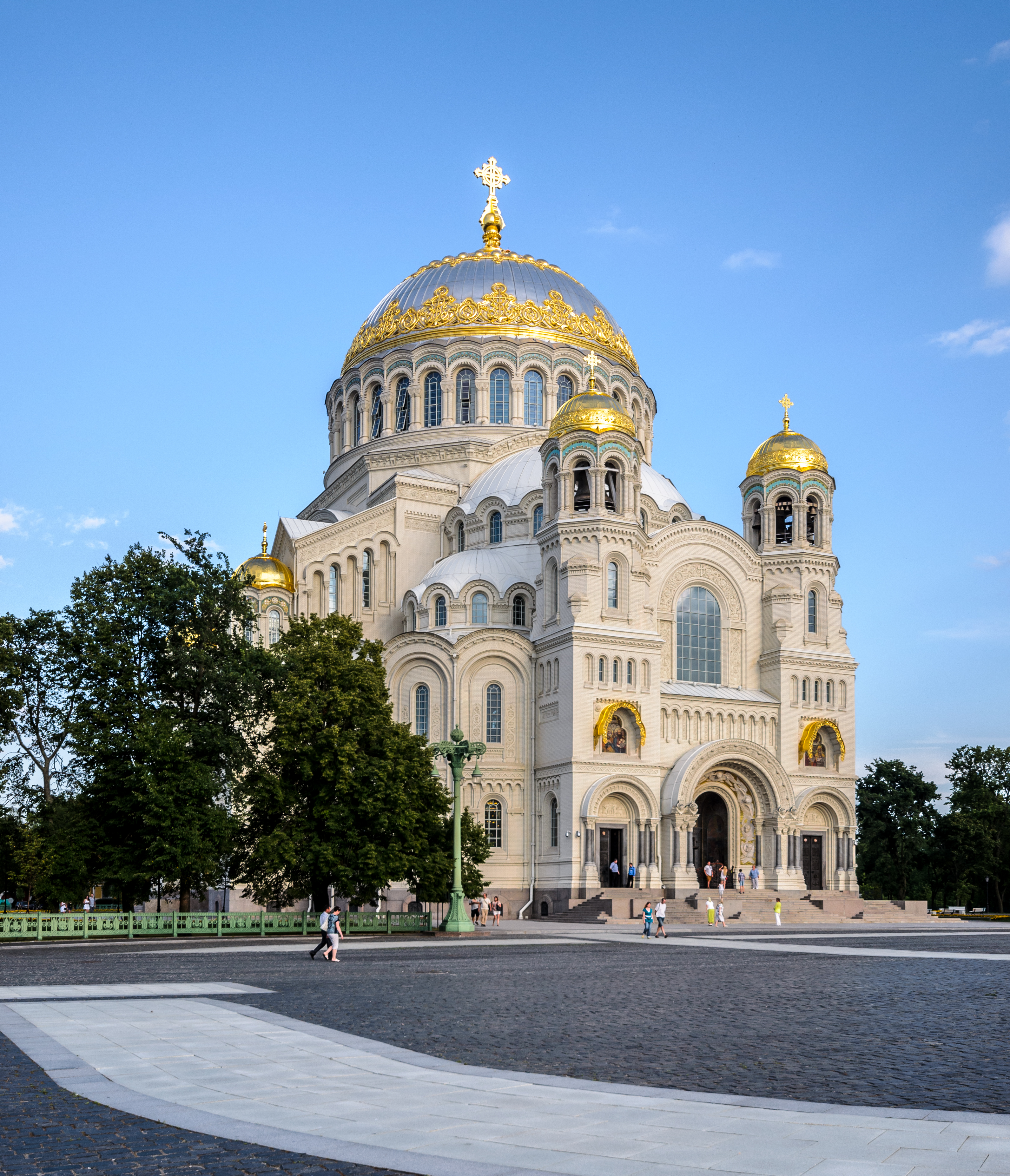
La catedral de San Nicolás del Mar en San Petersburgo, en Kronstadt.

La propia vinculación del arte bizantino con el Imperio bizantino y con el ceremonial y el boato imperial, añadido a la legitimación que otorgaba la fe ortodoxa facilitaron la expansión del arte bizantino en las zonas geográficas vinculadas a la ortodoxia, especialmente en los territorios de las actuales Ucrania, Bielorrusia y Rusia.
Tras haberse consolidado la ortodoxia y el arte bizantino en las tierras rusas (por ejemplo, en Kiev se copiaron barrios enteros de Constantinopla), la caída de Constantinopla en 1453, con la emigración que trajo aparejada el proceso, hizo que emergiese el Imperio ruso como heredero natural de Bizancio, asumiendo como parte inherente a dicha herencia los elementos básicos del arte bizantino.
Por otro lado, la arquitectura bizantina abrió la puerta en Europa Occidental a la arquitectura románica y a la arquitectura gótica. En Oriente ejerció igualmente una profunda influencia en la arquitectura islámica, con ejemplos destacados como en la mezquita de los Omeyas de Damasco y la cúpula de la Roca en Jerusalén, que ponen de relieve en sus decoraciones el trabajo de los artesanos y constructores de mosaicos bizantinos. En Bulgaria, Rusia, Rumania, Georgia y en otros países de fe ortodoxa la arquitectura bizantina siguió en vigor durante mucho más tiempo, dando origen a diversas escuelas arquitectónicas locales.
En el siglo XIX, paralelamente al renacimiento del arte gótico que dio lugar a la arquitectura neogótica, se desarrolló igualmente una arquitectura neobizantina, que inspiró joyas arquitectónicas como la catedral de Westminster en Londres. En Bristol, entre 1850 y 1880 se generó un estilo conocido como Bizantino de Bristol, convertido en popular gracias a los edificios industriales que combinaban elementos bizantinos con otros procedentes del estilo arquitectónico mudéjar. Fue desarrollado a gran escala en Rusia por Konstantin Thon y por sus discípulos, quienes proyectaron la catedral de San Vladimiro en Kiev, la catedral de San Nicolás en San Petersburgo, la catedral de Alejandro Nevski en Sofía y el monasterio de Nuevo Athos, cerca de Sukhumi. El mayor proyecto neobizantino del siglo XX fue el templo de San Sava en Belgrado, aún no concluido.

## Arquitectura bizantina en España
En España la arquitectura bizantina tuvo escasa presencia. Su mayor representación está en la provincia de Zamora, primero en su capital, con la cúpula de la catedral de Zamora de 1174, en el reinado de Alfonso VII, y la cúpula de la colegiata de Santa María la Mayor en la ciudad de Toro; además en Castilla y León está la cúpula de la catedral vieja de Salamanca de 1236, y en Extremadura la catedral vieja de Plasencia, modelos basados en la catedral de Zamora, que fue la primera de las iglesias que ahora integran el grupo de cimborrios leoneses. 
Pueden también encontrarse ejemplos menores vinculados a la presencia militar del Imperio bizantino en algunos breves períodos de los siglos IV y V en el sudeste peninsular. Así, por ejemplo, la muralla bizantina de Cartagena.
Algunos de los elementos propios de la arquitectura bizantina, especialmente adoptados de ejemplos en Siria y otros puntos de Oriente Medio, llegaron a España a través de la arquitectura islámica.